# 今日は一日○○三昧
『今日は一日○○三昧』（きょうはいちにち○○ざんまい）は、NHK-FMで放送している、特定のジャンル（音楽に限らない）をテーマにしたラジオの長時間特別番組のシリーズ。

## 概要
NHK-FMでは、クラシックやジャズをテーマにして昼夜を通した特別番組を過去に何度か放送していたが、クラシックやジャズに限らず様々なジャンルをテーマにした特別番組を編成しようということになり、2006年から「今日は一日○○三昧」（○○にはジャンル名が入る）という名前で統一されたシリーズとして放送がスタートした。複数の回で企画・番組担当として携わった伊達正隆によれば、企画を提出するのはNHKのディレクター陣の他、アナウンサーや番組製作会社のスタッフなど多岐にわたり、採択されたら提案者が中心となって番組を作り上げるシステムを取っているという。製作時の決まり事は『1つのテーマにこだわる』『リスナーのリクエストに応える』だけで、番組の構成や進行は企画提案者を中心とした製作担当者の熱意や愛情に委ねられる部分もあるという。
2006年1月14日の第1回のテーマは「ラテン」であった。同じ年の5月には「アニソン」「モーツァルト」「弾き語りフォーユー」と3日連続で放送されたが、この中の「“アニソン”三昧」が予想以上の反響を呼んだ。その後も浪曲や箏曲などの純邦楽、アジア音楽やハワイアンなどの民族音楽、鉄道などのサブカルチャーもの、加えて「大阪」「名古屋」などの「ご当地」ものなど様々なジャンルでの「○○三昧」が放送されている。
基本的に生放送であり、放送は祝日及びその振替休日、大型連休（いわゆるゴールデンウィークやシルバーウィーク）、お盆や年末年始に組まれることが多く、月曜日が祝日・振替休日と重なる場合を中心に日曜日にも放送される場合もあるが、放送時間は概ね9 - 12時間という長時間編成で放送開始・終了時刻はその都度異なる。ただし基本的に11時50分 - 12時15分（または12時20分。午前中スタートの場合のみ）、18時50分 - 19時20分（または19時30分）の間はニュース・気象情報・交通情報を放送するため番組は一時中断となる。また、23時台以降まで放送する場合はラジオドラマ番組である『青春アドベンチャー』、『FMシアター』の時間にも一時中断することがあったが、2018年度後期以後は祝日でも『ミュージックライン』をなるべく通常通り放送できるようにするため、ほとんどの回は21時15分までで終わることが増えている。
曲目のリクエスト及び番組に対するメッセージは公式サイトのメールフォームから受け付けているほか、放送当日に限りファックスでも受け付けており締切り時刻は当日の番組内または番組表で告知される（深夜の掛け間違いを防ぐため。都合により早期終了の場合あり）。ただし、クラシック音楽など一曲の演奏時間が長いジャンルの番組や番組側でスケジュールを動かすことが容易でない内容の番組（「熱狂の日音楽祭」や「東京JAZZ」の中継など）の場合、リクエストを受け付けないこともあるほか、事前のリクエストのみ受け付け、当日のリクエストは行わない（「AKB三昧」など）こともある。
楽曲放送中に何らかの事故（レコードやCDの音飛び）があった際は、放送中再度かけなおす措置を行っている。加えてアニソンの回ではオリジナル歌手によるリメイクバージョンや声優の歌唱バージョンを流してしまったら、放送中に再度初出のオリジナル音源をかけなおす措置を行っている。

## 放送内容
#2006年、#2007年、#2008年、#2009年、#2010年、#2011年、#2012年、#2013年、#2014年、#2015年、#2016年、#2017年、#2018年、#2019年、#2020年、#2021年、#2022年、#2023年、#2024年、#2025年

### 第1回「今日は一日“ラテン”三昧」
- 放送日：1月14日
- 放送時間：14:00 - 22:50（18:50 - 19:20に各地域のニュースと『NHKきょうのニュース』をはさむ）
- 番組担当：カルロス菅野、住吉美紀
- ゲスト：小野リサ、小松亮太、上松美香、Saigenji、フジカワPAPA-Q（DJ・選曲家）
  - 記念すべき第1回目の放送。
  - ラテン音楽の魅力を伝える9時間の生放送。

### 第2回「今日は一日“アニソン”三昧」
- 放送日：5月3日
- 放送時間：12:15 - 翌1:00（18:50 - 19:20に各地域のニュースと『NHKきょうのニュース』、22:45 - 23:00に『青春アドベンチャー』をはさむ）
- 番組担当：嘉門達夫、デーモン小暮、有働由美子
- ゲスト：平野綾、織田芙実
  - 3日連続放送の1日目。アニメ放送開始時の曲から現在放送中のUHFアニメの曲までほとんどの世代のアニメソングを放送した。
  - 第1部と第2部はリクエスト番組。第1部では堀江美都子、ささきいさお、遠藤正明、きただにひろし、松本梨香、下川みくに、牧野由依、angelaによる生ライブがみんなの広場ふれあいホールにて行われた（17:20頃から同時放送）。
  - 第3部は声優によるトークショーを『Voice Paradise“ボイ☆パラ”』として放送した。コーナー担当はコロッケ、野川さくら。

### 第3回「今日は一日“モーツァルト”三昧」
- 放送日：5月4日
- 放送時間：13:00 - 翌1:00（18:50 - 19:20に各地域のニュースと『NHKきょうのニュース』、22:45 - 23:00に『青春アドベンチャー』をはさむ）
- 番組担当：松田輝雄
- ゲスト：吉松隆、伊藤恵
  - 3日連続放送の2日目。放送された全曲がW.A.モーツァルト作曲の曲で構成された。
  - 当日東京国際フォーラムで行われた『ラ・フォル・ジュルネ・オ・ジャポン 「熱狂の日」音楽祭』から一部の公演が中継された。中継担当は室田尚子。

### 第4回「今日は一日“弾き語りフォーユー”三昧」
- 放送日：5月5日
- 放送時間：12:15 - 翌1:00（18:50 - 19:20に各地域のニュースと『NHKきょうのニュース』、22:45 - 23:00に『青春アドベンチャー』をはさむ）
- 番組担当：小原孝、後藤繁榮
- ゲスト：ノッポさん（高見映）、Vanilla Mood、谷山浩子、スリー・グレイセス、楊興新（二胡演奏家）、サーカス、雪村いづみ、ダークダックス、ペギー葉山、菅原洋一、金丸淳一、トワ・エ・モワ
  - 3日連続放送の3日目。平日日中に放送している『弾き語りフォーユー』のスペシャルで、クラシックからポップスまであらゆるジャンルの全118曲をすべて小原孝の弾き語り（とゲストとのセッション）で放送する企画。
  - 2006年5月7日 23:00-5月8日 1:00にも第3部の模様が再放送された。

### 第5回「今日は一日“民謡”三昧」
- 放送日：7月29日
- 放送時間：13:00 - 翌1:00（18:50 - 19:20に各地域のニュースと『NHKきょうのニュース』をはさむ）
- 番組担当：横川裕子（民謡歌手）、藤崎弘士
  - ゲスト：岸千恵子、原田直之、早坂光枝、大塚文雄、木乃下真市、上妻宏光
  - 全編民謡（日本民謡）で構成された12時間。第1部はみんなの広場ふれあいホールからゲストによる生演奏を放送した。

### 第6回「今日は一日“ネコ”三昧」
- 放送日：8月13日
- 放送時間：12:15 - 翌1:00（18:50 - 19:20に各地域のニュースと『NHKきょうのニュース』をはさむ）
- 番組担当：長井秀和、小阪由佳、目加田頼子
- ゲスト：グレート義太夫、岩合光昭、江戸家小猫、千葉豹一郎、柳瀬尚紀ほか
  - 全編がネコにまつわる音楽とトーク、ネコに関する文学の朗読やネコ好きの著名人へのインタビューなど『○○三昧』シリーズとしては異色の番組構成となった。

### 第7回「今日は一日“ピアノ”三昧」
- 放送日：9月23日
- 放送時間：13:00 - 22:00（18:50 - 19:20に各地域のニュースと『NHKきょうのニュース』を挟む）
- 番組担当：北郷三穂子
- ゲスト：近藤嘉宏、塩谷哲、村上輝久（調律師）、西原稔（音楽学者）
  - 前半はラジオスタジオ内にグランドピアノを持ち込み、ゲストとのピアノに関するトークと近藤・塩谷の生演奏を中心に放送。
  - 後半はピアノ曲のリクエストを受け付けて放送。

### 第8回「今日は一日 “洋楽ヒット”三昧」
- 放送日：10月9日
- 放送時間：13:00 - 22:45（18:50 - 19:20に各地域のニュースと『NHKきょうのニュース』をはさむ）
- 番組担当：八木誠、矢口清治
- ゲスト：湯川れい子、山本さゆり
  - 1948年から1971年まで放送されたアメリカで放送された『エド・サリヴァン・ショー』からの音源を中心にロックンロール、オールディーズ、リズム・アンド・ブルースなどを放送。

### 第9回「今日は一日“ソウル”三昧」
- 放送日：11月4日
- 放送時間：13:00 - 翌1:00（18:50 - 19:20に各地域のニュースと『NHKきょうのニュース』をはさむ）
- 番組担当：ブラザートム、オダイジュンコ（DJ・音楽ライター）
- ゲスト：村上てつや、つのだ☆ひろ、安齋肇、川畑満男（ソウルバー オーナー）、ZOOCO（ミュージシャン）、GATS feat. 有坂美香、カリフラワーズ
  - ソウルミュージックづくしで放送した12時間。第1部はNHK-FMの『ザ・ソウルミュージック』のレギュラー企画「ソウル・ラヴァーズ・ナイト」のスペシャル版で、第2部はソウルミュージックのスタジオライブ、第3部はオダイのナビゲートによるスウィートソウルを放送した。

### 第10回「今日は一日“第9”三昧」
- 放送日：12月23日
- 放送時間：13:00 - 22:00
- 番組担当：奥田佳道（音楽評論家）、森田真奈美
  - 年末に上演される機会の多いL.V.ベートーヴェン作曲『交響曲第9番』を中心に放送。NHK交響楽団による演奏会の模様の中継を軸に、「ベートーヴェンの第9」だけではなく、ドヴォルザークの「交響曲第9番」、モーツァルトの「ピアノ協奏曲第9番」など他の作曲家の「第9番」も放送した。
  - クラシックだけではなく、9にちなんだミュージシャン（坂本九など）や楽曲（『サイボーグ009』や『劇場版銀河鉄道999』の主題歌など）のリクエストも受付け、さらには第4楽章『歓喜の歌』のカヴァーなども放送された。

### 第11回「今日は一日“みんなのうた”三昧」
- 放送日：12月31日
- 放送時間：9:00 - 18:50
- 番組担当：茂森あゆみ、梅津正樹
  - 放送開始45年を迎えたNHK『みんなのうた』で放送された楽曲で綴る10時間の生放送。
  - BS2でも放送された。そのため、音声専用スタジオに番組セットも組まれている。
  - 「さとうきび畑」が51曲目のちあきなおみ版と124曲目の森山良子版の二つで計2回放送された。
  - 公式サイトでは82曲目と150曲目がどちらも谷山浩子「まっくら森の歌」となっている。

### 第12回「今日は一日“カントリー”三昧」
- 放送日：2月12日
- 放送時間：13:00 - 翌1:00
- 出演者：松本和也、ルーシー・ケント
- ゲスト：チャーリー永谷、小野リサ、笹部益生、松田武久

### 第13回「今日は一日“吹奏楽”三昧」
- 放送日：3月21日
- 放送時間：13:00 - 翌1:00（18:50 - 19:20にローカルニュース・全国ニュース、22:45 - 23:00に『青春アドベンチャー』をはさむ）
- 出演者：朝岡聡
- ゲスト：佐渡裕、須川展也、MALTA

### 第14回「今日は一日“アニソン”三昧SS（セカンド・ステージ）」
- 放送日：4月30日
- 放送時間：13:00 - 翌1:00（18:50 - 19:20にローカルニュース・全国ニュース、22:45 - 23:00に『青春アドベンチャー』をはさむ）
- 番組担当：水木一郎、緒方恵美、塚原愛
  - 6日連続放送の1日目。
  - 第1部では水木、森口博子が、第2部では石田燿子、ICHIKO、松澤由美、米倉千尋がみんなの広場ふれあいホールでステージライブを行った。また第2部ではヨネスケ（飛び入り）、寺田恵子が、第3部では新谷良子がゲスト出演した。

### 第15回「今日は一日“浪曲”三昧」
- 放送日：5月1日
- 放送時間：9:20 - 18:50（11:50 - 12:15にローカルニュース・全国ニュースをはさむ）
- 番組担当：芦川淳平、水谷彰宏
- ゲスト：真山一郎、春野百合子、玉川福太郎、国本武春
  - 6日連続放送の2日目。

### 第16回「今日は一日“映画音楽”三昧（ヨーロッパ編）」
- 放送日：5月2日
- 放送時間：13:00 - 22:45（18:50 - 19:30にローカルニュース・全国ニュースをはさむ）
- 番組担当：鈴木万由香、前島秀国
- ゲスト：上野耕路、小菅優、フィリップ・グラス
  - 6日連続放送の3日目。

### 第17回「今日は一日“合唱コンクール”三昧〜NHK全国学校音楽コンクール-」
- 放送日：5月3日
- 放送時間：9:20 - 18:50（11:50 - 12:15にローカルニュース・全国ニュースをはさむ）
- 番組担当：錦織健、桂文珍、渡邊あゆみ
- ゲスト：安岡優・北山陽一（ゴスペラーズ）、秋川雅史、NHK東京児童合唱団
  - 6日連続放送の4日目。NHK全国学校音楽コンクール（Nコン）にまつわる内容の放送。出演者はいずれもNコン出場経験者で、他にもNコン出場経験のある瀬戸内寂聴、中山雅史、水前寺清子、グッチ裕三、サンプラザ中野、瀬戸カトリーヌ、千秋がコメントを寄せた。
  - 教育テレビと同時放送（10:40 - 11:50）。

### 第18回「今日は一日“クラシック”三昧」
- 放送日：5月4日
- 放送時間：13:00 - 22:45（18:50 - 19:20にローカルニュース・全国ニュースをはさむ）
- 番組担当：坪郷佳英子、遠藤由美（レポート担当）、吉村渓（音楽評論家）
- ゲスト：シルビア・グラブ、緒川たまき、沼野充義、鹿島茂、田部京子、井上勢津（音楽療法士）
  - 6日連続放送の5日目。
  - 前年の『モーツァルト三昧』同様、東京国際フォーラムでのラ・フォル・ジュルネ・オ・ジャポン 「熱狂の日」音楽祭から一部の公演が中継された。

### 第19回「今日は一日“ジャズ”三昧」
- 放送日：5月5日
- 放送時間：13:00 - 翌1:00（18:50 - 19:20にローカルニュース・全国ニュースをはさむ）
- 番組担当：児山紀芳、沢知恵
  - ゲスト：中平穂積、三森隆文、日野皓正&和丸、小川充、ジャイルス・ピーターソン&松浦俊夫
  - 6日連続放送の6日目

### 第20回「今日は一日“ハワイアン”三昧」
- 放送日：7月16日
- 放送時間：13:00 - 22:00（中断あり）
- 番組担当：鹿島綾乃、佐伯進
- ゲスト：山内雄喜、Sandii、浅井慎平
  - 北海道地方など一部地域では、全国高等学校野球選手権地方大会放送のため放送の一部分のみが休止された。これは本来、放送されることになっていたラジオ第1放送が新潟県中越沖地震関連のニュースを放送したためにこの振替放送の措置がとられた。

### 第21回「今日は一日“なつかしのアイドル”三昧」
- 放送日：8月11日
- 放送時間：9:00 - 22:00（中断あり）
- 番組担当：内多勝康
- ゲスト：麻丘めぐみ、西城秀樹、森永卓郎、堀ちえみ、早見優、森昌子、新妻聖子、山本淳一、榊原郁恵、コロッケ（出演順）

### 第22回「今日は一日“フォークソング”三昧」
- 放送日：8月18日
- 放送時間：9:00 - 22:00（中断あり）
- 番組担当：玉利かおる、山本コウタロー、トワ・エ・モワ、きたやまおさむ、山田パンダ、斉藤安弘

### 第23回「今日は一日“箏曲”三昧」
- 放送日：9月17日
- 放送時間：9:20 - 18:50（中断あり）
- 番組担当：水谷彰宏
- ゲスト：山勢松韻、野坂恵子、沢井一恵、二代米川敏子、富山清琴、藤井昭子、谷垣内和子

### 第24回「今日は一日“ハードロック・ヘヴィメタル”三昧」
- 放送日：10月8日
- 放送時間：13:00 - 22:45（中断あり）
- 番組担当：松本和也、伊藤政則
- ゲスト：マーティ・フリードマン、山本恭司（BOW WOW）、柴田直人（ANTHEM）、MCU、Anchang（SEX MACHINEGUNS）
- コメントゲスト：ロブ・ハルフォード（ジューダス・プリースト）、蝶野正洋、カイ・ハンセン（ガンマ・レイ）、ヨンネ・アーロン（ネガティヴ）、藤あや子、ルーク・モーリー（サンダー）、マイケル・モンロー（ハノイ・ロックス）など

### 第25回「今日は一日“クリスマス・ソング”三昧」
- 放送日：12月24日
- 放送時間：13:00 - 22:00（中断あり）
- 番組担当：小林克也
- ゲスト：長谷川一、ゴスペラーズ

### 第26回「今日は一日“みんなのうた”三昧」
- 放送日：12月31日
- 放送時間：9:20 - 18:50（中断あり）
- 番組担当：茂森あゆみ、梅津正樹
- ゲスト：おしりかじり虫、他コメントゲストとしてみんなのうた出演歌手が出演した。
  - 第11回に次ぐ二回目の特集。

### 第27回「今日は一日“アジア音楽”三昧」
- 放送日：2月11日
- 放送時間：13:00 - 翌1:00（中断あり）
- 番組担当：関谷元子、滑川和男
- ライブゲスト：Big bang
- トークゲスト：ルーシー川村、サラーム海上、向田和弘、フィソン、カメルトン、フェイルンハイ

### 第28回「今日は一日“別れのうた”三昧」
- 放送日：3月20日
- 放送時間：13:00 - 22:45（中断あり）
- 番組担当：山本晋也、浜尾朱美

### 第29回「今日は一日“DJサミット”三昧」
- 放送日：5月3日
- 放送時間：7:15 - 翌1:00（中断あり）
- 出演：ピーター・バラカン（ウイークエンド・サンシャイン）、児山紀芳（ジャズ・トゥナイト）
  - 特集番組「5月大型連休はFM三昧」として、2008年5月3日から6日まで4日連続で放送された。

### 第30回「今日は一日“ボサ・ノバ”三昧」
- 放送日：5月4日
- 放送時間：12:15 - 23:00（中断あり）
- 番組担当：山田賢治、吉田美穂
- ゲスト：中原仁、中村善郎、隼人加織

### 第31回「今日は一日“ラ・フォル・ジュルネ”三昧〜熱狂の日音楽祭-」
- 放送日：5月5日
- 放送時間：13:00 - 22:45（中断あり）
- 番組担当：坪郷佳英子、野本由紀夫
  - 東京国際フォーラムでの『ラ・フォル・ジュルネ・オ・ジャポン 「熱狂の日」音楽祭』からの中継は3年連続だが、今回は『「熱狂の日」音楽祭』そのものに焦点を当てる。一部の公演が中継された。

### 第32回「今日は一日“ギタリスト”三昧」
- 放送日：5月6日
- 放送時間：13:00 - 翌1:00（中断あり）
- 番組担当：Char
- ゲスト：山崎まさよし

### 第33回「今日は一日“名古屋”三昧」
- 放送日：7月21日
- 放送時間：12:15 - 18:50、19:20 - 22:00
- 番組担当：内多勝康、大東めぐみ
- ゲスト：SEAMO、いとうまい子、家入三津恵（日本都々逸協会）、阿部慎一郎（音楽ライター）、KONOMI（EVE×SCAPTIVE）、RIMINA（MORNING GLORY）
  - 「今日は一日○○三昧」シリーズとして初めての地方局（名古屋）からの生放送であった。企画として都々逸を募集した。

### 第34回「今日は一日“東京JAZZ”三昧」
- 放送日：8月30日
- 放送時間：13:00 - 22:00
- 番組担当：島田奈央子、濱中博久
  - 東京国際フォーラム・ホールAからの生中継。
  - 事実上のお盆枠だが高校野球中継や北京オリンピック中継などが絡み、この日の放送となった。また、ニュース・気象情報・交通情報による中断（18:50 - 19:20）がなかった。

### 第35回「今日は一日“ミュージカル”三昧」
- 放送日：9月15日
- 放送時間：12:15 - 18:50、19:20 - 22:45
- 番組担当：黒崎めぐみ
- ゲスト：鹿賀丈史、新妻聖子、湖月わたる、笹本玲奈、塩田明弘、石川禅
  - 国内外さまざまなミュージカルの楽曲が紹介されたが、劇団四季に関する楽曲は一切流されなかった（2013年12月30日に第129回「“劇団四季”三昧」が放送されている）。

### 第36回「今日は一日“鉄道”三昧」
- 放送日：10月13日
- 放送時間：13:00 - 18:50、19:20 - 翌1:00
- 番組担当：塚原泰介、大原さやか（ - 18:50）
- ゲスト：ボニージャックス、大和定次、西村京太郎（録音によるインタビュー）、羽川英樹（梅小路蒸気機関車館からの中継担当）、立川真司（鉄道博物館からの中継担当）、ななめ45°、向谷実、野月貴弘、土屋基、杉ちゃん&鉄平
  - ボニージャックスによる鉄道唱歌全5集・334番を5回に分けて完全紹介。

### 第37回「今日は一日“ジュリー”三昧」
- 放送日：11月3日
- 放送時間：12:15 - 18:50、19:20 - 22:45、23:00 - 翌1:00
- 番組担当：沢田研二
  - 東京ドーム、京セラドームでの還暦記念コンサート（11月29日、12月3日）を控えた沢田単独で番組を進行、自らの歴史（ザ・タイガース期、ソロ前期、ソロ後期、舞台等）を振り返りながら、アルバム収録曲を中心に80曲を放送した（ソロデビュー曲『君をのせて』以外はシングル曲もアルバムに収録されているヴァージョンであった。1曲目と80曲目は『ROCK'N ROLL MARCH』のため、実質79曲）。リスナーからのリクエスト曲も募集したが、結局応えることはなかった。公式サイトでの放送告知は“童謡・唱歌”三昧より後だった。

### 第38回「今日は一日“童謡・唱歌”三昧」
- 放送日：11月24日
- 放送時間：9:20 - 11:50、12:15 - 18:50
- 番組担当：稲塚貴一、山形由美
- ゲスト：長田暁二、合田道人

### 第39回「今日は一日“ソウル”三昧〜クリスマス!ライブ ザ・ソウルミュージック」
- 放送日：12月23日
- 放送時間：16:30 - 18:50、19:20 - 翌0:30
- 番組担当：グッチ裕三、オダイジュンコ
- ライブ出演（夕方の部）：TSUYOSHI、ZOOCO
- ライブ出演（夜の部）：ゴスペラーズ、グッチ裕三とグッチーズ
- ゲスト（夜の部）：千住明
  - レギュラー番組『ザ・ソウルミュージック』の特番扱い。
  - 事前に募集した観客を招き、スタジオ生演奏が行われた。

### 第40回「今日は一日“カントリー”三昧〜『カントリーゴールド2008 IN 阿蘇（20回目の約束の火）』&『CMAカントリー・アワード2008』」
- 放送日：12月27日
- 放送時間：14:00 - 21:00
- 番組担当（阿蘇）：チャーリー永谷、まさやん（熊本県ご当地DJ）
- 番組担当（CMA）：松田武久、ルーシー・ケント
  - 熊本県野外劇場（アスペクタ）で開催された「カントリーゴールド2008」及びナッシュビルで開催された「CMAカントリー・アワード2008」（CMA賞）の録音を放送した。この回はスタジオでの解説も含め全編にわたり録音放送であったためリクエスト・メッセージの受付は行われず、またニュース・気象情報・交通情報による中断（18:50 - 19:20）もなかった（阿蘇からCMAへのコーナー移行は18:55ごろであった）。

### 第41回「今日は一日“人生と、時代と、歌”三昧」
- 放送日：12月28日
- 放送時間：12:15 - 18:50、19:20 - 20:30
- 番組担当：きたやまおさむ、山根基世
- ゲスト：高石ともや、田中優子、松山猛

### 第42回「今日は一日“アニソン”三昧 ファイナル」
- 放送日：12月31日
- 放送時間：9:15 - 11:50、12:15 - 18:50、19:20 - 翌0:30（年越し放送）
- 番組担当：水木一郎、緒方恵美、藤崎弘士
- ゲスト：angela（コメントゲスト）、大橋のぞみと藤巻直哉（藤岡藤巻）、串田アキラ（電話ゲスト）、後藤邑子（電話ゲスト）、たいらいさお（コメントゲスト）、堀江美都子、宮内タカユキ（電話ゲスト）、水樹奈々（コメントゲスト）、meg rock、森口博子（電話ゲスト）、山野さと子（電話ゲスト）、Lia、若井おさむ
  - 過去2回放送された「“アニソン”三昧」のファイナルとして放送されたが、番組中には「またあるかもしれません」と今後の放送に含みをもたす発言もあった。そして2010年5月5日、復活を果たした（後述）。
  - 当番組では番組中に2008年から2009年の年越しがあったために、2008年に歌手生活40周年を迎えた水木と2009年に歌手生活40周年を迎える堀江による年越しスタジオミニライブが放送された。

### 第43回「今日は一日“大阪”三昧」
- 放送日：1月12日
- 放送時間：13:00 - 18:50、19:20 - 22:45
- 番組担当：久本雅美
- ゲスト：三倉茉奈・佳奈、ET-KING、サバンナ、大西ユカリ、U.K.
  - 大阪からの生放送。総合テレビと同時放送（13:05 - 13:28）。

### 第44回「今日は一日“戦後歌謡”三昧」
- 放送日：4月29日
- 放送時間：9:20 - 11:50、12:15 - 18:50、19:20 - 22:45、23:00 - 翌1:00
- 番組担当：立川志らく、加賀美幸子
- ゲスト：金子辰雄、大塚明子、4代目柳亭市馬、豊岡豊（元バンドマスター）
  - 1959年の『第10回NHK紅白歌合戦』の録音（全50組・50曲）が完全放送されたほか、番組内でのコーナーで三橋美智也や二葉あき子の特集が組まれた。

### 第45回「今日は一日“みんなのうた”三昧」
- 放送日：5月2日
- 放送時間：9:20 - 11:50 12:15 - 18:50
- 番組担当：大地真央、稲塚貴一
- ゲスト：天地総子
  - “みんなのうた”三昧としては3回目の放送となる。
  - 今回の放送では「演歌歌手」「俳優・タレント」「歌の中のキャラクター」などのジャンル別に曲目が流された。

### 第46回「今日は一日“ラ・フォル・ジュルネ”三昧」
- 放送日：5月4日
- 放送時間：12:45 - 22:00（中断なし）
- 番組担当：小岩信治、岩槻里子
- リポーター：東涼子
- ゲスト：村治佳織、茂木健一郎ほか
  - 「熱狂の日」の中継は4年連続。リクエストの受付なし。
  - 東京国際フォーラムに特設サテライトスタジオを設け、ホールCでのプログラムが生中継・時差中継（録音）された。

### 第47回「今日は一日“吉田拓郎”三昧」
- 放送日：5月5日
- 放送時間：13:00 - 18:50、19:20 - 23:00
- 番組担当：田家秀樹、黒崎めぐみ
- ゲスト：坂崎幸之助
  - 吉田拓郎本人は番組には出演せず（本放送の冒頭にて、番組への出演交渉を行ったが断られた旨の説明があった）。
  - 1979年7月26日に篠島で開催されたオールナイト野外コンサートのエンディングで歌われた『人間なんて』の大合唱（20分弱）の音源がノーカットで流された。

### 第48回「今日は一日“ハードロック・ヘビーメタル”三昧II」
- 放送日：5月6日
- 放送時間：13:00 - 18:50、19:20 - 翌1:00
- 番組担当：伊藤政則、松本和也
  - “HR/HM”三昧としては2回目の放送。
  - 前回の放送で赤羽のロニーこと松本が歌ったレインボーの『KILL THE KING』がリスナーに好評だったこともあり、今回の放送にて前回と同様レインボーの『Long Live Rock 'n' Roll』を松本の友人であるリッチー川口と共に自宅録音した物を放送した。
  - 2人のトーク中に、プロデューサーである三茶のペイジが様々な楽曲をギターで演奏していた。

### 第49回「今日は一日“シャンソン”三昧」
- 放送日：7月20日
- 放送時間：12:15 - 18:50、19:20 - 22:45、23:00 - 翌1:00
- 番組担当：真汐かれん（昼の部・夜の部）、山田誠浩
- ゲスト：桑山哲也、平野レミ、井上芳雄、佐々木秀実、ROLLY（以上昼の部）、香寿たつき、優姫、三戸亜耶、WASABURO（以上夜の部）、石井好子（昼の部・メッセージゲスト）
  - かつて、NHKエンタープライズでNHK-FMの番組制作の仕事をしていたシャンソン歌手・真汐の持ち込み企画。
  - 深夜の部（23:00 - 翌1:00）では、2009年で47回目となるシャンソンイベント「パリ祭」（於：NHKホール）の録音が放送された。

### 第50回「今日は一日“なつかしのアイドル”三昧2009・夏」
- 放送日：8月15日
- 放送時間：9:00 - 11:50、12:15 - 18:50、19:20 - 23:00
- 番組担当：滑川和男
- ゲスト：風見しんご、石野真子、三田寛子、国生さゆり（メッセージゲスト）、野口五郎、半田健人、岩崎宏美（メッセージゲスト）
  - “なつかしのアイドル”三昧としては2回目の放送。
  - リスナーが「ひとつのテーマに沿った3曲」をリクエストする番組企画が組まれた。

### 第51回「今日は一日“SF・ヒーロー”三昧」
- 放送日：8月16日
- 放送時間：9:00 - 11:50、12:15 - 18:50、19:20 - 翌1:00
- 番組担当：藤崎弘士、松風雅也
- ゲスト：立川真司、佐藤文則、加藤夏希、藤岡弘、、名越康文、氷川竜介、サイキックラバー、関智一、堀江美都子、串田アキラ
- メッセージゲスト（川内康範特集にて）：大瀬康一、樋口尚文、飯沼春樹
  - SFや特撮ヒーローものの音楽を取り上げた。なお、SFアニメは対象外とされた。
  - 番組では日本各地のローカルヒーローを紹介する特集や月光仮面の原作者・川内の特集、ゴジラシリーズで作曲を手がけた伊福部昭の特集などが組まれた。
  - 公式サイトでは41曲目と42曲目がどちらも『白馬童子』となっている。
  - 98曲目、103 - 106曲目の曲はいずれも「怪獣映画の名シーン」の場面の音楽として取り上げられたが、元来は特撮用の音楽ではない。当該記事も参照。

### 第52回「今日は一日“浜松アーカイブス”三昧」・クラシック編
- 放送日：9月21日
- 放送時間：12:15 - 18:50、19:20 - 22:45
- 番組担当：矢口清治
- ゲスト：満津岡信育、相場ひろ
  - 「放送素材ライブラリー」として約34万枚ものレコードを所蔵するNHK浜松支局からの2日連続の生中継の初日。この日はクラシック音楽の音源が流された。

### 第53回「今日は一日“浜松アーカイブス”三昧」・軽音楽編
- 放送日：9月22日
- 放送時間：12:15 - 18:50、19:20 - 22:45
- 番組担当：矢口清治
- ゲスト：ピーター・バラカン、小鉄徹、松崎しげる
  - NHK浜松支局のライブラリーからの中継の2日目でこの日はポップス、フォークソング、軽音楽が流された。
  - なお、前日のクラシック編と合わせて2日間、同番組の放送使用音源は全て同支局が所蔵するアナログ盤のみでCDは一切使用されなかった。

### 第54回「今日は一日“沖縄ポップス”三昧」
- 放送日：9月23日
- 放送時間：12:15 - 18:50、19:20 - 22:45
- 番組担当：松本和也
- ゲスト：アコースティック・パーシャ、宇崎竜童、HY、幸田悟、下地勇、知名定男、よなは徹
  - NHK沖縄放送局からの生中継。

### 第55回「今日は一日“プロレス・格闘技テーマ曲”三昧」
- 放送日：10月12日
- 放送時間：12:15 - 18:50、19:20 - 22:45
- 番組担当：伊達正隆
- ゲスト：玉袋筋太郎、ユリオカ超特Q、藤波辰爾、木原文人、高阪剛、清野茂樹
  - プロレスラーの入場テーマをはじめとする、プロレス・格闘技にちなんだ楽曲を放送。
  - この中で、リクエスト企画として聴取者からのリクエスト形式に対戦形式を使用した関係で、36曲目の「J ジャンボ鶴田のテーマ」が75曲目にもう一度流れている。
  - 最多採用選手は53曲目・55曲目・56曲目と3回採用された高阪剛。

### 第56回「今日は一日“おいしい音楽・食いだおれ”三昧」
- 放送日：11月23日
- 放送時間：12:15 - 18:50、19:20 - 22:45
- 番組担当：嘉門達夫、彦摩呂、山本美希
- ゲスト：神田川俊郎、タージン、月亭八光、夏川純
  - 大阪からの生放送。大阪つながりの連動企画として、この放送終了に続く『青春アドベンチャー』は同局制作『プリンセス・トヨトミ』第1回を放送。

### 第57回「今日は一日“タカラヅカ”三昧」
- 放送日：12月23日
- 放送時間：12:15 - 18:50、19:20 - 23:00
- 番組担当：真琴つばさ、塚本堅一、田代純
- ゲスト：榛名由梨、紫苑ゆう、湖月わたる、彩乃かなみ、轟悠、真飛聖、桜乃彩音、壮一帆、瀬奈じゅん、霧矢大夢、遼河はるひ、龍真咲、水夏希、愛原実花、彩吹真央、柚希礼音、夢咲ねね、凰稀かなめ、大空祐飛、野々すみ花、蘭寿とむ、小池修一郎、太田健
  - 宝塚歌劇団を特集。番組中宝塚市内からの中継が織り込まれた。番組内では宝塚歌劇団各組の現役ジェンヌ・元ジェンヌが『ホワイト・クリスマス』の一フレーズを歌い番組の最後で通しで流して一曲の歌にする企画が組まれたほか、この年の11月に死去した大浦みずきの追悼コーナーが組まれた。なお、この日を含め『青春アドベンチャー』は年末年始休止期となる。

### 第58回「今日は一日“年末アコースティックギター”三昧」
- 放送日：12月31日
- 放送時間：10:00 - 11:50、12:15 - 18:50、19:15 - 翌1:00
- 番組担当：押尾コータロー、赤坂泰彦、黒崎めぐみ
- ゲスト：田中彬博、村治佳織、渡辺香津美、岡崎倫典、植村花菜、デパペペ

### 第59回「今日は一日“玉置浩二の歌”三昧」
- 放送日：2月13日
- 放送時間：12:15 - 18:50、19:20 - 22:00、22:50 - 翌1:00
- 番組担当：杏子、猪飼雄一、田畑有佳子、中江梓
- ゲスト：石川鷹彦
  - 北海道旭川市にある三浦綾子記念文学館から中継。三浦綾子の代表作『氷点』のテレビドラマの主題歌を歌ったのが玉置浩二だったことから実現した。なお玉置本人はスタジオ出演せず、電話のみでの番組出演となった。
  - 北海道地方のみ、15時台の30分間を総合テレビと同時放送された。

### 第60回「今日は一日“戦後歌謡”三昧」
- 放送日：4月29日
- 放送時間：12:15 - 18:50、19:20 - 22:45
- 番組担当：立川志らく、加賀美幸子
- ゲスト：玉木正之
  - 戦後歌謡としては2回目の放送。1958年の『第9回NHK紅白歌合戦』の録音が紹介された。

### 第61回「今日は一日“清志郎”三昧」
- 放送日：5月2日
- 放送時間：12:15 - 18:50、19:20 - 23:00
- 番組担当：黒沢保裕
- ゲスト：三宅伸治、トータス松本他
  - 前年逝去した忌野清志郎の一周忌に際し、彼と彼の曲を偲んだ特番。

### 第62回「今日は一日“ラ・フォル・ジュルネ”三昧」
- 放送日：5月3日
- 放送時間：12:15 - 22:00（ニュース中断なし）
- 番組担当：岩槻里子、野本由紀夫
- ゲスト：ルネ・マルタン、仲道郁代、小山実稚恵他（これ以外にイーヴォ・ボゴレリチと小菅優の出演が予定されていた）
  - 「熱狂の日音楽祭」の中継は5年連続。例年同様、東京国際フォーラムに特設サテライトスタジオを設け、ホールAとホールB7の公演を中心に生中継および時差中継が行われた。なお、一部生公演は番組進行の関係から公演途中からの中継となった。
  - 当日はBShiでも「熱狂の日音楽祭」の生中継『生誕200年 きょうは一日ショパン』が放送されたが、FMとBShiは別内容の番組として放送された（ただし一部同じ公演を生中継していた）。

### 第63回「今日は一日“サッカー音楽”三昧」
- 放送日：5月4日
- 放送時間：12:15 - 18:50
- 番組担当：倉敷保雄
- ゲスト：植田朝日、カジヒデキ、DJ DRAGON、山本浩
  - 2010 FIFAワールドカップ南アフリカ共和国大会の開幕に寄せて送るサッカーに関する音楽の特集。倉敷と山本の競演[注釈 2] が実現する。

### 第64回「今日は一日“帰ってきたアニソン”三昧」
- 放送日：5月5日
- 放送時間：9:20 - 11:50、12:15 - 18:50、19:20 - 22:45、23:00 - 翌1:00
- 番組担当：緒方恵美、丹下桜（9:20 - 17:30。実際は18:00頃まで）、榎本温子（17:30 - 翌1:00。実質は17:00過ぎから）、藤崎弘士
- ゲスト：水木一郎（電話ゲスト、フィナーレで出演）、喜多修平、橋本みゆき、中田敦彦（オリエンタルラジオ）、スフィア（メンバー全員）、うちやえゆか、五條真由美、長島☆自演乙☆雄一郎、ELISA、影山ヒロノブ（電話ゲスト）、石田耀子（電話ゲスト）、藤津亮太（アニメ評論家）、冨田明宏（音楽評論家）、水野佐彩、畑亜貴、bamboo（milktub、電話ゲスト）、Lia（電話ゲスト）、堀江美都子（電話ゲスト）
  - 2008年大晦日の「アニソン三昧ファイナル」から1年4ヶ月、アニソン三昧としては4回目の放送。今回は目標の200曲には及ばなかったものの、152曲放送された。
  - 今回はオープニング企画として、同日が誕生日のアニメキャラクターを登場作品と合わせて藤崎が紹介。その後、リクエストの多かった登場作品のオープニング主題歌をお便り5通分を紹介した後、5曲流した。
  - 放送当日がこどもの日だったことから、アニソン5曲のイントロを流しリスナーから回答を募集する「アニソン・イントロ5（ゴー）」と言うコーナーが行われた。また、これとは別に1音で正式な楽曲を当てる超イントロクイズ（3曲）が行われた。イントロ5は超イントロクイズとは別で4回行われ、最後の1回は水木の歌っていた歌のみで行われ、最後のイントロであった『マジンガーZのうた』はスタジオに駆けつけた水木の生ライブで歌われた。
  - 過去2回緒方とともにパーソナリティを務めた水木は、同日に大阪で『スーパーロボット魂』ライブがあった為に今回はパーソナリティとしては不参加であった。しかしライブ後にすぐに東京に戻り、上述の通りゲスト出演をした。
  - この日出演した中田は他のゲストメンバーより長く1時間にわたって出演（他のゲストは概ね20-30分）し、『新世紀エヴァンゲリオン』について熱弁をふるった。その後、当日の中田のブログのコメント欄はこれを良く思わない者たちの書き込みで炎上したものの中田がTwitter上でこのことに触れ「求められていることを全うした」とコメント、沈静化した。

### 第65回「今日は一日“ゲーム音楽”三昧」
- 放送日：8月7日
- 放送時間：12:15 - 18:50、19:20 - 23:00
- 番組担当：アメリカザリガニ、有野晋哉（よゐこ）（12:15 - ）、椿姫彩菜（ - 23:00）、杉浦友紀
- ゲスト：高橋名人、すぎやまこういち（コメントゲスト）、金月真美、植松伸夫
  - 高橋は前半にゲストとして登場し、高橋の出演時間終了とともに担当の有野が椿姫に交代。すぎやまは当日東京芸術劇場で行われた「第24回ファミリークラシックコンサート 〜ドラゴンクエストの世界〜」出演のため、メッセージのみの出演となった。金月は18時台、植松は20時台に登場。

### 第66回「今日は一日“プログレ”三昧」
- 放送日：8月8日
- 放送時間：12:15 - 18:50、19:20 - 翌1:00
- 番組担当：山田五郎、宮本愛子
- ゲスト：清水義央（KENSO）、関根史織（Base Ball Bear）、岩本晃市郎（ストレンジ・デイズ誌編集長）、mito（クラムボン）、ALTERED STATES（ライブゲスト）
- コメントゲスト：スティーヴ・ハケット、アニー・ハズラム、キース・エマーソン、グレッグ・レイク

### 第67回「今日は一日“フュージョン”三昧」
- 放送日：8月15日
- 放送時間：12:15 - 18:50、19:20 - 23:00
- 番組担当：ルーシー・ケント
- ゲスト：渡辺香津美、中村正人（録音）、熊谷美広（音楽評論家、解説）

### 第68回「今日は一日“韓国ドラマ・K-POP三昧”IN福岡」
- 放送日：9月20日
- 放送時間：12:15 - 18:50、19:20 - 22:45
- 番組担当：渡邊佐和子（NHK福岡放送局）
- ナビゲーター：原口雅臣（NHK宮崎放送局、韓流ドラマ担当）、古家正亨（K-POP担当）
- ゲスト：西尾秀隆（X-GUN）、もりちよこ、吉田隆、増田英彦（ますだおかだ）
  - NHK福岡製作。大韓民国で人気の韓流ドラマのテーマソングやK-POP歌手の楽曲を取り上げ、韓国の音楽文化に触れるものだった。
  - この日はNHK福岡放送局と福岡市が主催し、マリンメッセ福岡で行われた「アジア太平洋フェスティバル」でのトークショー・ライブの模様も挿入した。

### 第69回「今日は一日“浜松アーカイブス”三昧」・クラシック編
- 放送日：10月10日
- 放送時間：12:15 - 18:50、19:20 - 23:00
- 番組担当：矢口清治
- ゲスト：満津岡信育、中野振一郎
  - 前年・2009年にも実施され、NHK浜松支局のアーカイブス「放送素材ライブラリー」に残されている秘蔵音源を取り上げる2日間連続特番の初日。この回はクラシック音楽のレコードを取り上げた。

### 第70回「今日は一日“浜松アーカイブス”三昧」・軽音楽編
- 放送日：10月11日
- 放送時間：12:15 - 18:50、19:20 - 22:45
- 番組担当：矢口清治
- ゲスト：つのだ☆ひろ、鈴木慶一
  - NHK浜松支局「放送素材ライブラリー」からの2日連続の生中継の2日目で、この回はポップス、フォークソング、軽音楽が流された。

### 第71回「今日は一日“90年代テレビドラマ主題歌”三昧」
- 放送日：11月20日
- 放送時間：12:15 - 18:50、19:20 - 22:00
- 番組担当：熊田曜子、シルク、黒崎めぐみ
  - トレンディドラマ全盛の1990年代のテレビドラマにスポットを当て、その主題歌・挿入歌を多数放送した。

### 第72回「今日は一日“ハードロック・ヘヴィーメタル”三昧III」
- 放送日：12月23日
- 放送時間：12:15 - 18:50、19:20 - 22:45
- 番組担当：伊藤政則、松本和也
  - ハードロック・ヘヴィーメタルの楽曲を紹介しながら、ロック音楽評論家の伊藤が詳しい曲についての解説を行う。
  - 国内外のリクエストを受け付けていたが、日本のヘヴィメタルバンドは放送中1曲も流れなかった。

### 第73回「今日は一日“カントリー”三昧2010」
- 放送日：12月29日
- 放送時間：12:15 - 18:45
- 番組担当：グッチ裕三、ルーシー・ケント
- ゲスト：チャーリー永谷、松田武久
  - アメリカ合衆国で行われるカントリー音楽のコンテスト「CMAアワード2010」と熊本県・アスペクタで毎年行われるカントリー音楽コンサート「カントリーゴールド〜黄金の日II〜」を中心に、カントリーミュージックが流された。

### 第74回「今日は一日“古楽”三昧〜中世・ルネサンス&バロック音楽の魅力〜」
- 放送日：2月11日
- 放送時間：12:15 - 18:50
- 番組担当：岡本知高、松川梨香
  - クラシック音楽の中から中世・ルネサンス・バロック時代の音楽にスポットを当て、その楽曲をゲストの生演奏を交えて紹介した。

### 第75回「今日は一日“なつかしのアイドル”三昧」
※東北地方太平洋沖地震（東日本大震災）に伴う非常特別編成のため、東北地方では放送休止。
- 放送日：3月20日
- 放送時間：12:15 - 23:00（途中14:00 - 16:50までは安否情報・避難所情報のため、18:50 - 19:30はニュースなどのため中断）
- 番組担当：藤井彩子
  - アイドル全盛時代の1980年代のアイドルの、特に「出会いと別れ・卒業」など春を題材にした楽曲を取り上げる。

### 第76回「今日は一日“大滝詠一”三昧」
※東北地方太平洋沖地震（東日本大震災）に伴う非常特別編成のため、福島県は日中の分は放送休止。
- 放送日：3月21日
- 放送時間：12:15 - 24:00（途中15:00 - 15:50は安否情報・避難所情報のため、18:50 - 19:30はニュースなどのため、22:45 - 23:00は『青春アドベンチャー』のためそれぞれ中断）
- 番組担当：黒崎めぐみ、亀渕昭信
  - 元はっぴいえんどメンバーで今日もシンガーソングライターとして日本のアーティストに楽曲を届け続ける大滝詠一の魅力を伝える。本人の解説を交えて紹介する予定だったが大滝は被災地である岩手県出身であったため出演を自粛し、当初はゲスト扱いだった亀渕が大滝の制作現場を知る存在として後半から番組終了まで出演し黒崎をサポートした。

### 第77回「今日は一日“昭和歌謡”三昧」
- 放送日：4月29日
- 放送時間：9:20 - 18:50（途中11:50 - 12:15はニュースなどのため中断）
- 番組担当：立川志らく、加賀美幸子
  - 昭和の日の恒例となった「昭和歌謡」を楽しむシリーズの第3回。今回は戦後歌謡の「心に残るフレーズ」にスポットをあて、昭和歌謡がもたらした言葉を見つめるというものだった。

### 第78回「今日は一日“タンゴ”三昧」
- 放送日：5月3日
- 放送時間：12:15 - 22:45（途中18:50 - 19:20はニュースなどのため中断）
- 番組担当：小松亮太（バンドネオン奏者）
  - 5月の3連休連続放送の初日。この回はラテンタンゴの魅力をとことん紹介するほか、パーソナリティーの小松を中心にした番組スペシャルユニットによる公開生放送のライブ演奏会（17:00 - 18:50）も開催される。

### 第79回「今日は一日“ラ・フォル・ジュルネ”三昧」
- 放送日：5月4日
- 放送時間：13:00 - 22:00
- 番組担当：広瀬大介（音楽評論家）、中條誠子
- ゲスト：ルイス・フェルナンド・ペレス、北村朋幹ほか
  - 5月の3連休連続放送の中日。熱狂の日音楽祭の放送は6年連続で、例年通り東京国際フォーラムに特設サテライトスタジオを設け、公演の模様やこの公演に出演する演奏家らのインタビューを放送。

### 第80回「今日は一日“尾崎豊”三昧」
- 放送日：5月5日
- 放送時間：13:00 - 22:45（中断あり）
- 番組担当：中村貴子（パーソナリティー・音楽ライター）、高市佳明、落合昇平（音楽ライター）
- ゲスト：清水翔太、馬場俊英
  - 5月の3連休連続放送の最終日。80回目の節目は、20回忌を迎えるシンガーソングライター・尾崎豊の26年という短い生涯で書き綴られた作品の数々を取り上げる。また尾崎の貴重なインタビューテープを紹介する

### 第81回「今日は一日“AOR”三昧」
- 放送日：7月18日
- 放送時間：12:15 - 22:45（中断あり）
- 番組担当：ルーシー・ケント、金澤寿和（音楽評論家）
- 録音ゲスト：角松敏生
  - 1970・1980年代の若者向けの音楽「AOR」（アダルト・オリエンテッド・ロック）にスポットをあて、AORの魅力を再発見する。

### 第82回「今日は一日“鉄道”三昧 リターンズ」
- 放送日：8月13日
- 放送時間：12:15 - 22:00（中断あり）
- 番組担当：塚原泰介
- ゲスト：クリステル・チアリ、斉藤雪乃、杉ちゃん&鉄平、坪内政美（鉄道写真家）
  - 2008年放送された鉄道をテーマにした番組の続編。NHK高松放送局から香川県にゆかりのある鉄道（高松琴平電気鉄道やサンライズ瀬戸など）を紹介しつつ、古今東西の鉄道を歌った唱歌・童謡を取り上げた。

### 第83回「とことんやはり本物が聞きたくなるビートル・ソングス三昧」
- 放送日：8月14日
- 放送時間：10:00 - 翌1:00（中断あり）
- 番組担当：あおい洋一郎
  - 2011年4月開始の本番組スピンオフ『とことん○○』の第1シリーズで取り上げた「とことんビートル・ソング三昧」の特別編。ビートルズのカバーソングの大特集だった。このシリーズとしては珍しく、ゲストを迎えないワンマンスタイルで進行された。

### 第84回「今日は一日“ちょんまげSONG”三昧」
- 放送日：8月21日
- 放送時間：12:15 - 23:00
- 番組担当：林家三平、吉田一貴、松山安代
- ゲスト：杉良太郎、芦屋小雁、ペリー荻野（コラムニスト）
  - 時代劇のメッカ・京都からの生放送で、時代劇とそれを彩ったテーマソングの数々を取り上げた。NHK京都放送局と松竹京都撮影所などの時代劇にゆかりのある場所を中継で結び（松山は中継先からのレポート担当）、時代劇に欠かせない小道具や効果音などについてもふれた。

### 第85回「今日は一日“山下達郎”三昧」
- 放送日：9月19日
- 放送時間：12:15 - 22:45（中断あり）
- 番組担当：山下達郎、黒崎めぐみ、平田毅
- ゲスト：松尾潔
  - 山下の6年ぶりのオリジナルアルバム「Ray Of Hope」出版にちなんだ企画としてデビュー曲から今日までのオリジナル楽曲、および他の歌手に提供した楽曲を紹介した。
  - この回から「NHKネットラジオ らじる★らじる」によるストリーミング配信を開始。

### 第86回「今日は一日“浜松アーカイブス”三昧 - 軽音楽編 -」
- 放送日：9月23日
- 放送時間：12:15 - 22:45（中断あり）
- 番組担当：矢口清治
- ゲスト：亀渕昭信、鈴木祥子
  - 恒例となったNHK浜松支局からの生放送の初日。「放送素材ライブラリー」に収蔵された軽音楽を中心に、落語や浪曲を含めた大衆娯楽全般の音源を取り上げた。

### 第87回「今日は一日“浜松アーカイブス”三昧 - クラシック編 -」
- 放送日：9月24日
- 放送時間：14:30 - 23:00（中断あり）
- 番組担当：矢口清治
- ゲスト：相場ひろ（フランス文学者）、石丸幹二、篠田節子
  - 恒例となったNHK浜松支局からの生放送の第2日。「放送素材ライブラリー」に収蔵されたクラシック音楽（ミュージカル音楽・映画音楽等を含む）を取り上げる。

### 第88回「今日は一日プログレ三昧、再び」
- 放送日：10月10日
- 放送時間：12:15 - 22:45（中断あり）
- 番組担当：山田五郎、森田美由紀
- ライブゲスト：デイヴ・シンクレア（元キャラヴァン、マッチング・モール）、上野洋子、ミト（クラムボン）、富家大器（Ain Soph）、山本精一
  - 2010年放送で好評を得たプログレッシブ・ロックを特集した番組の続編。NHK大阪放送局で行われるライブの模様を紹介しながら、プログレッシブロックの魅力に浸る。

### 第89回「今日は一日“ガールズ・ユニット”三昧」
- 放送日：11月20日
- 放送時間：12:15 - 23:00（中断あり）
- 番組担当：太川陽介、中澤裕子、里田まい
- ゲスト：石川梨華、松村邦洋、今井絵理子
  - ガールズバンドを含め、女性だけで構成されたユニット・グループを取り上げた。ジャンルは問わなかったものの、邦楽限定でリクエストを受け付けた。

### 第90回「今日は一日“名曲アルバム”三昧」
- 放送日：11月23日
- 放送時間：12:15 - 22:45（中断あり）
- 番組担当：辰巳琢郎、仲道郁代
- ゲスト：和田薫、吉村喜彦（作家）、円光寺雅彦、田中健
  - NHKのミニ番組『名曲アルバム』35周年記念企画の一つ。同番組にまつわるちょっとしたエピソードなどを織り交ぜながら、同番組で取り上げられた楽曲を紹介する。

### 第91回「今日は一日“新世紀女性アイドル”三昧」
- 放送日：12月23日
- 放送時間：12:15 - 21:00（中断あり）
- 番組担当：藤崎弘士、大橋拓（NHK福井放送局アナウンサー）
- ゲスト：木﨑ゆりあ・高柳明音・古川愛李（SKE48）、でんぱ組.inc、サエキけんぞう（コメンテーター）、Negicco、マーティ・フリードマン（コメンテーター）、つんく♂（インタビュー出演）、新垣里沙（モーニング娘。）、宇多丸（RHYMESTER、コメンテーター）
  - 2000年以降の女性アイドルの曲やローカルアイドルの曲を特集。NHK福井放送局からの放送で、大橋は番組サポーター兼リポーターとしての出演だけではなく当番組の企画も担当した[2]。

### 第92回「今日は一日“ハードロック・ヘビーメタル”三昧IV」
- 放送日：12月25日
- 放送時間：12:15 - 23:00（中断あり）
- 番組担当：伊藤政則、高市佳明
- ゲスト：髙嶋政宏
  - 2010年12月以来4回目となる「ハードロック・ヘビーメタル三昧」。「元気付けられた&元気になるHR・HM楽曲」とテーマに国内外のアーティストのリクエストを受け付けていたが、前回同様今回の放送でも日本のヘヴィメタルバンドは放送中1曲も流れなかった。

### 第93回「今日は一日“朝比奈隆”三昧」
- 放送日：12月29日
- 放送時間：9:00 - 21:00（中断あり）
- 番組担当：片山杜秀、山田美也子
- ゲスト：伊藤恵、中谷満（元・大阪フィルハーモニー交響楽団打楽器奏者）、小味渕彦之（音楽評論家）
  - 指揮者・朝比奈隆の没後10年となるこの日に放送。生前の朝比奈が音楽総監督であった大阪フィルハーモニー交響楽団などの演奏音源を中心に、現在の音楽監督である大植英次指揮でザ・シンフォニーホールからの生中継を交えながら放送した。

### 第94回「今日は一日“カントリー”三昧2011」
- 放送日：12月30日
- 放送時間：12:15 - 21:00（中断あり）
- 番組担当：グッチ裕三、ルーシー・ケント
- ゲスト：チャーリー永谷、湯川れい子、春野恵子、松田武久（米国CMA会員）
  - 2010年12月以来3回目となる「カントリー三昧」で、前回と同様にアメリカ合衆国で行われるカントリー音楽のコンテスト「CMAアワード2011」と熊本県・アスペクタで毎年行われるカントリー音楽コンサート「カントリーゴールド〜黄金の日II〜」を中心に放送。

### 第95回「セパ対抗! 今日は一日“プロ野球ソング”三昧IN福岡」
- 放送日：1月9日
- 放送時間：12:15 - 22:45（中断あり）
- 番組担当：道谷眞平（DJ）、大島康徳（解説）、ますだおかだ（応援団長）、ファンタスティック・ピッチングマシーン・中島（野球音楽コレクター：コメンテーター）、ヨシノビズム（野球音楽コレクター：コメンテーター）、三輪秀香（場内アナウンス担当）
- ゲスト：水木一郎、森忠仁（日本プロ野球選手会次長、元阪神タイガース二塁手）
  - NHK福岡放送局からの公開生放送。番組内を「1回表」から「9回裏」までのコーナーに分けプロ野球セ・パ12球団にちなんだ楽曲（球団応援歌・ヒッティングマーチ・選手自身が歌唱した曲など）を放送し、リスナー投票によりセ・パの優勝リーグと「最優秀選手（MVP）」ならぬ「最優秀ソング（MVS）」を決定する。なお、福岡からの放送となったのは、前年のプロ野球日本シリーズの優勝が福岡を拠点とする福岡ソフトバンクホークスであったことにちなむものであると公式サイト内で言及されている。
  - 優勝はパ・リーグで、MVSにはかつてトーマス・オマリーが阪神在籍時に歌った『六甲おろし』が選ばれ、Twitterのトレンド1位を獲得するほどの話題となった[1]。
  - この回の企画は福岡局アナウンサー（当時）の伊達正隆によるものであることが、5月放送の「爆笑コミックソング三昧」の制作日誌にて言及されている[3]。

### 第96回「今日は一日“渋谷系”三昧」
- 放送日：3月20日
- 放送時間：12:15 - 22:45（中断あり）
- 番組担当：ふかわりょう、高市佳明
- ゲスト：野宮真貴、カジヒデキ、TOKYO No.1 SOUL SET、ホフディラン
  - かつて一世を風靡した「渋谷系ムーブメント」にスポットを当てた回。

### 第97回「今日は一日“GS”三昧」
- 放送日：3月24日
- 放送時間：12:15 - 22:00（中断あり）
- 番組担当：岩本恭省、森田美由紀
- ゲスト：三原綱木、ムッシュかまやつ、森本太郎、阿川佐和子
  - 1960年代から1970年代にかけてにヒットした「グループ・サウンズ」の特集。

### 第98回「今日は一日“戦後歌謡”三昧」
- 放送日：4月29日
- 放送時間：12:15 - 21:00（中断あり）
- 番組担当：立川志らく、加賀美幸子
- ゲスト：水谷八重子、仲畑貴志、4代目柳亭市馬
  - 昭和の日恒例の「昭和歌謡」シリーズ第4弾。今回は特に戦後の歌謡史を彩った歌に焦点を絞って放送。4代目市馬は自身が心酔する三波春夫の魅力を語った。

### 第99回「今日は一日“沖縄（うちなー）SONG”三昧」
- 放送日：4月30日
- 放送時間：12:15 - 22:45（中断あり）
- 番組担当：夏川りみ、白鳥哲也
- ゲスト：今井絵理子、玉城千春（Kiroro）、上間綾乃、大工哲弘、伊藤幸太、大城美佐子&堀内加奈子、きいやま商店、HY、アルベルト城間
  - NHK沖縄放送局からの放送。琉球民謡からJ-POPに至るまで、沖縄音楽にスポットを当てて放送。

### 第100回「今日は一日“特撮”三昧」
- 放送日：5月3日
- 放送時間：12:15 - 22:45（中断あり）
- 番組担当：斎藤政直
- ゲスト：長澤奈央、鈴木美潮、大葉健二、串田アキラ、稲田徹（電話出演）、海老名保（『超神ネイガー』の生みの親、電話出演）、満田かずほ（電話出演）、池田憲章（電話出演）、石匠庵神レムジア（香川県のローカルヒーロー）
  - NHK高松放送局からの放送。ウルトラシリーズ・仮面ライダーシリーズ・スーパー戦隊シリーズなどの「特撮」番組のテーマ曲や挿入歌を中心に放送。
  - ゲストの鈴木はコメンテーターとしてレギュラー出演していた『PON!』（日本テレビ）の生放送終了後に飛行機で高松へ移動し、15:45頃からエンディングまで出演。また、緒方と水木が2012年6月16日放送予定の「今日は一日“アニソン”三昧Z」の番組宣伝のコメントを寄せた。

### 第101回「今日は一日“ラ・フォル・ジュルネ”三昧」
- 放送日：5月4日
- 放送時間：12:15 - 22:45（中断あり）
- 番組担当：野本由紀夫（玉川大学教授、フランツ・リストの研究者として知られる）、渡邊佐和子
- リポーター：東涼子
- ゲスト：ルネ・マルタン、小曽根真、ドミートリ・リス、キリル・トルソフ、渡部真一（渋さ知らズオーケストラ）
  - 「熱狂の日音楽祭」の中継は7年連続。例年通り、東京国際フォーラムにサテライトスタジオを設け、ホールA、B7、Cの公演を生中継・録音中継する。

### 第102回「今日は一日“爆笑コミックソング”三昧IN福岡」
- 放送日：5月5日
- 放送時間：12:15 - 22:00（中断あり）
- 番組担当：コロッケ（東軍キャプテン）、小松政夫（西軍キャプテン）、曽田孝（DJ）、伊達正隆（演出・コーナー担当[3]）、柴田拓（Twitter速報担当）
- ゲスト：イモ欽トリオ、入山学、合田道人（解説）
  - NHK福岡放送局からの放送。東西対抗形式でコミックソングを紹介する公開生放送。番組公式サイトからのリクエストの他、NHK福岡の公式Twitterアカウントと連動した試みも行われ、Twitterからの情報を逐次番組内に盛り込んだ。
  - 2012年1月の「プロ野球ソング三昧IN福岡」と同様の趣向で、番組内を「1回表」から「9回裏」までのコーナーに分け、各イニングごとにコミックソングを歌うグループ・タレントをピックアップして、MVS（最優秀ソング）、敢闘賞、技能賞を選出した。今回は西軍の勝利で、MVSに選ばれたのはつボイノリオの『金太の大冒険 安心してお子様も楽しめるバージョン』。
  - 公式サイト上で、受賞曲以外の曲紹介がない。

### 第103回「今日は一日“アニソン”三昧 Z（ゼット）」
- 放送日：6月16日
- 放送時間：9:00 - 翌1:00（中断あり）
- 番組担当：水木一郎、緒方恵美、藤崎弘士、塩澤大輔
- ゲスト：Lia、ななみちゃん、アルベルト・フォンセカ酒井、水樹奈々（コメントゲスト）、田中公平、Kalafina、ショッカーO野、佐咲紗花
  - アニソン三昧シリーズとしては、2010年5月以来2年ぶり5回目[注釈 3]の放送。放送時間16時間はシリーズ最長で、「○○三昧」の中でも2008年5月の「DJサミット三昧」に次ぐもの。今回は目標の200曲には及ばなかったものの、165曲放送された。
  - 今回は1曲目で水木が『マジンガーZのうた』を、また24時台に入ってすぐに3曲を生で歌ったほか、ゲストのLiaも『鳥の詩』を生で歌った。
  - 塩澤は公式サイトでは番組担当とは謳われていないが、所属する高知局の夕方の情報番組『こうち情報いちばん』の放送終了後、寝台特急に乗って東京へ行き[注釈 4]、番組全編で実質的なアシスタントとして担当した。
  - ななみちゃんは「緒方がナンパした」という名目の飛び入り出演で、番組宣伝を兼ねて出演している。また、番組内には永井豪、中川翔子、藤島康介からイラスト入りのFAXが寄せられ、番組公式サイトで紹介された。
  - 今回の放送の一部がスペイン語圏（中南米）でNHKワールド・ラジオ日本で後日放送されることが発表された。これに併せる形でラジオ日本のスペイン語放送のパーソナリティである酒井が海外からのリクエストを紹介するコーナーも設けられた。

### 第104回「今日は一日“ザ少年倶楽部”三昧」
- 放送日：6月17日
- 放送時間：12:15 - 23:00（中断あり）
- 番組担当：西堀裕美
- ゲスト：小山慶一郎・加藤シゲアキ（12:30頃 - 14:30頃）、植草克秀（14:30頃 - 16:30頃）、長野博（16:30頃 - 18:50）、A.B.C-Z（19:20 - 23:00）
  - NHK BSプレミアムで放送中の『ザ少年倶楽部』やその前身番組『アイドルオンステージ』『ミュージック・ジャンプ』に出演した男性アイドル（主にジャニーズ事務所所属タレント）の楽曲やトークで放送。紹介した楽曲の一部は前者3番組の放送素材から音源をそのまま使用したため、スタジオやNHKホールなどにいる観客の声援も入っていた。

### 第105回「今日は一日“AKB”三昧 IN 東京ビッグサイト」
- 放送日：7月8日
- 放送時間：12:15 - 21:00（中断あり）
- 番組担当：青井実・石原真・バッドボーイズ
- ゲスト：前田敦子、山田菜々、大島優子、横山由依、川栄李奈、高城亜樹、仲川遥香、戸賀崎智信、高柳明音、梅田彩佳、仁藤萌乃、松井咲子、松井玲奈、松井珠理奈、藤江れいな、前田亜美、岩田華怜、田野優花、穴井千尋、村重杏奈、青木宏行（光文社・エンタテインメント編集部編集長）、石田安奈、湯浅順司（キングレコード・AKB48専属ディレクター）、中塚智実、近野莉菜、中西優香、西山恭子（AKS・AKB48広報担当）、中村麻里子、阿部マリア、柏木由紀、紺田大輔（キングレコード・AKB握手会担当者）、鈴木まりや、桑原みずき、茅野しのぶ（office48・AKB48チーフスタイリスト）、内田眞由美、中田ちさと、矢方美紀、佐藤夏希、北川謙二、向田茉夏、高橋みなみ、篠田麻里子、小嶋陽菜、峯岸みなみ、指原莉乃、北原里英、秋元才加、岩佐美咲、倉持明日香、菊地あやか、竹内美宥、小林茉里奈、秋元康、宮崎美穂、河西智美、木本花音、渡辺美優紀、石田晴香、島田晴香、宮澤佐江、増田有華、多田愛佳
  - 「『真夏のSounds good !』劇場盤 発売記念大握手会」（個別握手会）が行われていた東京ビッグサイトからの生中継。AKB48だけではなく、姉妹グループ（SKE48・NMB48）の楽曲（公演曲も含む）や派生ユニット（ノースリーブス・渡り廊下走り隊7・Not yet）やメンバーのソロの楽曲、さらにはリリースされた楽曲の未発表バージョン（別テイク）の音源を放送。通常回よりも放送時間は短め。
  - 番組内でかかった曲のなかで『ファースト・ラビット』はNHKに音源がなかったため、急遽、ゲスト出演した湯浅を通じてキングレコードから音源を借りてON AIRした。
  - 出演ゲスト数は過去最多で、AKB48・SKE48・NMB48・HKT48のメンバーのほか、AKB48プロジェクト関係者、所属レコード会社スタッフ、AKB48関連の雑誌編集者と多岐にわたっている。
  - NHKプロデューサーの石原は、公式サイトでは番組担当（ナビゲーター）として扱われていなかったが、AKB48プロジェクトに関する「事情通」として番組全編で出演し、ゲストへのインタビューなどを行っていた。
  - この回については、リクエストの受付は放送前日の7月7日23:59で締め切り、当日はメッセージのみ受付となっていた。

### 第106回・第107回「今日は一日“ブリティッシュ・ロック”三昧」
- 放送日：7月28・29日
- 放送時間：両日とも12:15 - 22:00（中断あり）
- 番組担当：和久井光司（両日とも）、森田美由紀（7月28日）、高市佳明（7月29日）
  - 番組初の試みとして、同一ジャンルの「○○三昧」を2日連続で放送する。今回はロンドンオリンピックが7月27日に開幕するのを記念して、イギリス伝承のロック音楽や、それを演奏するアーティストを1970年代前半までとそれ以降に分け、2日にわたって取り上げた。両日ともゲストなしのツーマンスタイルで放送されたが、ゲストが登場しなかったのは2011年4月の「“昭和歌謡”三昧」以来1年3ヶ月ぶり。
  - なお、2日目（7月29日）の正式タイトルは「今日も一日“ブリティッシュ・ロック”三昧」である。2日目の夜時間帯はリクエスト特集となり、年代を問わずリクエストを受け付けた。

### 第108回「今日は一日“矢沢永吉”三昧」
- 放送日：8月4日
- 放送時間：12:15 - 22:00（中断あり）
- 番組担当：赤坂泰彦、宮本愛子
- ゲスト：大野真澄、加藤ひさし（ザ・コレクターズ）、緒方恵美
  - 1972年にキャロルのメンバーとしてデビューし、2012年にロック歌手活動40周年を迎えた矢沢永吉の生涯を、彼の楽曲とインタビューを通して振り返り、また新曲「LAST SONG」についても大いに語る。
  - 緒方恵美は当初ゲストに予定されていなかったが、急遽出演した。

### 第109回「今日は一日“ダンスミュージック”三昧」
- 放送日：8月5日
- 放送時間：12:15 - 22:00（中断あり）
- 番組担当：パパイヤ鈴木、小松宏司、高頭なお
- ゲスト：南流石、グッチ裕三、KENZO（DA PUMP）、Q-TARO（電撃チョモランマ隊）
  - 主に1970年代のディスコブーム以後を中心に、ダンス・ミュージックの歩みを振り返る。

### 第110回「今日は一日“大分析! ミュージカル”三昧」
- 放送日：9月17日
- 放送時間：12:15 - 21:10（中断あり）
- 番組担当：宮川彬良、中井美穂、下山啓
- ゲスト：鹿賀丈史、島田歌穂、戸田恵子、ソニン、TAKE（Skoop On Somebody）、『RENT』カンパニー
  - 古今東西のミュージカルナンバーを、宮川彬良が音楽的な分析を加えながら放送する。途中、宮川の生ピアノをバックに島田が生歌を披露する場面もあった。

### 第111回「今日は一日“ひげ男（メン）ソング”三昧」
- 放送日：10月8日
- 放送時間：12:15 - 21:10（中断あり）
- 番組担当：桑原シロー（音楽ライター）、小林千恵
- ゲスト：クリス・ペプラー、なぎら健壱、吉木りさ
  - 古今東西の「ひげ男」の作曲家・ミュージシャン・歌手の楽曲をひげにちなんだトークを織り込みつつノンジャンルで放送。女性出演者以外は出演者・スタッフともひげを生やした男性で固められていた。また、小林清志、鈴木雅之、みうらじゅん（彼らもひげを生やしている）からのメッセージも放送された。

### 第112回「今日は一日“関西”三昧」
- 放送日：11月23日
- 放送時間：12:15 - 22:00（中断あり）
- 番組担当：根岸昌史
- ゲスト：はたけ、近藤夏子、クマガイタツロウ（ワタナベフラワー）
  - NHK大阪放送局からの生放送。関西出身のアーティストの楽曲を紹介する。ワタナベフラワーからは自分たちの曲紹介時にムサヒデカズも出演した。

### 第113回「今日は一日“AKB”三昧 IN 幕張メッセ」
- 放送日：12月1日
- 放送時間：12:15 - 18:00
- 番組担当：青井実、石原真
- ゲスト：高橋みなみ、宮澤佐江、上西恵、吉田朱里、北川謙二、多田愛佳、仲谷明香、戸賀崎智信、増田有華、木﨑ゆりあ、木本花音、松井珠理奈、荒井広希（「AKB48 Mobile」[注釈 5]プロデューサー）、河西智美、菊地あやか、佐藤すみれ、湯浅順司、鈴木まりや、平田璃香子[注釈 6]、田野優花、兒玉遥、村重杏奈、茅野しのぶ、横山由依、佐藤亜美菜、秋元康、島崎遥香、岩佐美咲、白間美瑠、島田晴香、市川美織、仲川遥香、金子栞、出口陽、松村香織、大島優子、峯岸みなみ、前田亜美、北原里英、柏木由紀、宮脇咲良
  - 7月に続くAKB48及び関連グループ（SKE48、NMB48、HKT48）出演企画の第2弾。千葉・幕張メッセで開催された「『ギンガムチェック』劇場盤 発売記念大握手会」（個別握手会）の会場からの生放送。
  - この回も、リクエストの受付は放送前日の12月1日0:00で締め切り、当日はメッセージのみ受付となっていた。放送時間5時間45分は過去の「○○三昧」シリーズの中で最短。

### 第114回「今日は一日“サックス”三昧〜ジャズ&ポピュラー編」
- 放送日：12月16日
- 放送時間：12:15 - 18:50
- 番組担当：高頭なお
- ゲスト：本田雅人
  - ジャズ・フュージョンを中心にサキソフォン（サックス）をフィーチャーした楽曲を紹介。ゲストの本田は番組全編で出演し、ソプラノ・アルト・テナー・バリトンの4種のサックスをスタジオに持ち込んで、サックスプレイヤーやサックスに関する解説を行ったほか、スタジオ内で生演奏を披露した。
  - 当初は夜までの放送の予定だったが、この日が第46回衆議院議員総選挙の投開票日となり、FMでも選挙開票速報を放送することになったため、短縮バージョンで放送された[4]。

### 第115回「今日は一日“歌う声優”三昧」
- 放送日：12月24日
- 放送時間：12:15 - 24:00（中断あり）
- 番組担当：井上喜久子、塩澤大輔
- ゲスト：ゆいかおり、丹下桜、古川登志夫、高垣彩陽、森川智之、小野大輔（コメントゲスト）、田中公平（コメントゲスト）、松本梨香
  - 「アニソン三昧シリーズ」とは異なり、アニメ主題歌や声優がキャラクター名義で歌う楽曲だけではなく、声優自身の（アニメによらない）音楽活動を含めた「声優が歌う楽曲」全般を紹介する。井上と塩澤は2011年8月放送に放送された「とことん歌う声優コレクション」以来の顔合わせ。
  - また、ゲストの丹下が2012年9月に担当した「とことん快眠すやすやソング」の再現コーナーも設けられた。
  - 番組中差し入れにやってきた藤崎弘士が飛び入り出演し、司会を担当する2013年1月2日にラジオ第1で放送の「特集・渋谷アニメランド〜わたしの大好きなヒロインたち〜」の宣伝を行った。
  - 塩澤が高知局所属であることからそれにちなみ、高知出身や高知にゆかりのある声優の楽曲のコーナーも設けられた。このコーナーのタイトルコールは高知出身の小野によるもの。
  - この放送でアニメ『ゆるゆり』の主題歌「ゆりゆららららゆるゆり大事件」の安元洋貴によるカバーバージョンを流したところ、ネット上で話題となり、このカバーバージョンのダウンロード数やCDの売り上げが急上昇するという件が発生した[5]。
  - この回は塩澤が自ら企画を提案して実現したものであり[6]、番組内でも博識ぶりを大いに発揮して声優・アニメファンのリスナーの間でも話題になった[7]。

### 第116回「今日は一日“美空ひばり”三昧」
- 放送日：4月29日
- 放送時間：12:15 - 21:10（中断あり）
- 番組担当：加賀美幸子、徳田章
- ゲスト：矢島敦美（元NHKプロデューサー）、奈良岡朋子、加藤和也
  - 昭和の日恒例の「昭和歌謡」シリーズの第5弾。今回は戦後歌謡の代表的歌手である美空ひばりの歌に焦点を絞って放送した。
  - 目玉企画として、かつてNHKラジオで放送されていた『黄金（きん）のいす』1953年8月7日放送分（当時16歳の美空ひばりが出演）を番組内で再放送した。

### 第117回「今日は一日“パンク／ニュー・ウェイブ”三昧」
- 放送日：5月3日
- 放送時間：12:15 - 22:00（中断あり）
- 番組担当：荒木美和
- ゲスト：小野島大（音楽評論家）、勝井祐二、掟ポルシェ、西村明（関西パンク史家）
- コメントゲスト：江口寿史、大友良英、永瀬正敏、中村達也、山口一郎（サカナクション）
  - 5月の4連休連続放送初日。NHK大阪放送局からの生放送。パンク・ロックおよびニュー・ウェイヴに焦点を当てて放送する。放送内で関西を拠点に活動する大阪ラモーンズ[注釈 7]、Water Faiの生ライブを挿入する。
  - 当日は大阪局主催のイベント「BKワンダーランド・春」との連動企画として放送され、パブリックリスニングや関連ライブなどが行われた[注釈 7]。

### 第118回「今日は一日“ラ・フォル・ジュルネ”三昧」
- 放送日：5月4日
- 放送時間：12:15 - 22:10（中断あり）
- 番組担当：岩槻里子、井上さつき
- リポーター：東涼子
  - 5月の4連休連続放送第2日目で、「熱狂の日音楽祭」の中継は8年連続。例年通り、東京国際フォーラムにサテライトスタジオを設け、ホールA、B7の公演を生中継・録音中継した。

### 第119回「今日は一日“サッカー音楽”三昧 セカンドステージ」
- 放送日：5月5日
- 放送時間：12:15 - 21:00（中断あり）
- 番組担当：倉敷保雄、伊藤友里
- ゲスト：村上てつや（ゴスペラーズ）、山本浩、うじきつよし、宇都宮徹壱
- コメントゲスト：鈴木啓太（浦和レッズ）、柏木陽介（浦和レッズ）、原口元気（浦和レッズ）、中村憲剛（川崎フロンターレ）、山口一郎（サカナクション）
  - 5月の4連休連続放送第3日目は2010年5月4日以来3年ぶりとなる「サッカー音楽三昧」企画。前回より放送時間を延長してサッカーにまつわる音楽（アンセムやチャントの原曲、サッカー番組のテーマソングなど）を放送する。今回は20周年を迎えるJリーグに関するコーナーも設けられ、選手のコメントも紹介された[8]。

### 第120回「今日は一日“プロ野球ソング”三昧」
- 放送日：5月6日
- 放送時間：12:15 - 22:45（中断あり）
- 番組担当：福澤浩行（進行）、大島康徳（解説）、増田英彦（ますだおかだ：セリーグ応援団長）、山田雅人（パリーグ応援団長）、ファンタスティック・ピッチングマシーン・中島（野球音楽コレクター：コメンテーター）、ヨシノビズム（野球音楽コレクター：コメンテーター）、竹中知華（NHK沖縄放送局リポーター：場内アナウンス）、伊達正隆（演出・Twitter担当）
- ゲスト：パンチ佐藤、川藤幸三、松村邦洋、菊池選手（雑誌『野球太郎』編集担当）、唐橋ユミ、柳田真宏、大木綾子
  - 5月の4連休連続放送最終日、かつ2日間連続スポーツを題材にした放送は2012年1月9日以来となる「プロ野球ソング三昧」企画。今回は前年のプロ野球日本シリーズ勝者が読売ジャイアンツであることにちなみ、東京（NHK放送センター）からの放送となる。前回同様のセパ対抗戦形式で放送された。
  - 大島・増田は前回に引き続き出演、前回パリーグ応援団長だった岡田圭右（ますだおかだ）は、有働由美子と共に番組内コーナー「有働・おかだのプロ野球歌合戦」を担当。また前回の放送を企画した伊達[3] は沖縄局に異動となっているが、この回のために上京して演出を担当した。伊達は番組の様子などをTwitterで紹介し、曲の紹介ツイートは福岡局の公式Twitterアカウントが行った。
  - 番組はパンチ佐藤の生歌でスタート、川藤は当初出演が発表されていなかったが生出演した。また、同時間帯にラジオ第1で放送していた『午後のまりやーじゅ』MCで前回進行役の道谷眞平も両スタジオをつないで参加した。柳田と大木は番組終盤でデュエット曲を生披露した。
  - 優勝はパ・リーグで、MVSには川藤幸三&子ども達の「田んぼdeマンボ」が選ばれた。

### 第121回「今日は一日“ザ・ローリング・ストーンズ”三昧」
- 放送日：6月9日
- 放送時間：12:15 - 22:00（中断あり）
- 番組担当：和久井光司、森田美由紀
- ゲスト：片寄明人（GREAT3）、加藤登紀子、仲井戸麗市
  - 1963年6月7日にデビューシングルを発表し、2013年が50年目となるザ・ローリング・ストーンズに焦点を絞った放送。和久井と森田のコンビは前年7月の「“ブリティッシュ・ロック”三昧」以来。
  - 加藤と仲井戸はデュオでストーンズの1965年のナンバー『As Tears Go By』を生披露した。

### 第122回「今日は一日“AOR”三昧 リターンズ」
- 放送日：7月15日
- 放送時間：12:15 - 22:45（中断あり）
- 番組担当：ルーシー・ケント、金澤寿和（音楽評論家）
- ゲスト：石田純一、指田郁也、DJ OSSHY
  - 2011年以来の「AOR三昧」。ノルウェー出身のミュージシャンであるオーレ・ブールード（OLE BORUD）がコメントを寄せた。石田は録音による出演。
  - 北海道エリアでは全国高等学校野球選手権北北海道大会・南北海道大会の中継のため、試合終了後からの飛び乗りで放送した。

### 第123回「今日は一日“バブル世代”三昧」
- 放送日：8月11日
- 放送時間：12:15 - 21:00（中断あり）
- 番組担当：萩原健太、相原勇
- ゲスト：青田典子、泉麻人、馬場康夫、平松愛理
- コメントゲスト：石井明美、岡本夏生、織田哲郎、浜崎貴司（フライングキッズ）、渡瀬マキ
  - 夏の2週連続放送の第1回。1980年代後半から1990年代初頭にかけての、いわゆる「バブル景気」の時代に流行した楽曲を中心に放送。司会の萩原・相原は、当時放送された『三宅裕司のいかすバンド天国』のレギュラー出演者。平松がスタジオ内で生演奏を披露した。
  - この回は山口局アナウンサーの喜多賢治が企画したもので、同じく山口局アナウンサーの塩屋紀克と共に番組制作に携わった（放送そのものは東京から）[9]。

### 第124回「今日は一日“家族”三昧」
- 放送日：8月18日
- 放送時間：12:15 - 21:00（中断あり）
- 番組担当：網秀一郎
- ゲスト：尾木直樹、大廻政成（一筆啓上賞事務局長）、さだまさし、野々村真、ハイヒール・モモコ
  - 夏の2週連続放送の第2回。京都局からの生放送。家族が集まるお盆の時期に合わせ、家族をテーマにした楽曲とトークを交えながら放送。さだは電話による生出演、ハイヒール・モモコは夫と娘の家族3人での生出演となった。
  - さだは電話出演。放送中に網から「今日は一日“さだまさし”三昧」（2015年2月放送）への出演依頼を受け、快諾した。

### 第125回「今日は一日“プログレ”三昧 3」
- 放送日：9月23日
- 放送時間：12:15 - 22:45（中断あり）
- 番組担当：山田五郎、荒木美和
- ゲスト：岩本晃市郎（音楽誌『ストレンジ・デイズ』編集者）、Illicit Tsuboi（キエるマキュウ）、髙嶋政宏
- ライブゲスト：栗コーダーカルテット
  - 2010年、2011年に続くプログレッシブ・ロックを特集した番組の第3弾。大阪局からの生放送。荒木は5月の「“パンク／ニュー・ウェイブ”三昧」に続く担当。
  - 栗コーダーカルテットはプログレ曲のリコーダーアレンジをライブで披露した。

### 第126回「今日は一日“ヴェルディ”三昧」
- 放送日：10月14日
- 放送時間：12:15 - 22:45（中断あり）
- 番組担当：堀内修、久保田祐佳
- ゲスト：檀ふみ、玉木正之、ドナルド・キーン、錦織健、水落幸子
- ライブゲスト：マルコ・ヴラトーニャ（バリトン）、エレナ・ゴルシュノヴァ（ソプラノ）
  - 2013年10月10日で生誕200年を迎えるジュゼッペ・ヴェルディの楽曲を集めた企画。特定の音楽家の楽曲を集めた企画は、クラシック系では2006年の「“モーツァルト”三昧」以来。
  - 番組内では、ヴェルディ作曲のアリアの人気投票を行った。第1位は歌劇『ナブッコ』第3幕から「行け、わが思いよ、金色の翼に乗って」であった。
  - マルコ・ヴラトーニャとエレナ・ゴルシュノヴァは、ピアノ伴奏と共に歌劇『リゴレット』から4曲を生披露した。

### 第127回「今日は一日"女子ジャズ"三昧」
- 放送日：11月4日
- 放送時間：12:15 - 20:45（中断あり）
- 番組担当：島田奈央子、橋本奈穂子
- ゲスト：戸田恵子、八代亜紀
- ライブゲスト：小林桂、寺井尚子、山中千尋
  - カジュアルにジャズを楽しむ「女子ジャズ」をテーマに、シチュエーションごとにジャズの楽曲のリクエストを募る。「女子ジャズ」の仕掛け人でもある[10] 島田が、自身もジャズ研出身という橋本と共に進行役をつとめた。他に「タワレコ女子ジャズ部」の2名も出演。
  - 小林は父でピアノの小林洋と共に、寺井はベースの東保光と共に生演奏を披露、山中はソロ演奏の他、寺井・東とのトリオでも生演奏を披露した。

### 第128回「今日は一日“ハードロック／ヘビーメタル”三昧V」
- 放送日：12月23日
- 放送時間：12:15 - 21:00（中断あり）
- 番組担当：伊藤政則、宮本愛子
  - 2011年12月以来2年ぶりとなる「HR/HM三昧」の第5弾。今回は主に80年代のバンド・楽曲を中心として様々な国のバンドのリクエストを募集していたが、第3回、第4回に続き日本のバンドは放送されなかった。

### 第129回「今日は一日“劇団四季”三昧」
- 放送日：12月30日
- 放送時間：12:15 - 22:00（中断あり）
- 番組担当：吾妻謙、高頭なお
- ゲスト：青木さやか、阿久津陽一郎、荒川務、加藤敬二、佐野正幸、芝清道、竹内一樹、田邊真也、道口瑞之、吉谷昭雄、あべゆき、江畑晶慧、熊本亜記、佐和由梨、苫田亜沙子
  - 創立60周年を迎えた劇団四季によるミュージカルでの劇中曲を集めた企画。劇団四季の稽古場である四季芸術センター（神奈川県横浜市青葉区あざみ野）からの生放送で、四季所属の俳優が出演したほか、一部は生歌も披露した。

### 第130回「今日は一日“昭和のコーラス・グループ”三昧」
- 放送日：1月13日
- 放送時間：12:15 - 22:45（中断あり）
- 番組担当：濱田高志（音楽ライター兼アンソロジスト）、鈴木啓之、岩槻里子
- ゲスト：和田誠
- ライブゲスト：タイムファイヴ
- コメントゲスト：阿佐ヶ谷姉妹、泉麻人、加藤いづみ、国分友里恵（歌手・作詞家）、しゅうさえこ、中西圭三、村井邦彦、山上路夫
  - 1950年代から1980年代にかけての日本のコーラス・グループに焦点を当てた企画。

### 第131回「今日は一日“学園ドラマソング”三昧」
- 放送日：2月11日
- 放送時間：12:15 - 22:45（中断あり）
- 番組担当：松村邦洋、柘植恵水
- ゲスト：松村雄基、持田真樹、中尾明慶、直江喜一
- コメントゲスト：森田健作（現・千葉県知事）、酒井美紀、武田鉄矢、加藤シゲアキ
  - 学園ドラマ[注釈 8]の主題歌や挿入歌を、そのドラマのエピソードを交えながら取り上げる。20時台には『3年B組金八先生』を特集した企画も行われた。

### 第132回「今日は一日“戦後歌謡”三昧」
- 放送日：4月29日
- 放送時間：12:15 - 22:45（中断あり）
- 番組担当：加賀美幸子、柳亭市馬
- ゲスト：村松友視、立川志らく、島田源領（元NHK芸能部長）
  - 昭和の日恒例の「昭和歌謡」シリーズの第6弾で、「“戦後歌謡”三昧」は2012年以来。
  - 前回はゲストだった柳亭市馬が今回はパーソナリティを務め、アコーディオンの生演奏をバックに「古城」「長崎の女」「逢いたかったぜ」「かえり船」の4曲を披露した。

### 第133回「今日は一日“ラ・フォル・ジュルネ”三昧」
- 放送日：5月4日
- 放送時間：12:15 - 22:30（中断あり）
- 番組担当：片山千恵子、西原稔
- リポーター：東涼子
- ゲスト：アブデル・ラーマン・エル=バシャ、ルーカス・ゲニューシャス、ムジカーシュ（英語版）、アダム・ラルーム（フランス語版）、ジュリエット・ユレル（フランス語版）、ルネ・マルタン（フランス語版）、マリナ・シシュ（フランス語版）
  - 大型連休3日連続放送の初日。「熱狂の日音楽祭」の中継は9年連続だが、2009年から5年にわたって担当した岩槻里子に替わって片山が進行役を務めた。例年通り、東京国際フォーラムにサテライトスタジオを設け、ホールB7、Cの公演を生中継・録音中継を行った。
  - ゲストについては予告されず、「熱狂の日音楽祭」の出演者を随時サテライトスタジオに呼び、トーク（インタビュー）を行った。

### 第134回「今日は一日“家族三世代NHKキッズソング”三昧」
- 放送日：5月5日
- 放送時間：12:15 - 22:45（中断あり）
- 番組担当：柘植恵水、坂田おさむ、神崎ゆう子
- ピアノ伴奏：小笠原育美
- ゲスト：井出隆夫、堀井勝美、安藤奈保子、佐藤弘道、きよこ
- ゲスト（番組キャラクター）：ワンワン、うーたん、ゆうなちゃん（以上『いないいないばあっ!』）、ジャンジャン（『あつまれ!ワンワンわんだーらんど』）、ニャンちゅう、河西里音（以上『ニャンちゅうワールド放送局』）、はに丸（『おーい!はに丸』）
  - 大型連休3日連続放送の2日目。こどもの日にちなみ、NHKがこれまで放送した『みんなのうた』『おかあさんといっしょ』などから生まれた童謡や子供向け番組のテーマ曲（これらを「NHKキッズソング」と称する）にスポットを当てる。
  - 当日の放送時間中、放送センター内にあるみんなの広場ふれあいホールでは、おとうさんといっしょの公開収録イベントが開催されており、テレビ放送に先駆けてこの模様を冒頭から一部生中継で放送。さらに、当番組パーソナリティの神崎がふれあいホールに出向き、イベントにゲスト出演した。
  - 佐藤ときよこは飛び入りでのゲスト出演。井出隆夫は、事前収録で神崎との対談形式で出演した。坂田と神崎が番組内でミニライブを行ったほか、番組の最後には「あしたははれる」を出演者・スタッフ全員で合唱して締めくくった。
  - 19時台には「チョーさん」（『たんけんぼくのまち』）役のチョー、「はに丸」役の田中真弓、「ニャンちゅう」役の津久井教生がそれぞれの役で出演するが、3人とも過去に複数のキャラクターを演じたベテラン声優だったこともあり、チョーさん・はに丸・ニャンちゅうの他、『ともだちいっぱい』のヒョロリ（津久井）・モン太（田中）・ギャースカ（田中）、『忍たま乱太郎』の摂津のきり丸（田中）、『いないいないばあっ!』のワンワン（チョー）、さらにはNHKで放送していない『ONE PIECE』のモンキー・D・ルフィ（田中）・ブルック（チョー）と合計10人のキャラクターが入れ替わり立ち替わり登場するという、田中曰く「放送事故のような生放送」となった[11]。ちなみに、この企画はNHKで子供向け番組のプロデューサーを務める石吾克也のアイディアだったという。

### 第135回「今日は一日“不良音楽”三昧」
- 放送日：5月6日
- 放送時間：12:15 - 22:45（中断あり）
- 番組担当：安田謙一、田代杏子
- ゲスト：横山剣（電話出演）、細馬宏通、大西ユカリ
- ライブゲスト：ギターウルフ
  - 大型連休3日連続放送の最終日。大阪局からの放送。ロックやレゲエなど、時代やジャンルを問わない不良（ならず者もしくは不良行為少年）の香りが漂う音楽を特集する。

### 第136回「今日は一日“ママうた”三昧」
- 放送日：5月11日
- 放送時間：12:15 - 21:00（中断あり）
- 番組担当：ベッキー、近藤泰郎
- ゲスト：飯田圭織、石丸幹二、尾木直樹、木下隆行（TKO）、小籔千豊、佐久間レイ、高見沢俊彦、多岐川華子、辻希美、みうらじゅん、海老名香葉子、泰葉、2代目・林家三平、国分佐智子
  - 母の日にちなみ、母をテーマにした歌を特集した。佐久間は佐田詠夢のピアノをバックにバラード調『アンパンマンのマーチ』の生歌を披露、海老名親子と国分の4名は「海老名家」としてそろって出演した。

### 第137回「今日は一日“ゲーム音楽”三昧」
- 放送日：8月10日
- 放送時間：12:15 - 22:30（中断あり）
- 番組担当：高橋名人、深川仁志
- ゲスト：伊藤賢治、慶野由利子、すぎやまこういち、ZUNTATA、Blind Spot
  - 2010年8月以来4年ぶりの放送となる、ゲーム音楽三昧の第2弾[12]。前回はゲストとして登場した高橋名人と、TVゲームが「ライフワークの一環」と語る高松局アナウンサーの深川[13] が進行役を務める。

### 第138回「今日は一日“なつかしのアイドル”三昧」
- 放送日：8月16日
- 放送時間：12:15 - 22:00（中断あり）
- 番組担当：藤崎弘士
- ゲスト：荻野目洋子、徳光正行、森口博子、吉村明宏、渡辺徹
  - 1970年代から1980年代を中心としたアイドルソングのリクエストによる放送。堀越高校の同級生だった荻野目と森口のトークが行われたほか、番組中盤では「アイドルの歌うアニメソング」が立て続けに放送された。

### 第139回「今日は一日“フレンチ・ポップス”三昧」
- 放送日：9月23日
- 放送時間：12:15 - 22:45（中断あり）
- 番組担当：加藤紀子、濱田高志（音楽ライター）
- ゲスト：本城和治（元フィリップス・レコードディレクター）、大貫妙子
- ライブゲスト：パトリック・ヌジェ（歌手・アコーディオン奏者）
- コメントゲスト：シルヴィ・ヴァルタン、中尾ミエ、雨宮塔子、クレモンティーヌ、プリシラ・アーン
  - フランス映画『アイドルを探せ』の日本公開から50年目の節目を記念して、映画内で多数用いられたフレンチ・ポップスに焦点を当てた回。パトリック・ヌジェは黒木千波留（Pf）、水口昌昭（Gt）、クリス・シルバーステイン（Bass）、桑山哲也（Acc）が加わっての演奏となった。

### 第140回「今日は一日“N響”三昧」
- 放送日：10月13日
- 放送時間：12:15 - 22:45（中断あり）
- 番組担当：檀ふみ、池辺晋一郎、松井治伸
- ゲスト：池田昭子、菊本和昭、矢内陽子、徳永二男、横川晴児
  - 創立88周年を迎えたNHK交響楽団（N響）に焦点を当てた回。N響の過去の演奏のうち、NHKに音源が残る5373曲のリストを公式サイトで公開し、その中からリクエストを募る形で放送する。進行役の壇と池辺は2012年まで教育テレビで放送されていた『N響アワー』の元司会者[注釈 9]。ゲストの5名はいずれもN響の現役団員及び元団員。

### 第141回「今日は一日“歌う声優”三昧ツヴァイ!」
- 放送日：11月3日
- 放送時間：12:15 - 22:45（中断あり）
- 番組担当：井上喜久子、塩澤大輔
- ゲスト： 雨宮天、小杉十郎太、安元洋貴、新田恵海、久川綾
  - 2012年年末以来となる「歌う声優」三昧の第2弾。高知局から仙台局に異動になった塩澤が、井上と共に再び番組を担当する。
  - 2013年10 - 11月に放送され、井上がパーソナリティを担当した「とことんせりふの名曲」のミニ復活コーナーも設けられた。
  - 久川は井上との声の聞き分けクイズを実施した。

### 第142回「今日は一日“SORAソング”三昧 ヒコーキ・ラジオ NHK002便」
- 放送日：11月24日
- 放送時間：12:15 - 22:45（中断あり）
- 番組担当：和田光太郎、渕上彩夏
- ゲスト： クリス松村、森山周一郎、遠藤章造、パラダイス山元、矢口史靖
- 解説：秋本俊二（航空ジャーナリスト）
  - 2012年9月20日に羽田空港ターミナルビルで公開生放送された「ヒコーキ・ラジオ NHK001便」[14]（ラジオ第1で放送）の続編。前回と異なり、スタジオからの生放送となった。「空」や「旅」にちなんだ曲に焦点を当てた。
  - 企画者でもある[15] 和田の所属する宮崎局にちなんで、宮崎を拠点とするソラシドエアのキャビンアテンダント2名が出演した。また、渕上もソラシドエアのキャビンアテンダントの衣装を着て番組に臨んだほか、和田も機長の服装で進行を担当した。

### 第143回「今日は一日“ウォルト・ディズニー アニメ音楽”三昧」
- 放送日：12月23日
- 放送時間：12:15 - 21:00（中断あり）
- 番組担当：鈴木奈穂子
- ゲスト： 神田沙也加、坂本美雨
- 解説：うきたひさこ（放送作家・エンターテイメントライター）
  - 『アナと雪の女王』のヒットにちなんで、ウォルト・ディズニー・カンパニーの製作したアニメーション（ディズニー作品）の劇中歌を中心に取り上げる。解説のうきたは『アナと雪の女王』を始めとするディズニー映画のパンフレットやサントラ盤のライナーノーツを多数担当している。
  - 坂本は女子聖歌隊「カントゥス」を従えた「坂本美雨・フィーチャリング・カントゥス」として6曲を生披露した。

### 第144回「今日は一日“プロ野球ソング”三昧 IN 沖縄」
- 放送日：2月11日
- 放送時間：12:15 - 22:45（中断あり）
- 番組担当：小野塚康之（DJ）、澤田彩香（場内アナウンス）、有働由美子、伊達正隆（演出・Twitter担当）
- 解説；大島康徳
- ゲスト：田中卓志（アンガールズ：セリーグ応援団長）、岡田圭右（ますだおかだ：パリーグ応援団長）、増田英彦（ますだおかだ）、ファンタスティック・ピッチングマシーン・中島（野球音楽コレクター：コメンテーター）、ヨシノビズム（野球音楽コレクター：コメンテーター）
  - 2013年5月以来の「“プロ野球ソング”三昧」。今回は、プロ野球のキャンプシーズンに、各球団のキャンプが多く行われている沖縄からの放送となる。小野塚は神戸局所属だが、野球実況を多く行っているということでDJ（進行役）に起用された。沖縄局からは澤田と伊達が参加、伊達は3回連続の企画兼Twitter担当（放送そのものには参加せず）。

### 第145回「今日（京）は一日“さだまさし”三昧」
- 放送日：2月21日
- 放送時間：12:15 - 21:00（中断あり）
- 番組担当：立川談春、網秀一郎、松田玲奈（中継担当）
- ゲスト：さだまさし、井上知幸、住吉昇
  - NHK京都放送会館が上京区智恵光院丸太町から中京区烏丸通御池に新築移転となるのを記念して、杮落としイベントの一つとして放送。さだまさしの楽曲で構成し、さだ本人もゲスト出演した（同日深夜には総合テレビ『今夜も生でさだまさし』の放送も京都で行われた）。この回は通常の公式サイト内メールフォームからのリクエストだけでなく、葉書でもリクエスト等を募集した[注釈 10]。
  - 番組内ではNHK京都放送会館1階からの中継も行われ、イベントの模様や『生さだ』の準備の様子及び美術スタッフの小針画伯とのトークも放送された。
  - 京都からの放送にちなみ「京都にまつわる、さださんの曲」のリクエストを募集、上位3曲をランキング形式で発表する企画が設けられたが、第1位を発表する前にさだがスタジオ入りし、しゃべり出してしまったために発表ができなくなるというハプニングが発生した。このため1位となった曲（「昨日・京・奈良・飛鳥・明後日」）は『生さだ』内で発表、さだによる生歌唱となった。
  - 談春は放送後も『生さだ』に続けて出演している。網もさだに出演を誘われていたが、長時間編成出演で労働協約違反となるため出演できず、放送を見学している姿が一瞬だけ映っている。

### 第146回「今日は一日“戦後歌謡”三昧」
- 放送日：4月29日
- 放送時間：12:15 - 22:45（中断あり）
- 番組担当：加賀美幸子、柳亭市馬
- ゲスト：立川志らく、中村メイコ、永六輔、弘兼憲史、北原照久
  - 大型連休「三昧スペシャル」。昭和の日恒例の「昭和歌謡」シリーズの第7弾で、「“戦後歌謡”三昧」は2年連続。
  - 20時台には音楽熱中倶楽部のMCを務めた弘兼と北原による“戦後のムード歌謡バトル”が展開された。

### 第147回「今日は一日“ラ・フォル・ジュルネ”三昧」
- 放送日：5月3日
- 放送時間：12:15 - 22:00（中断あり）
- 番組担当：渡邊佐和子、沼野雄司
- リポーター：高山久美子
- ゲスト：
  - 大型連休4日連続放送「三昧スペシャル」の初日。「熱狂の日音楽祭」改め「ラ・フォル・ジュルネ・オ・ジャポン」の中継は10年連続だが、渡邊は初めての担当。例年通り、東京国際フォーラムにサテライトスタジオを設け、ホールB7、Cの公演を生中継・録音中継を行い、公演に出演したアーティストをゲストに招き入れる。
  - 2016年以降も「ラ・フォル・ジュルネ・オ・ジャポン」の中継を継続するものの、番組名が「まるっと ラ・フォル・ジュルネ（西暦）」に改題されたため、2015年を以って「今日は一日“ラ・フォル・ジュルネ”三昧」としての放送を終了した。

### 第148回「今日は一日“アナログ時代のアメリカン・ポップス”三昧」
- 放送日：5月4日
- 放送時間：12:15 - 22:45（中断あり）
- 番組担当：宮治淳一、片岡知子
- ゲスト：尾藤イサオ、湯川れい子、朝妻一郎、草野浩二、ROY、山下達郎、赤坂泰彦
  - 大型連休4日連続放送「三昧スペシャル」の第2日。“キング・オブ・ロックンロール”と称されるエルヴィス・プレスリーの生誕80年を記念して、各ゲストによるアメリカン・ポップスのあれこれを交えながら放送する。番組担当の宮治はワーナーミュージック・ジャパンストラテジック本部シニア・チーフプロデューサーとして洋楽アーティストのマーケティングを手掛けてきた人物で、サザンオールスターズの名付け親としても知られる人物[16]。

### 第149回「今日は一日“家族三世代NHKキッズソング”三昧2015」
- 放送日：5月5日
- 放送時間：12:15 - 22:45（中断あり）
- 番組担当：柘植恵水、坂田おさむ、神崎ゆう子
- ピアノ伴奏：小笠原育美
- ゲスト：チョー、折笠愛、かないみか、水沢史絵、津久井教生、比嘉久美子、畑芽育、横田美紀、今井ゆうぞう、田中真弓、くまいもとこ、中尾隆聖、中西圭三、小杉保夫
  - 大型連休4日連続放送「三昧スペシャル」の第3日は、前年のこどもの日に引き続いての「“家族三世代NHKキッズソング”三昧」。
  - 15時台に『ワンワンパッコロ!キャラともワールド』のキャラクター（ワンワン、いやし山めい、パッコロリン=チョー・畑・折笠・水沢・かない）が、19時台にチョー・田中・くまい・津久井が、20時台に中尾・くまい・津久井がそれぞれ出演。前年同様、出演者同士による別キャラの無茶振りが繰り広げられた[17][18][19]。
  - 14時台には渋谷DEどーも会場（屋内ステージ）からの公開生放送も行われた。

### 第150回「今日は一日“思い出の映画音楽”三昧」
- 放送日：5月6日
- 放送時間：12:15 - 22:45（中断あり）
- 番組担当：平野秀朗、田代杏子
- ゲスト：吉木りさ、鈴木敏夫、玄田哲章、DEPAPEPE、塚本晋也、藤井隆
  - 大型連休4日連続放送「三昧スペシャル」の最終日。大阪局からの放送。

### 第151回「今日は一日“加山雄三”三昧」
- 放送日：8月15日
- 放送時間：12:15 - 21:00（中断あり）
- 番組担当：ビビる大木、黒崎めぐみ
- ゲスト：星由里子、江原達怡、中真千子、佐藤利明、竹中直人、湯川れい子
  - お盆の2日連続放送初日は加山雄三の楽曲（弾厚作名義の曲を含む）で綴る。加山本人も登場した。
  - この回は加山雄三マニアを自認する秋田局アナウンサーの藤重博貴の企画によるもので、藤重自身の登場するコーナーも設けられた[20]。

### 第152回「今日は一日“世界地名ソング”三昧」
- 放送日：8月16日
- 放送時間：12:15 - 22:45（中断あり）
- 番組担当：渡辺祐、江崎史恵
- ゲスト：はなわ、尾崎亜美、マルシア
  - お盆の2日連続放送2日目は、文字通り古今東西を問わず曲名に地名の含まれる楽曲で構成した。

### 第153回「今日は一日“プログレ”三昧 The4th」
- 放送日：9月21日
- 放送時間：12:15 - 22:45（中断あり）
- 番組担当：山田五郎、江崎史恵
- ゲスト：岩本晃市郎（音楽誌『ストレンジ・デイズ』編集者）、清水義央（KENSO）、髙嶋政宏、関根史織（Base Ball Bear）、川原真理子、美馬亜貴子
- ライブゲスト：キドキラPlus
  - 秋季大型連休3日連続放送の初日。2013年以来のプログレッシブ・ロックを特集した番組の第4弾。

### 第154回「今日は一日“世界のオーケストラ”三昧」
- 放送日：9月22日
- 放送時間：12:15 - 22:45（中断あり）
- 番組担当：満津岡信育（音楽評論家）、中井美穂
- ゲスト：高関健、工藤重典、堀米ゆず子、宮本文昭
- 電話ゲスト：工藤すみれ（チェリスト）、樫本大進
  - 大型連休3日連続放送の第2日。「あなたがオススメする世界のオーケストラ」をテーマに、世界各国の44のオーケストラの演奏を放送した。

### 第155回「今日は一日“ラジオドラマ”三昧」
- 放送日：9月23日
- 放送時間：12:15 - 22:45（中断あり）
- 番組担当：松田洋治、長谷川真弓
- ゲスト：ミッキー・カーチス、谷川俊太郎、村山由佳
  - 秋季大型連休3日連続放送の最終日。NHKで過去に放送されたラジオドラマのアーカイブの中から選んで放送する。番組中で生放送によるオリジナルのラジオドラマ「平成浮世床」（脚本：大橋泰彦）も放送される。

### 第156回「今日は一日“特撮ソング”三昧」
- 放送日：9月27日
- 放送時間：12:15 - 22:30（中断あり）
- 番組担当：氷川竜介、出渕裕、塩澤大輔
- ゲスト：渡辺宙明、丹羽庭（漫画家）、石原慎一、遠藤正明、宮内タカユキ、ラッキィ池田（サプライズゲスト）
- 電話ゲスト：水木一郎、井上喜久子、中川翔子
  - NHKの東北管内各局が展開する『「大好き♡東北」復興応援キャンペーン』と連携して、仙台局が製作し、石巻市の石ノ森萬画館から生放送。18:45までの第1部は公開放送を行った。当日は仙台局のキャラクター「やっぺぇ」のショーや石巻のローカルヒーロー「シージェッター海斗」のショー、特撮ソングの生ライブを行う「NHKやっぺぇ&ヒーロー祭り」も行う。2012年・2014年の「“歌う声優”三昧」に続き塩澤の企画によるもの[21]。
  - 番組では平行してニコニコ生放送で『「今日は一日“特撮ソング”三昧」控室放送』が放送され、FMの方にもニコニコ生放送のMCである稲田徹と寺迫麿が飛び入り出演している。
  - 池田は「やっぺぇ!たいそう」の振り付けをした関係で特別に出演、ライブステージで自身が振り付けした「なんじゃモンじゃ!ニンジャ祭り!」を会場の観客と踊った。
  - 第1部の途中では塩澤と石巻出身の遠藤がリクエストに応えつつ、東日本大震災被災地の現状についても取り上げるコーナーも設けられた。
  - 「特撮ソング」以外に、2012年の“特撮”三昧で「ワンダバ」を特集したように、今回は『宇宙刑事ギャバン』から始まる「レーザーブレード」関連のBGM特集が組まれた。
  - NHK東日本大震災プロジェクトの一環として放送。

### 第157回「今日は一日“鉄うた”三昧」
- 放送日：10月12日
- 放送時間：12:15 - 22:45（中断あり）
- 番組担当：南田裕介、渡邊佐和子
- ゲスト：立川志の輔、松井玲奈、久野知美、徳永ゆうき、川辺謙一（鉄道技術ライター）
- コメントゲスト：中川礼二（中川家）、廣田あいか（私立恵比寿中学）、六角精児
  - 10月14日の鉄道の日前々日に放送。鉄道を題材にした番組は2011年8月の「今日は一日“鉄道”三昧 リターンズ」以来3回目となる。曲中に鉄道が登場する歌を「鉄うた」と命名、これに当てはまる楽曲のリクエストや鉄道にまつわる思い出・エピソードを受け付け、鉄道に関するトークを展開する。久野は番組内で数回放送された鉄道クイズの出題役としての出演だったが、途中からほぼ全編にわたって出演している。
  - 立川志の輔の出演時には志の輔の新作落語「みどりの窓口」（原作：清水義範）の全編を放送、プレイリストには“曲”の一つとして紹介されている。

### 第158回「今日は一日“ブラバン”三昧」
- 放送日：11月3日
- 放送時間：12:15 - 22:45（中断あり）
- 番組担当：宮川彬良、三倉茉奈、山田朋生
- ゲスト：佐渡裕、オザワ部長（作家・吹奏楽研究家）、梅津有希子（ライター・高校野球ブラバン応援研究家）、松村邦洋、丸谷明夫
  - 大阪からの放送。ブラバン（ブラスバンド）こと吹奏楽団の楽曲（吹奏楽曲）で綴る。番組担当の三倉・山田も吹奏楽経験者（三倉はトランペット、山田はクラリネット）。
  - 13時台・14時台には宮川が音楽監督を務めるOsaka Shion Wind Orchestraメンバーによるウインド・アンサンブルの生演奏、19時台には放送前々日に行われた第63回全日本吹奏楽コンクール高等学校の部からの音源を紹介した。
  - 2016年2月から3月にかけて『関西発ラジオ深夜便』の2時台に「今日は一日“ブラバン”三昧」の放送内容を再編集かつ再構成し、ブラスバンドの響きとして6回シリーズで再放送してきた。

### 第159回「今日は一日“私の気持ちを代弁する歌”三昧 in 名古屋」
- 放送日：11月23日
- 放送時間：12:15 - 22:45（中断あり）
- 番組担当：黒崎めぐみ
- ゲスト：香山リカ、柴門ふみ、岡村孝子
  - 名古屋局から放送。NHK中部ブロック7局[注釈 11]の共同企画「中部ジモ女の選択」との連動番組で、就職・結婚・出産など女性の人生に訪れる転機に、その時々の気持ちを代弁する歌のリクエストを募って放送した。

### 第160回「今日は一日“ハードロック・ヘビーメタル”三昧VI」
- 放送日：12月23日
- 放送時間：12:15 - 21:00（予定、中断あり）
- 番組担当：伊藤政則、江崎史恵、吉田一貴
- ゲスト：高嶋政宏、マーティー・フリードマン
  - 2013年12月以来となる2年ぶりの「HR/HM三昧」の第6弾。

### 第161回「今日は一日“イケボ”三昧」
- 放送日：1月11日
- 放送時間：12:15 - 22:45（中断あり）
- 番組担当：喜屋武ちあき、松岡忠幸
- ゲスト：草尾毅、緒方恵美、蛇足、佐香智久、恭一郎、こだまさおり、藤井孝太郎
- 電話ゲスト：島﨑信長、佐藤拓也
  - この回で三昧の放送が10周年となった。
  - 札幌局から放送。「イケメンボイス（イケボ）」の楽曲を取り上げ、アニメのキャラクターソングや動画サイトの“歌い手”による楽曲などのリクエストを受け付ける（「“歌う声優”三昧」の時とは異なり、声優自身名義の楽曲は対象外[22]）。番組担当の松岡の企画によるもの[23]。
  - 番組内で、北海道のラジオ5局によるキャンペーン「NHK・民放連共同ラジオキャンペーン in 北海道 「キタラジ」」[注釈 12]とのコラボレーションとして2015年10 - 12月に行われた「キタラジ!イケボコンテスト」企画にて選出された4人がゲストの草尾の指導の下どのように成長するかも取り上げる[24]。札幌テレビアナウンサーの藤井は「キタラジ」のSTVラジオサポーターとして出演（STVラジオ「藤井孝太郎のログイン!よる☆PA」1月8日放送で出演告知が行われたのみで、NHK側での予告はされていなかった）。

### 第162回「今日は一日“セパ対抗!プロ野球ソング”三昧2016」
- 放送日：2月11日
- 放送時間：12:15 - 22:45（中断あり）
- 番組担当：小野塚康之（DJ）、有働由美子（特別参戦）
- 解説；大島康徳
- ゲスト：増田英彦（ますだおかだ：セリーグ応援団長）、岡田圭右（ますだおかだ：パリーグ応援団長）、田中卓志（アンガールズ）、はなわ、野村克也、ファンタスティック・ピッチングマシーン・中島（野球音楽コレクター：コメンテーター）、ヨシノビズム（野球音楽コレクター：コメンテーター）、松崎しげる
  - 前年に引き続き建国記念の日に放送される“プロ野球ソング”三昧。セパ対戦形式などは前回までと同様だが、今回は日本プロ野球選手会の全面協力の下、12球団を代表する選手が新シーズンの意気込みを語るコーナーが設けられる。
  - MVSには「カープ選手かぞえ唄」が選ばれた。

### 第163回「今日は一日“歌ってみた”三昧」
- 放送日：3月21日
- 放送時間：12:15 - 22:45（中断あり）
- 番組担当：百花繚乱
- ゲスト：赤飯、CHiCO with HoneyWorks、Gom、海賊王、小林幸子、湯毛、みきとP
  - 動画共有サイトで既存楽曲やオリジナル楽曲などを歌って動画として公開する「歌ってみた」ジャンルをテーマとして取り上げ、「歌ってみた」の人気楽曲を流すと共に、歌い手同士のトークや生歌唱も送る。当日はニコニコ生放送での実況番組も配信された[25]。

### 第164回「今日は一日“戦後歌謡”三昧」
- 放送日：4月29日
- 放送時間：12:15 - 22:45（中断あり）
- 番組担当：加賀美幸子、柳亭市馬
- ゲスト：都倉俊一、村松友視、太川陽介、東京大衆歌謡楽団
  - 昭和の日恒例の「昭和歌謡」シリーズの第8弾で、「“戦後歌謡”三昧」は3年連続。
  - 15:09頃、大分県で震度5強の地震が発生したため、番組が一時中断した[注釈 13]。

### 第165回「今日は一日“アニソン”三昧 〜あンな歌にそンな歌にこンな歌 何ンでもありーな感じ!?〜」
- 放送日：4月30日
- 放送時間：9:00 - 翌1:00（中断あり）
- 番組担当：中川翔子、あべあきら、藤崎弘士
- ゲスト：ささきいさお（スタジオライブ）、藤原あかり（電話出演）、Lia（電話出演）、Nieve（スタジオライブ）、アッツィリ・キンタナ、田中公平、A応P、飯島真理、水木一郎（スタジオライブ）
- ふれあいホールライブゲスト：La PomPon・MICHI・川田まみ（以上第1部）、遠藤正明・影山ヒロノブ（以上第2部）
  - 4年ぶり6回目となる「“アニソン”三昧」で、2016年2月27日放送の『アニソン・アカデミー』内で放送決定が発表された。番組担当は同番組パーソナリティの中川、あべ、藤崎が務める。アニソン三昧に限れば、最長となる16時間生放送となる。当日はみんなの広場ふれあいホールでのライブ（2ステージ、入れ替え制[26]）を挿入する。
  - 今回は岡田ひとみがTwitter更新のアシスタントを担当した。ただし、今回は番組公式アカウントではなく岡田の所属事務所の アカウント を使用した。
  - 今回の放送も一部がNHKワールド・ラジオ日本で中南米に向けて放送されることになり、スペイン語パーソナリティのキンタナが中南米からのリクエストを読むコーナーが設けられた。
  - かかった曲数は184曲とアニソン三昧シリーズ過去最高となった。

### 第166回「今日は一日“JB&ファンク”三昧」
- 放送日：5月3日
- 放送時間：12:15 - 22:45（中断あり）
- 番組担当：吉岡正晴、オダイジュンコ
- ゲスト：井筒和幸、堂本剛（KinKi Kids）、山下達郎、久保田利伸、楠木勇有行（ヴォーカリスト）、村上てつや（ゴスペラーズ）、松尾潔、MURO、浦沢直樹
- ライブゲスト：オーサカ=モノレール、ズクナシ
  - ジェームス・ブラウンの没後10年を記念し、誕生日のこの日にジェームス・ブラウンとその影響を受けたファンクをテーマに送る。番組担当のオダイはソウルミュージック専門プログラム「ザ・ソウルミュージック」のDJ。

### 第167回「今日は一日“家族三世代NHKキッズソング”三昧2016」
- 放送日：5月5日
- 放送時間：12:15 - 21:00（中断あり）
- 番組担当：柘植恵水、坂田おさむ、神崎ゆう子
- ピアノ伴奏：小笠原育美
- ゲスト：坂田めぐみ、NHK東京児童合唱団、チョー、間宮くるみ、川田妙子、田原加奈子、斉藤里奈、原風佳、空閑琴美、杉山優奈、大角ゆき、谷口國博、田中真弓、津久井教生、くまいもとこ、小林優子、斎藤ネコ、谷山浩子、吉川忠英、加藤英美里、ひなたおさむ
  - こどもの日恒例となった「“家族三世代NHKキッズソング”三昧」。今回は番組の編成上、8時間45分の放送となった。
  - 15時台は『いないいないばあっ!』放送開始20周年の一環として、ワンワン（チョー）、うーたん（間宮）、くぅ（川田）と歴代のお姉さんが思い出を語るインタビューコーナーが設けられた。
  - 16時台は昨年と同様の公開生放送（渋谷DEどーも屋内ステージ）を行った。
  - 19時台の声優によるトークコーナーは、3年連続で田中、津久井、チョーが出演。また昨年に引き続きアネム役としてくまいが、本年はひとりでできるもん!のいけないシスターズの一人、リボンの声を担当した小林が初参加となった。
  - 20時台にはポコポッテイトに出演したくまい（ムテ吉）、加藤（ミーニャ）、ひなた（メーコブ）がゲストの谷山、吉川とスペシャル生ライブを行った。

### 第168回「今日は一日“ブラジルまるかじり”三昧」
- 放送日：7月2日
- 放送時間：12:20 - 22:50（中断あり）
- 番組担当：麻生雅人、アマンダ
- コメンテーター：アンジェロ・イシ、中川ソニア
- ゲスト：渡辺貞夫、東京スカパラダイスオーケストラなど
  - リオデジャネイロオリンピックを1か月後に控え、ブラジルの音楽や食文化などを伝える。前日から当日朝にかけて発生したダッカ・レストラン襲撃人質テロ事件に伴い正午の定時ニュースが延長されたため、5分遅れでのスタートとなった。

### 第169回「今日は一日“鉄うた”三昧II」
- 放送日：9月19日
- 放送時間：12:15 - 22:45（中断あり）
- 番組担当：南田裕介、吉川正洋（ダーリンハニー）、渡邊佐和子
- ゲスト：野月貴弘、泉麻人、長嶋トモヒコ（ダーリンハニー）、久野知美、市川紗椰、古今亭駒次、六角精児
  - 昨年に引き続き2回目、鉄道を題材にした番組では4回目となる「“鉄うた”三昧」。番組担当は前回も担当した南田と渡邊に加え、吉川が新たに参加する。

### 第170回「今日は一日“フォークソング”三昧」
- 放送日：9月22日
- 放送時間：12:45 - 22:45（中断あり）
- 番組担当：なぎら健壱、黒崎めぐみ
- ゲスト：菅原進（ビリーバンバン）、茶木みやこ、高田漣、中山ラビ
  - 番組担当のなぎらはNHKラジオ第1で不定期放送されている「なぎら健壱のフォーク大集会」のMCを務めている。

### 第171回「番組開始55周年! 今日は一日“朝ドラ主題歌”三昧」
- 放送日：10月10日
- 放送時間：12:15 - 22:45（中断あり）
- 番組担当：渡邊あゆみ
- ゲスト：増田英彦（ますだおかだ）、田幸和歌子（コラムニスト）、斎藤こず恵、小林綾子、河合美智子、田中美里、大森美香、藤木勇人、高野志穂
  - 放送開始から55年目を迎える「朝ドラ」こと連続テレビ小説の主題歌をほぼ放送順に放送。

### 第172回「今日は一日“吹奏楽”三昧リターンズ」
- 放送日：11月3日
- 放送時間：12:15 - 21:00（中断あり）
- 番組担当：山田朋生
- ゲスト：つるの剛士、中橋愛生（作曲家）、桜のどか（仮面女子）、月野もあ（仮面女子）、オザワ部長（作家・吹奏楽研究家）、かみじょうたけし、梅津有希子（ライター・高校野球ブラバン応援研究家）
  - 大阪局から放送。2015年の「“ブラバン”三昧」に続く第2弾だが、今回は最初から「“吹奏楽”三昧」として放送される。NHK大阪ホールでの大阪桐蔭高校吹奏楽部・Osaka Shion Wind Orchestra（指揮・飯森範親）の公開演奏を交えながら放送する。

### 第173回「今日は一日“ミュージカル”三昧」
- 放送日：11月23日
- 放送時間：12:15 - 22:45（中断あり）
- 番組担当：渡邊佐和子
- ゲスト：生田絵梨花（乃木坂46）、井上芳雄、田代万里生、新妻聖子、橋本さとし、濱田めぐみ、平原綾香、藤岡正明、山崎育三郎
- インタビューゲスト：草笛光子、渡辺謙

### 第174回「今日は一日“サヨナラ!つま恋ソング”三昧」
- 放送日：12月23日
- 放送時間：12:15 - 18:50
- 番組担当：徳田章
- ゲスト：木下晃、岡田圭右（ますだおかだ）、伊藤敏博、ムッシュ吉崎（クリスタルキング）、三浦和人
  - ヤマハリゾートつま恋の営業終了を受け、つま恋を彩った楽曲を放送してゆく。

### 第175回「今日は一日“デビッド・ボウイ”三昧」
- 放送日：1月9日
- 放送時間：12:15 - 22:45
- 番組担当：小野島大（音楽ライター）、森田美由紀
- ゲスト：菅野結以、新谷洋子（音楽ライター）、土屋昌巳、柳下毅一郎、ROLLY
- コメントゲスト：鈴木慶一、布袋寅泰、SUGIZO、鋤田正義
  - 2016年1月10日に亡くなったデヴィッド・ボウイの魅力を伝える番組[27]。特別番組『しりすぎてるうた』の「番組内番組」企画として、細馬宏通と安田謙一が「レッツ・ダンス」の魅力について語るコーナーが設けられた。

### 第176回「今日は一日“ドリカム”三昧」
- 放送日：2月11日
- 放送時間：12:15 - 18:00
- 番組担当：クリス松村、網秀一郎
- ゲスト：Ms.OOJA
- 電話ゲスト：吉田羊
  - 札幌局から放送。「ドリカム」ことDREAMS COME TRUE（ボーカルの吉田美和が北海道出身）の魅力を伝える。番組担当の網の企画によるもの。

### 第177回「春は別れの季節…今日は一日“失恋ソング”三昧」
- 放送日：3月20日
- 放送時間：12:15 - 22:45
- 番組担当：有働由美子
- 朗読：森田美由紀、黒崎めぐみ
- ゲスト：石田ゆり子、柏原芳恵、北原ミレイ、しゃもじ、はなわ、大塚明子（社会学者、文教大学准教授）、中野信子、牧瀬里穂
  - 「失恋」をテーマにした楽曲をかけ続けつつ、「ぜひ恋愛をテーマに伺ってみたい」と考えたゲストが出演するほか、リスナーから寄せられた歌にまつわるエピソードの紹介や歌詞の朗読も行う。番組担当の有働が自ら企画したもの[28]。

### 第178回「今日は一日“戦後歌謡”三昧」
- 放送日：4月29日
- 放送時間：12:15 - 21:00（中断あり）
- 番組担当：加賀美幸子、柳亭市馬、島田源領（元ディレクター）
- ゲスト：五木寛之、東京大衆歌謡楽団
  - 昭和の日恒例の「昭和歌謡」シリーズの第9弾で、「“戦後歌謡”三昧」は4年連続。今回は戦後から東京オリンピック開催の昭和39年までの歌謡曲を彩った「色」に視点を当てる。
  - 同年2月16日に逝去した船村徹の追悼コーナーも設けた。
  - 番組全体を通して加賀美がMC、島田が解説を務めた。市馬は仕事の関係で第2部（19:20 - ）からの出演となり、歌を披露した。

### 第179回「今日は一日"秋元康ソング"三昧」
- 放送日：5月3日
- 放送時間：12:15 - 22:45（中断あり）
- 番組担当：池田伸子、荒井匡、塩澤大輔
- ゲスト：秋元康、古舘伊知郎、小室哲哉[29]、稲垣潤一、菊池桃子、岡田圭右、国生さゆり、渡辺美奈代、立見里歌、内海和子、山本彩、横山由依、向井地美音、松井珠理奈、高山一実、菅井友香、指原莉乃
- コメントゲスト：新田恵利、城之内早苗
  - 数多くのヒット曲を生み出してきた秋元康の楽曲をテーマとし、秋元本人およびゆかりの歌手などをゲストに招きながら秋元の歌詞の世界を探る。秋元は元々コメントゲストとしての出演が予定されていたが、番組企画の説明を受けて、急遽全編にわたっての生出演が決まったという[1]。
  - 2017年がおニャン子クラブ解散から30年に当たることから、それを記念して「おニャン子クラブ総選挙」を実施、番組公式サイトで投票を受け付け、結果を番組内で発表した。
  - 同年6月3日 0:55 - 2:55（2日深夜）に総合テレビで『秋元康の10時間ラジオ』と題し、この回をテレビ用に再編集した特別番組が放送された[29]。

### 第180回「今日は一日“家族三世代NHKキッズソング”三昧2017」
- 放送日：5月5日
- 放送時間：12:15 - 22:00（中断あり）
- 番組担当：柘植恵水、坂田おさむ、神崎ゆう子
- 伴奏：小笠原育美（ピアノ）、赤羽拓真（パーカッション）
- ゲスト：村治崇光、赤坂東児、水沢史絵、津久井教生、池毅、山野さと子、川久保潔、小林優子、深雪さなえ、田中真弓、チョー（メッセージのみ）、梅津秀行、くまいもとこ、山口勝平、山口とも、ひなたおさむ
  - こどもの日恒例、4回目の“家族三世代NHKキッズソング”三昧。例年通り14時台には『渋谷DEどーも2017』特設ステージでの公開生放送を行った。
  - 15時台に行われた赤坂とのインタビュー内では、2008年に逝去した作曲家福田和禾子の思い出についても語った。17時台に行われた池とのインタビューでは、『ひとりでできるもん!』の制作秘話をテーマとして話を進めた。途中にこの番組の主題歌を多く歌った山野のミニライブや、初代舞ちゃん編に出演した、クッキング（川久保）、いけないシスターズのリボン（小林）、ヤジャ魔（深雪）を交えたトークも行っている。
  - 19時台の声優によるトークコーナーは、前年も出演した田中・津久井・くまい・小林のほか、梅津（ともだちいっぱいのペカリンさん、ざわざわ森のがんこちゃんのギャオくん、仙ちゃん、ハジメどり）、深雪（ヤジャ魔、いないいないばあっ!のぐーたん、なんなんなあにのめるちゃん）、山口（ぐ〜チョコランタンのジャコビ、忍たま乱太郎の花房牧之介、はなかっぱのがりぞー）が初参加。前年まで3年連続出演していたチョーは大阪で営業があったため出演せず、メッセージのみでの参加であった[注釈 14]。

### 第181回「今日は一日“超絶テクニカル・ギタリスト”三昧」
- 放送日：7月17日
- 放送時間：12:15 - 22:45（中断あり）
- 番組担当：高市佳明、Jun Kawai
- 奏法解説：NON （ギタリスト）
- ゲスト：マーティ・フリードマン
  - エレクトリック・ギター（エレキギター）の超絶技巧楽曲を集めた特集。

### 第182回「今日は一日“安室奈美恵”三昧 in OKINAWA」
- 放送日：8月14日
- 放送時間：12:20 - 21:00（中断あり）
- 番組担当：田仲メリアン（パーソナリティ）、大橋拓
- スタジオ解説:平賀哲雄
- ゲスト：田中律子、Nao'ymt、吳建恆、津波信一
  - お盆の2日連続放送初日は、沖縄局から、デビュー25周年を迎えた沖縄出身の安室奈美恵の楽曲に焦点を当てた特集。

### 第183回「夏だ! サザンだ! 今日は一日“桑田佳祐”三昧」
- 放送日：8月15日[31]
- 放送時間：12:20 - 21:00（中断あり）
- 番組担当：高山哲哉、きゃんひとみ
- 解説：サエキけんぞう
- ゲスト：市川由衣、嘉門タツオ、下田麻美、木本武宏（TKO）、岡田圭右（ますだおかだ）
- コメントゲスト：シシド・カフカ、佐久間由衣、磯村勇斗[32]
  - お盆の2日連続放送2日目は、桑田佳祐及びサザンオールスターズ・KUWATA BANDの楽曲を特集。番組の最後に「桑田佳祐ソング大賞」と「敢闘賞」「技能賞」を決める。桑田ソング大賞には「平和の琉歌」が選ばれた。
  - コメントゲストは、いずれも桑田が主題歌を提供した連続テレビ小説「ひよっこ」の出演者。
  - 桑田本人は出演しなかったが、番組の感想を後日談としてTOKYO FM『桑田佳祐のやさしい夜遊び』で語っている。

### 第184回「今日は一日“69&over! おやじロック”三昧」
- 放送日：9月18日
- 放送時間：12:15 - 21:00（中断あり）
- 番組担当：山本さゆり
- ゲスト：大森庸雄、宮治淳一、みうらじゅん、和田唱
- コメントゲスト：湯川れい子、シシド・カフカ、亀渕昭信
  - 「69歳以上限定」を謳い、ボブ・ディランやポール・マッカートニー、ミック・ジャガーなど69歳を過ぎても現役で活動するロックミュージシャンの楽曲で綴る[33]。

### 第185回「今日は一日“フォークソング”三昧〜あぁ、これが青春!〜」
- 放送日：9月23日
- 放送時間：12:15 - 21:00（中断あり）
- 番組担当：小室等、黒崎めぐみ
- ゲスト：岩沢幸矢、菅原進、白鳥英美子、四角佳子、山崎ハコ
  - 2年連続秋分の日OAとなった「“フォークソング”三昧」。小室が中心となり生演奏も随所に披露された。

### 第186回「今日は一日“Wedding Song”三昧」
- 放送日：10月9日
- 放送時間：12:15 - 22:45（中断あり）
- 番組担当：赤木野々花
- 解説：荒木良子
- ゲスト：陣内智則、平原綾香、山崎育三郎、LiLiCo、青山テルマ、前田敦子、chay
  - 一年のうちで結婚式が一番多く行われる11月に合わせて、結婚式や披露宴で用いられる楽曲を集めた回。解説担当の荒木は、結婚式BGMランキングサイト「WiiiiiM（ウィーム）」のスタッフ。
  - 10月2日から開始された「radiko」の第1次NHK実験配信に伴い、本番組でもこの回より実験配信対象地域（関東広域圏・宮城県・広島県・愛媛県・福岡県）において「radiko」にてストリーミング配信を開始した（ただしタイムフリー配信には非対応）[34]。

### 第187回「今日は一日“浜松アーカイブス”三昧」
- 放送日：11月3日
- 放送時間：12:15 - 22:45（中断あり）
- 番組担当：矢口清治、満津岡信育（音楽評論家）
- ゲスト：岩村力（指揮者）、曽我部恵一、土岐麻子
- コメントゲスト：久保田利伸、小林克也、濱田滋郎、別所哲也
  - 2010年の2日連続放送以来7年ぶりとなる「“浜松アーカイブス”三昧」。NHK浜松支局内の「浜松音楽ライブラリー」に所蔵されているレコードおよそ34万枚の中からセレクトして放送。

### 第188回「今日は一日“小田和正”三昧」
- 放送日：11月23日
- 放送時間：12:15 - 22:45（中断あり）
- 番組担当：阿部渉
- ゲスト：小田和正
  - 70歳になってもなお精力的に音楽活動を続ける小田和正をテーマに、小田の大ファンである阿部が小田本人をゲストに招いて直接話を聞きながら、オフコース時代を含めた小田の楽曲のリクエストに応える。また、この回では新曲『小さな風景』[注釈 15]をフルコーラスで初オンエアした。
  - 番組内では、オフコース時代からの盟友でもある鈴木康博のインタビューも放送され、鈴木が小田への想いを語った上で『ひとりで生きてゆければ』をリクエストし、鈴木の言葉に小田が感嘆するという場面もあった[1]。
  - 2018年1月5日・6日 19:30 - 21:00（二夜連続）に『もう一度聴きたい!『今日は一日“小田和正”三昧』』のタイトルで再構成版を放送。

### 第189回「今日は一日“RAP”三昧」
- 放送日：1月8日
- 放送時間：12:15 - 22:45（中断あり）
- 番組担当：宇多丸（RHYMESTER）、高橋芳朗、DJ YANATAKE（DJ・ディレクター・音楽ライター）、渡辺志保（音楽ライター）
- ゲスト：いとうせいこう、BOSE（スチャダラパー）、Zeebra、漢 a.k.a. GAMI、BAD HOP
  - 音楽ライターとしても活動するラッパーの宇多丸を中心に、日米のラップ史40年を紐解く。
  - 放送の内容が『ライムスター宇多丸の「ラップ史」入門』（NHK出版、ISBN 9784140817551）として2018年10月30日に書籍化されている。

### 第190回「今日は一日“勇気うた”三昧 in SENDAI」
- 放送日：2月3日
- 放送時間：12:15 - 22:45（中断あり）
- 番組担当：河村太朗
- ゲスト：岡本真夜、岸谷香、ダイノジ、ヒャダイン、宮下純一、矢井田瞳、ラッキィ池田
  - NHK仙台放送局新放送会館オープン記念としての放送で、同会館から公開放送も行う。2018年平昌オリンピック開幕や東日本大震災発生から7年目を控え、アーティストやアスリートが勇気づけられた曲を紹介すると共に、リスナーからのリクエストにも応える。
  - NHK東日本大震災プロジェクトの一環として放送される。

### 第191回「今日は一日“アナログ・レコード”三昧」
- 放送日：2月12日
- 放送時間：12:15 - 22:45（中断あり）
- 番組担当：高市佳明、manaka（Little Glee Monster、前半担当）、GLIM SPANKY（後半担当）
- ゲスト：ROY（THE BAWDIES）、ハマ・オカモト（OKAMOTO'S）、和久井光司、DJ KAORI、小鐵徹（マスタリング・エンジニア）、椿正雄（レコード店店主）
  - 再び注目を集めるようになったアナログ・レコードをテーマに据えて、全編音楽をアナログ・レコードで再生するとともに、音楽界のアナログ通であるミュージシャンやプロフェッショナルから話を聞く。
  - 5月4日 12:15 - 18:00に『もう一度聴きたい! 今日は一日“アナログ・レコード”三昧』のタイトルで再構成版が放送された[注釈 16]。

### 第192回「春は別れの季節…今日は一日“失恋ソング”三昧2018」
- 放送日：3月21日
- 放送時間：12:15 - 22:45
- 番組担当：有働由美子、塩澤大輔
- ゲスト：ハナレグミ、柏原芳恵、伊藤敏博、三浦和人、日野美歌、岡田圭右（以上第一部）、山下達郎、松井秀喜（事前収録）、ヤマザキマリ、福山雅治（事前収録）（以上第二部）
  - 2017年に引き続き有働の企画で送る「“失恋ソング”三昧」の第2弾。18:50までの第一部はNHKふれあいホールから公開生放送[35]。
  - 2018年5月1日・2日 8:05 - 11:50（2日連続）に、『もう一度聴きたい! 今日は一日“失恋ソング”三昧2018』のタイトルで再構成版を放送した。

### 第193回「今日は一日“戦後歌謡”三昧」
- 放送日：4月29日
- 放送時間：12:15 - 18:00
- 番組担当：加賀美幸子、近藤サト
- ゲスト：中村メイコ
  - 昭和の日恒例の「昭和歌謡」シリーズの第10弾で、「“戦後歌謡”三昧」は5年連続。今回は「女性たちの戦後歌謡」をテーマにして、女性歌手や女性作詞家による歌謡曲を中心に送る。
  - 4月12日の 『radiko』第2次実験配信開始に伴い、本番組でもこの回からradikoにてストリーミング配信が全国一斉に開始される（ただしタイムフリー配信には非対応）[36]。

### 第194回「今日は一日“北海道のうた”三昧」
- 放送日：4月30日
- 放送時間：12:15 - 21:45（中断あり）
- 番組担当：神田山陽、バービー（フォーリンラブ）、網秀一郎
- ゲスト：The Floor、Chima、NORI、半﨑美子、HAMBURGER BOYS、ポエティカJaXonOrchestra、増子直純、矢野直美、広瀬すず
  - 北海道命名150年目を記念し、北海道出身の歌手・作詞家・作曲家による歌、北海道のご当地ソングや北海道を舞台にした作品の主題歌などのリクエストに応える。

### 第195回「今日は一日“秋元康ソング”三昧2018」
- 放送日：5月3日
- 放送時間：9:15 - 21:45（中断あり）
- 番組担当：秋元康、池田伸子、塩澤大輔
- ゲスト：石橋貴明（とんねるず）、木梨憲武（とんねるず）、中田英寿、久米宏、笑福亭鶴瓶、福山雅治（事前収録）、松任谷由実（事前収録）、三谷幸喜、乃木坂46（白石麻衣、西野七瀬、衛藤美彩、桜井玲香、秋元真夏）、欅坂46（長濱ねる、菅井友香、小林由依）、指原莉乃（HKT48）
  - 2017年に続く“秋元康ソング”三昧。前日に還暦を迎えた秋元が全編にわたって出演し、ゆかりのあるゲストと音楽やプロデュースについて対談するとともに、秋元の手がけた楽曲のリクエストに応える。
  - 前年に続きテレビ版として、2018年6月3日1:00-3:30（2日深夜）に総合テレビで『秋元康の超プレミアム対談』と題した特別番組が放送。今回は番組内で行われたゲストトークをダイジェスト版でおくる[37]。
  - 7月12日・13日の20:05 - 21:55（2日連続）に、「もう一度聴きたい! 今日は一日“秋元康ソング”三昧2018」のタイトルで再構成版が放送された。

### 第196回「今日は一日“家族三世代NHKキッズソング”三昧2018」
- 放送日：5月5日
- 放送時間：12:15 - 18:00
- 番組担当：柘植恵水、坂田おさむ、神崎ゆう子
- 伴奏：小笠原育美（ピアノ）
- ゲスト：中川ひろたか、稲村なおこ、畑芽育、水沢史絵、くまいもとこ、田中真弓、チョー、津久井教生
  - こどもの日恒例、5回目の“家族三世代NHKキッズソング”三昧。2017年度までの過去4回に比べ大幅な短縮放送となった為、前回まで恒例だったNHK放送センター玄関ロビー特設ステージでの公開生放送パートが初めて開催されなかった。また、随時挿入されていた現在放送中の番組からのメッセージも、4月に出演者交代があった『おとうさんといっしょ』と、新番組の『ニャンちゅう!宇宙!放送チュー!』の2番組のみとなり、この内後者は、番組の舞台設定に合わせて月から電話がかかってきたという設定で生放送中のスタジオ出演者とやり取りするという方式がとられた。
  - 毎年第2部前半で恒例であったキャラクターパートは時間帯を15時台に移動して放送。2017年の放送では、仕事の都合で録音メッセージでの参加だったチョーが2年ぶりに生出演を果たした。

### 第197回「今日は一日“サッカー音楽”三昧2018」
- 放送日：6月10日
- 放送時間：12:15 - 22:00（中断あり）
- 番組担当：倉敷保雄、中川絵美里
- ゲスト：亀本寛貴（GLIM SPANKY）、鹿野淳、平畠啓史
- コメントゲスト:川口能活（SC相模原）、SHISHAMO、髙田明（V・ファーレン長崎社長）、宮本恒靖（ガンバ大阪U - 23監督）
- 中継ゲスト：宇都宮徹壱
  - 2018 FIFAワールドカップ開幕を目前に控え、2013年以来5年ぶりに送る「サッカー音楽三昧」の第3弾。前2回も担当した倉敷とBS1「Jリーグタイム」キャスターの中川が進行を担当。

### 第198回「今日は一日“小室哲哉”三昧2018」
- 放送日：7月16日
- 放送時間：12:15 - 22:00（中断あり）
- 番組担当：鹿島綾乃、吉田真人
- ゲスト：浅倉大介、DJ KOO（TRF）、鈴木亜美、田村裕（麒麟）、木根尚登（コメントゲスト）、マーク・パンサー（コメントゲスト）
  - 90年代のJ-POPを支えた小室哲哉の作品のリクエストに応えながら、小室ゆかりのゲストとともにその世界に迫る。
  - 番組内でTM NETWORK時代の『Get Wild』をオンエアしたところ、ゲストやリスナーからアレンジ違いの『Get Wild』へのリクエストが殺到したという出来事があった[1]。
  - 同年9月17日の9:05 - 11:50 に「もう一度聴きたい!今日は一日“小室哲哉”三昧」のタイトルで再構成版がラジオ第1で放送された。

### 第199回「今日は一日“岡崎体育と合唱”三昧 〜Nコン85回記念だよ〜」
- 放送日：8月5日
- 放送時間：12:15 - 18:00
- 番組担当：岡崎体育、久保田祐佳
- ゲスト：前山田健一/ヒャダイン、小林直己（EXILE/三代目J Soul Brothers）、金田典子（NHK東京児童合唱団常任指揮者）、緒方恵美（ラジオドラマ出演）
- コメントゲスト：水野良樹、miwa、森山直太朗
  - NHK全国学校音楽コンクール（Nコン）がこの年85回目を迎えるのを記念して送る。Nコンが題材となるのは2007年5月の第17回「今日は一日“合唱コンクール”三昧」以来11年ぶりとなる。Nコンファンで中学時代合唱の指揮経験を持つ岡崎と、4歳から15年間合唱団に所属していた久保田の進行のもと、合唱名曲集や様々なエピソードを元にしたラジオドラマ・インタビューなどで構成する。

### 第200回「今日は一日“サザンオールスターズ”三昧」
- 放送日：8月13日
- 放送時間：12:15 - 21:30（中断あり）
- 番組担当：藤井彩子、内田正樹（ライター、解説）
- ゲスト：ミッツ・マングローブ
- コメントゲスト：有村架純、北村晴男、柳沢慎吾、佐藤栞里、山本昌、立川志の輔
  - 8月13日から19日までの7日間、「三昧フェス2018」と銘打って連日放送する[38]。初回は前年の「夏だ! サザンだ! 今日は一日“桑田佳祐”三昧」に続いて2年連続となるサザンオールスターズの特集。デビュー40周年を迎えたサザンの軌跡を各界の著名人からのリクエストやメッセージ、リスナーからのリクエストでたどりつつ、『3W1Hリクエスト』など、ちょっとひねったリクエストコーナーやサザンにまつわるちょっとしたクイズなどを交えて送る。

### 第201回「今日は一日“ユーミン”三昧」
- 放送日：8月14日
- 放送時間：12:15 - 21:30（中断あり）
- 番組担当：小山径、黒沢保裕
- ゲスト：松任谷由実（コメントゲスト）、佐野史郎、ビビる大木、千秋、清水ミチコ（コメントゲスト）、堀内健（ネプチューン）
  - 「三昧フェス2018」2日目は、2018年春にデビュー45周年を迎えた松任谷由実を特集する。ラジオ番組の企画で長崎県立五島高等学校奈留分校（後に長崎県立奈留高等学校）の愛唱歌として作られた「瞳を閉じて」の歌碑の除幕式が1988年8月14日だったことにちなんで、この日に放送される。

### 第202回「今日は一日“久石譲”三昧」
- 放送日：8月15日
- 放送時間：12:15 - 21:30（中断あり）
- 番組担当：久保田祐佳、出田奈々
- ゲスト：久石譲、鈴木敏夫、奥田誠治、藤巻直哉、西村朗
  - 「三昧フェス2018」3日目は、様々な映画音楽やCM音楽、オリジナル曲を手がけながら毎年コンサートも行う久石譲にスポットを当て、久石本人に直接話を聞きながら、スタジオジブリ作品を中心にその音楽の魅力に迫る。

### 第203回「今日は一日“ヒデキ!ありがとう”三昧」
- 放送日：8月16日
- 放送時間：12:15 - 21:30（中断あり）
- 番組担当：クリス松村、川瀬良子
- ゲスト：一の宮はじめ、宮下康仁（構成作家・演出家）、ダイアモンド☆ユカイ、岩崎宏美、徳光和夫
  - 「三昧フェス2018」4日目は、この年の5月に急逝した西城秀樹による楽曲をとりあげ、大のヒデキファンである松村による解説や関係者による証言を元にその魅力を探る。

### 第204回「今日は一日“アスリート勝負曲”三昧」
- 放送日：8月17日
- 放送時間：12:15 - 21:30（中断あり）
- 番組担当：田代純
- ゲスト：増田明美、吉田沙保里、丸山桂里奈、山本博ほか
  - 「三昧フェス2018」5日目は、2020年東京オリンピックまで2年を切った今、オリンピック出場を目指すトップ・アスリート達はどのような曲を聞いているか、現役選手から引退した選手まで幅広くその選手にとっての「勝負曲」を紹介しつつ、番組を聴いているアマチュア選手からの「勝負曲」リクエストも募集する。

### 第205回「今日は一日“ドラマうた”三昧」
- 放送日：8月18日
- 放送時間：12:15 - 22:00（中断あり）
- 番組担当：井戸田潤・小沢一敬（スピードワゴン）、山田美保子（コメンテーター）
- ゲスト：浅野ゆう子、山田良明、辛島美登里、平野ノラ
- コメントゲスト：石井竜也、藤井フミヤほか
  - 「三昧フェス2018」6日目は、1980年代・90年代に放送されたヒットしたテレビドラマの主題歌や挿入歌を取り上げ、その曲を歌った歌手だけでなく、ドラマの制作者や出演者をゲストに招いて話を聞くとともに、リクエストと曲にまつわるエピソードを募集する。

### 第206回「今日は一日“ジャパニーズ・ミュージカル”三昧」
- 放送日：8月19日
- 放送時間：12:15 - 18:50
- 番組担当：ウエンツ瑛士、宮澤エマ、柘植恵水
- ゲスト：宮本亜門、小野田龍之介、阿部あかね（ボイスビルダー）、久田菜美（ピアニスト）
- コメントゲスト：濱田めぐみ、平原綾香、香寿たつき、笹本玲奈、かれん（Little Glee Monster）、田代万里生、山崎育三郎、中川晃教、須賀健太
  - 「三昧フェス2018」最終日は昼の部と夜の部の2部構成。昼の部では、日本語のミュージカルソングを特集、スタンダードナンバーからミュージカル映画の楽曲、2.5次元ミュージカルの楽曲に至るまで、楽曲を通じてミュージカルの素晴らしさを紹介する。

### 第207回「今日は一日“ホラーソング”三昧」
- 放送日：8月19日
- 放送時間：19:20 - 翌1:00
- 番組担当：島田秀平、BBゴロー、DJフクタケ、稲塚貴一
- コメントゲスト：岩崎宏美、コロッケ、高城れに（ももいろクローバーZ）
  - 「三昧フェス2018」最終日夜の部は、「怖い話」や「怪談」をテーマに、肝試しの時に聞きたい曲やホラー映画のサウンドトラック、古今東西の不思議ソングなど「ホラーソング」を集める。

### 第208回「今日は一日“ラブライブ!”三昧」
- 放送日：9月17日
- 放送時間：12:15 - 21:15（中断あり）
- 番組担当：新田恵海、伊波杏樹
- ゲスト：飯田里穂、内田彩、徳井青空、三森すずこ、逢田梨香子、小宮有紗、斉藤朱夏、鈴木愛奈
  - アニメなどで人気を博した『ラブライブ!シリーズ』（『ラブライブ!』及び『ラブライブ!サンシャイン!!』）をテーマに、シリーズの歴史を振り返りつつ、リクエストテーマに沿ったリクエスト曲とその曲にまつわるエピソードを紹介する[39]。

### 第209回「今日は一日“Disco Music”三昧 1974年〜1984年限定版」
- 放送日：9月24日
- 放送時間：12:15 - 21:15（中断あり）
- 番組担当：DJ OSSHY、高頭なお
- ゲスト：吉岡正晴、T-Groove、DJ KOO、LiLiCo
  - ディスコ黎明期の1974年から1984年に期間を限定し、当時のディスコフロアを賑わせた数々の名曲を紹介する。

### 第210回「今日は一日“川口アーカイブス・レコード”三昧」
- 放送日：11月3日
- 放送時間：12:15 - 18:15
- 番組担当：矢口清治、満津岡信育（音楽評論家）
- ゲスト：村治佳織、加藤ひさし
  - これまで4回にわたって放送してきた「今日は一日“浜松アーカイブス”三昧」の元となった浜松支局内の「浜松音楽ライブラリー」が2017年末に埼玉県川口市の「NHKアーカイブス」に移管された。それに伴う形でアナログ・レコードの音を楽しむための特番を放送。当日はNHKアーカイブスからの公開生放送を行う。

### 第211回「今日は一日“クイーン”三昧」
- 放送日：11月11日
- 放送時間：12:15 - 22:00（中断あり）
- 番組担当：ROLLY、武田真一
- ゲスト：東郷かおる子（ミュージック・ライフ元編集長）、菊地英昭、伊集院香崇尊（ギターメーカー代表・製作家）、Rei、ビッケブランカ、和久井光司、須田亜香里（SKE48）、フレディ・エトウ（Queeness）、フレディ波多江（GUEEN）、Bulsara（QUEER）、杏、渡部陽一
  - 同時期に公開される映画『ボヘミアン・ラプソディ』にあわせる形で、今なお時代を超えて愛されるクイーンの音楽をかけながら音楽、ファッション、キャラクター、ギターサウンドなどの魅力や日本での人気の秘訣などを語り合う。
  - 2019年2月11日 15:05 - 18:50（毎正時前後に中断あり） に「今日は一日クイーン三昧アンコール」と題して、ラジオ第1にてダイジェスト版を放送した。

### 第212回「今日は一日“ワーキング・ソング”三昧」
- 放送日：11月23日
- 放送時間：12:15 - 18:50
- 番組担当：勝間和代、藤崎弘士
- ゲスト：伊藤多喜雄、加藤登紀子
  - 勤労感謝の日当日である事にちなみ、曲名や歌詞に「仕事」が含まれる楽曲をセレクトして送る。

### 第213回「今日は一日“竹内まりや”三昧」
- 放送日：11月25日
- 放送時間：12:15 - 18:00
- 番組担当：クリス松村、鈴木万由香
- ゲスト：竹内まりや、能地祐子（音楽ライター）
- コメントゲスト：山下達郎、杉真理、アン・ルイス、河合奈保子、高畑充希
  - この日にデビュー40周年を迎える竹内まりやをテーマに、竹内の楽曲のリクエストに応える。

### 第214回「今日は一日“松本隆ソング”三昧」
- 放送日：2月11日
- 放送時間：12:15 - 21:15（中断あり）
- 番組担当：松本隆、上柳昌彦、中條誠子
- ゲスト：佐野史郎、中川翔子、鈴木茂、吉田照美、クミコ
- コメントゲスト：太田裕美、南佳孝、斉藤由貴、近藤真彦、KinKi Kids
  - 半世紀にもわたりヒット曲を多く手がけている松本隆をテーマに、松本本人に話を聞きながら「はっぴいえんど」時代の作品を始め、ゆかりのあるアーティストと共に楽曲誕生の舞台裏に迫る。

### 第215回「今日は一日“小林武史”三昧」
- 放送日：2月24日
- 放送時間：12:15 - 18:15
- 番組担当：倉本美津留、千葉美乃梨
- ゲスト：小林武史、森本千絵
- コメントゲスト：岩井俊二、亀田誠治、Salyu、清水依与吏（back number）、SEKAI NO OWARI、宮本浩次（エレファントカシマシ）
  - 平成を代表し、今なお第一線で活躍する音楽プロデューサーの小林武史をテーマに、プロデュースした楽曲や幅広い活動を振り返りつつ、小林本人を始め様々なゲストからの証言でその魅力を紐解く。

### 第216回「今日は一日“ありがとうFM50”三昧〜クラシック編〜」
- 放送日：3月1日
- 放送時間：13:00 - 23:00（中断あり）
- 番組担当：奥田佳道（音楽評論家）、片山杜秀、岩槻里子
- ゲスト：山田美也子、ふかわりょう、遠藤真理、渡辺徹、伊藤恵、鈴木大介、近藤譲、室田尚子
- コメントゲスト：皆川達夫、西村朗
  - この日NHK-FMが放送開始50周年を迎えるのを記念し、3日連続計30時間特番として放送する「"ありがとうFM50"三昧」の1日目。この日はクラシック音楽をテーマに、各番組MCの名調子やNHK交響楽団の名演奏など、50年間の貴重な音源でFMの歴史を振り返ると共に、記念スペシャルライブも放送する[40]。
  - 千葉局のみ一部時間帯（19:00 - 20:57）に「パラスポラジオ」（bayfmとの共同制作）[41] を放送するため、該当時間帯のコーナーは休止となった[注釈 17]。

### 第217回「今日は一日“ありがとうFM50”三昧〜ポップス編〜」
- 放送日：3月2日
- 放送時間：13:00 - 23:00（中断あり）
- 番組担当：秀島史香、塩澤大輔
- ゲスト：松任谷正隆、横山剣（クレイジーケンバンド）、ヒャダイン、野宮真貴、土岐麻子、津野米咲（赤い公園）、眉村ちあき
- コメントゲスト：佐野元春、布袋寅泰、miwa
  - 「“ありがとうFM50”三昧」2日目はポップスをテーマに、リスナーからのリクエストを交えつつ、ゲストと共にラジオと音楽について語る。

### 第218回「今日は一日“ありがとうFM50”三昧〜オーディオドラマ編〜」
- 放送日：3月3日
- 放送時間：13:00 - 23:00（中断あり）
- 番組担当：松田洋治、長谷川真弓
- ゲスト：山西惇、中川晃教、坂本真綾
- コメントゲスト：北阪昌人（脚本家）、高橋和也、藤井青銅、島田歌穂、ほか
  - 「“ありがとうFM50”三昧」の3日目はラジオドラマをテーマとして、過去の名作を放送し名優の若い頃の演技からドラマの魅力を再発見するほか、今回のために書き下ろされた新作生ドラマも放送する。今回は「NHK番組発掘プロジェクト」の一環として、NHKアーカイブスの音源以外の音源も使用された。作品の選定はアンソロジストの濱田高志が行った。
  - 当日放送されたのは、不思議屋薬品店（02年）、飛ばせハイウェイ、飛ばせ人生（11年）、おろしや国酔夢譚（87年）、太陽の石（79年、ダイジェスト版）、イノシシが来た（94年）、二分割幽霊綺譚（83年）、帰ってきた男（90年）、人魚の森（89年、ダイジェスト版）、また、桜の国で（17年）、甲子園少女（78年）、どこかで家族（14年）の11作[42]。

### 第219回「今日は一日“ケルト音楽”三昧」
- 放送日：3月21日
- 放送時間：12:15 - 21:15（中断あり）
- 番組担当：おおしまゆたか（音楽評論家・翻訳家）、トシバウロン（バウロン奏者）、赤木野々花
- ゲスト：遊佐未森、光田康典、寺町靖子（アイリッシュダンサー）、豊田耕三（アイリッシュ・フルート、ティン・ホイッスル奏者）、長尾晃司（ギター奏者）、東京パイプバンド、生梅
  - ケルト音楽をテーマに、音楽から感じられる癒やしやダンスミュージックとしての楽しさを取り上げつつ、リクエストとともにゲストによるアイルランド・スコットランドの伝統音楽のスタジオ生ライブを送る。

### 第220回「今日は一日“戦後歌謡”三昧」
- 放送日：4月29日
- 放送時間：12:15 - 21:15（中断あり）
- 番組担当：加賀美幸子、近藤サト
- ゲスト：クリス松村、東京大衆歌謡楽団、ほか
  - 昭和の日恒例の「昭和歌謡」シリーズの第11弾で、「“戦後歌謡”三昧」は6年連続。今回は平成があと2日で終わることから、『歌謡曲に込められた日本人の「夢」』をテーマに送る。
  - 番組を担当する加賀美幸子が高齢になったこともあり、加賀美・近藤の両コンビは2019年の放送をもって番組卒業となった。

### 第221回「今日は一日“THE ALFEE”三昧」
- 放送日：4月30日
- 放送時間：12:15 - 21:15（中断あり）
- 番組担当：THE ALFEE
- コメントゲスト：大野真澄、小田和正、加山雄三、研ナオコ、堺正章、坂本冬美、さだまさし、鈴木雅之、竹内まりや、所ジョージ、森山直太朗、森山良子
  - 平成最後の「三昧」はこの年の8月にデビュー45周年を迎えるTHE ALFEEをテーマにその魅力を送るとともに、メンバー3人への質問なども受け付ける。

### 第222回「サヨナラ平成!今日は一日“20代の懐メロ”三昧」
- 放送日：5月1日
- 放送時間：12:15 - 21:15（中断あり）
- 番組担当：小島瑠璃子、菊地亜美、赤木野々花
- ゲスト：朝井リョウ、高橋愛、ハナコ、ヒャダイン、横澤夏子、Little Glee Monster、ミキ、ゆりやんレトリィバァ、ヤバイTシャツ屋さん
  - 令和最初の「三昧」は平成の時代に青春を送った20代にターゲットを絞り、世代限定で平成時代を彩った楽曲リクエストとメッセージを募集し紹介する。大型連休怒涛ラッシュ2019第3弾として位置づけられている。

### 第223回「今日は一日“ガンダム”三昧」
- 放送日：5月2日
- 放送時間：12:15 - 21:15（中断あり）
- 番組担当：里匠、堀口茉純
- ゲスト：澤野弘之、田中公平、福井晴敏、古谷徹、森口博子
- コメントゲスト：富野由悠季、三枝成彰、内山昂輝、阪口大助、堀川亮、緑川光、宮野真守、矢尾一樹、ほか
  - この年『機動戦士ガンダム』が放送開始40年を迎えたのを記念し、『ガンダムシリーズ』の音楽を特集する[43]。

### 第224回「今日は一日“家族三世代NHKキッズソング”三昧2019」
- 放送日：5月5日
- 放送時間：12:15 - 21:00（18:50 - 19:20の間はニュース・気象情報の為中断）
- 番組担当：柘植恵水、坂田おさむ、神崎ゆう子
- 伴奏：小笠原育美（ピアノ）
- ゲスト：鎮西寿々歌、森みゆき、中尾隆聖、くまいもとこ、山本純ノ介、内田順子、畑芽育、柳井楽々、水沢史絵、チョー、津久井教生、田中真弓（メッセージのみ）、谷本賢一郎、山野さと子
  - こどもの日恒例、6回目の“家族三世代NHKキッズソング”三昧。
  - 毎年恒例のキャラクタートークコーナーは、田中が仕事の都合で録音メッセージでの出演となった。
  - 山野は放送当日ライブを行なっていたが、飛び入りで出演した。

### 第225回「今日は一日“メガヒットソング”三昧」
- 放送日：7月15日
- 放送時間：12:15 - 21:15（中断あり）
- 番組担当：宮川彬良、土屋礼央
- ゲスト：都倉俊一、織田哲郎
  - これまで日本で生まれてきた、その売り上げのみならず長く愛され歌い継がれるようになった「メガヒットソング」にスポットを当て、名曲のリクエストに応えるとともに名曲に隠された秘密やヒットした要因を分析し解説する。

### 第226回「今日は一日“Mr.Children”三昧」
- 放送日：8月12日
- 放送時間：12:20 - 21:30（中断あり）
- 番組担当：二宮直輝・新井恵理那（以上第1部）、中村貴子（第2部）
- ゲスト：江川達也、小貫信昭（音楽評論家）、近藤春菜（ハリセンボン）、杉山勝彦、向井慧（パンサー）、森田恭子
- コメントゲスト：有村架純、大橋卓弥（スキマスイッチ）、亀田誠治、松田丈志、森本千絵、和田唱（TRICERATOPS）
  - 前年2018年に続く形でおくる、8月12日から16日までの5日間の連日放送「三昧フェス2019」の初日は、この年結成30周年を迎えたMr.Childrenを取り上げる。「LOVE SONG」「LIFE SONG」「LIVE SONG」の3つのカテゴリーでリクエストを募るほか、「三昧フェス」にちなみ「あなたがフェスで聴きたいセットリスト10曲」も募集する。

### 第227回「今日は一日“RADWIMPS”三昧」
- 放送日：8月13日
- 放送時間：12:20 - 21:30（中断あり）
- 番組担当：、保里小百合、青井実
- ゲスト：遠山大輔（グランジ）、椎木知仁（My Hair is Bad）、ナベさん（レコード会社RADWIMPS担当）
- コメントゲスト：大竹しのぶ、窪田正孝、Taka（ONE OK ROCK）、徳澤青弦、三浦透子
  - 「三昧フェス2019」の2日目は、RADWIMPSを特集。若者達の心を引きつける歌詞や演奏の秘密をゲストとともに解き明かしていく。

### 第228回「今日は一日“YMO”三昧」
- 放送日：8月14日
- 放送時間：12:20 - 21:30（中断あり）
- 番組担当：上柳昌彦、藤井まどか
- コメンテーター：藤井丈司
- ゲスト：高田漣、松武秀樹、鮎川誠、砂原良徳、川添象郎
- コメントゲスト：小山田圭吾、テイ・トウワ、塙宣之（ナイツ）、山口一郎（サカナクション）
  - 「三昧フェス2019」の3日目は、日本の音楽シーンに多大なる影響をあたえ、今なお世界中でムーブメントを巻き起こしているイエロー・マジック・オーケストラ（YMO）の功績を辿るとともに、リスナーからのリクエストに応える。

### 第229回「今日は一日“ONE OK ROCK”三昧」
- 放送日：8月15日
- 放送時間：12:20 - 21:30（中断あり）
- 番組担当：藤田琢己
- ゲスト：小栁大輔（音楽誌編集プロデューサー）
- コメントゲスト：Masato（coldrain）、OKAMOTO'S、HSU（Suchmos）、RADWIMPS、ReN、高橋優、佐藤健、Taka（ONE OK ROCK）、細美武士（the HIATUS、MONOEYES、ELLEGARDEN、the LOW-ATUS）
  - 「三昧フェス2019」の4日目は、日本のみならず世界でも評価されるようになったONE OK ROCKを特集、リスナーからのリクエストやメッセージを交えながらその魅力を様々な角度から分析する。

### 第230回「今日は一日“ハロプロ”三昧」
- 放送日：8月16日
- 放送時間：12:20 - 21:30（中断あり）
- 番組担当：譜久村聖（モーニング娘。'19）、千葉美乃梨
- ゲスト：清水佐紀、鈴木愛理、夏焼雅、道重さゆみ、和田彩花、石田亜佑美（モーニング娘。'19）、牧野真莉愛（モーニング娘。'19）、横山玲奈（モーニング娘。'19）、金澤朋子（Juice=Juice）、宮本佳林（Juice=Juice）、山木梨沙（カントリー・ガールズ）、浜浦彩乃（こぶしファクトリー）、岸本ゆめの（つばきファクトリー）、BEYOOOOONDS、ヒャダイン、中島卓偉、児玉雨子
- コメントゲスト：安倍なつみ、中澤裕子
  - 「三昧フェス2019」の最終日は、1998年に誕生して21年を迎えたハロー!プロジェクトの新旧楽曲を、現役メンバーやOGなど様々なゲストとともに送る。

### 第231回「今日は一日“音の風景”三昧」
- 放送日：9月16日
- 放送時間：12:15 - 18:50
- 番組担当：片桐仁、市川紗椰、井上あさひ
- ゲスト：後藤啓（鳴く虫研究家）、桜 稲垣早希、広瀬修子、佐藤彰、YOSI HORIKAWA（サウンドクリエイター）、武徹太郎（音楽家・美術家）
  - 各地を巡りその場所特有の音を紹介する紀行番組『音の風景』にスポットを当て、放送開始から35年間1500本以上の番組内容から厳選して送るとともに、「音」にまつわるメッセージも募る。
  - 千葉局のみ、一部の時間帯で令和元年房総半島台風（台風15号）に伴う大規模停電関連ニュースと生活情報に差し替えたため、該当時間帯のコーナーは休止となった[注釈 17]。

### 第232回「今日は一日“井上陽水”三昧」
- 放送日：9月23日
- 放送時間：12:15 - 21:15（中断あり）
- 番組担当：スージー鈴木、森田美由紀、小松宏司
- ゲスト：依布サラサ、齋藤孝、清水ミチコ、リリー・フランキー
- コメントゲスト：斉藤和義、坂崎幸之助、土井善晴、山下洋輔、吉澤嘉代子
  - デビュー50周年を迎えた井上陽水を取り上げ、名曲のリクエストに応えるとともにゲストやリスナーとその魅力を分かち合う。
  - 千葉局のみ、前回と同様の事由で一部時間帯のコーナーは休止となった[注釈 17]。

### 第233回「今日は一日“ラブライブ!”三昧2」
- 放送日：10月14日
- 放送時間：12:30 - 21:15（中断あり）
- 番組担当：高槻かなこ
- ゲスト：新田恵海、内田彩、Pile、楠田亜衣奈、徳井青空、逢田梨香子、諏訪ななか、小宮有紗、斉藤朱夏、鈴木愛奈、降幡愛、村上奈津実、田中ちえ美、藤澤慶昌、加藤達也
- 収録コーナーゲスト：伊波杏樹、小林愛香、田野アサミ、佐藤日向、大西亜玖璃、相良茉優
  - 前年9月に続く「"ラブライブ!"三昧」の第2弾で、今年9周年を迎えた『ラブライブ!シリーズ』をμ's、Aqours、Saint Snow、そして『ラブライブ!虹ヶ咲学園スクールアイドル同好会』の虹ヶ咲学園スクールアイドル同好会のメンバーとともに振り返る。
  - 令和元年東日本台風（台風19号）の影響により『正午のニュース』が15分拡大、『NHKきょうのニュース』が10分拡大となったため、事前に発表していた放送時間より計25分短縮となった[44][45]。

### 第234回「今日は一日“GLAY”三昧」
- 放送日：10月22日
- 放送時間：12:15 - 21:15（中断あり）
- 番組担当：高市佳明、GLAY
- ゲスト：竹田和夫、亀田誠治、徳光和夫、亀田興毅、原口あきまさ、チョコレートプラネット、Azumi、春日俊彰（オードリー）
  - デビュー25周年を迎えた、GLAYの名曲のリクエストに応えつつ、メンバー生出演でその活動を振り返りながら、ゆかりのアーティストや著名人とのトークを繰り広げる。
  - らじる☆らじる聞き逃しサービス対応第1弾として放送終了後1週間以内であればらじる☆らじるサイト内及びアプリでも聞くことができた。
  - 2020年1月2日 22:30より、NHK BSプレミアムにて、本番組のダイジェストとスタジオでの密着映像、ライブ映像を用いて再編集した特別番組『GLAY 伝説の25年〜やわらかな風の中で〜』が放送された[46]。

### 第235回「今日は一日“音楽映画の音楽”三昧」
- 放送日：11月3日
- 放送時間：12:15 - 21:00（中断あり）
- 番組担当：坂本朋彦、矢口清治、栗山和樹
- コメントゲスト：ゆりやんレトリィバァ、RINA（SCANDAL）、夏目知幸（SIAMESE CATS）
- コーナー出演：濱田高志
  - 「音楽」が作中で特別に存在感を持つ映画作品をテーマに、その映画で流れた音楽を特集する。

### 第236回「今日は一日“小田和正”三昧 ENCORE!!」
- 放送日：11月4日
- 放送時間：12:15 - 21:15（中断あり）
- 番組担当：阿部渉、小田和正
- コメントゲスト：泉谷しげる、稲葉政裕、小貫信昭、亀田誠治、岸田繁（くるり）、金原千恵子、小林武史、さかいゆう、笑福亭鶴瓶、ソン・シギョン、千葉利博（JR盛岡駅長）、テリー伊藤、葉加瀬太郎、服部隆之、林家三平、弘兼憲史、宮根誠司、和田唱（TRICERATOPS）
  - 2017年11月に放送し大反響を呼んだ「今日は一日"小田和正"三昧」の第2弾。前回に引き続き阿部が小田に直接話を聞きながらリクエストに応えると共に、小田ゆかりのアーティストや著名人からのメッセージ・リクエストもとりあげる。
  - らじる☆らじる聞き逃しサービス対応第2弾として同年11月6日正午から約1週間限定でらじる☆らじるサイト内及びアプリでも聞くことができた。

### 第237回「今日は一日“KinKi Kids”三昧」
- 放送日：11月23日
- 放送時間：12:15 - 21:00（中断あり）
- 番組担当：織田哲郎、橋本奈穂子
- コメントゲスト：KinKi Kids、THE ALFEE、堂島孝平、武部聡志
  - KinKi Kidsをテーマに、これまで発売されたシングルやアルバムに収録された楽曲からレアな音源まで音楽的にその魅力に迫る。

### 第238回「今日は一日“アリーサ・フランクリン”三昧〜クイーン・オブ・ソウルの軌跡〜」
- 放送日：2月11日
- 放送時間：12:15 - 18:50
- 出演：ピーター・バラカン、綾戸智恵、天童よしみ、福原美穂、未唯mie（コメントゲスト）、大伴良則（音楽評論家）、吉岡正晴
  - 「クイーン・オブ・ソウル」と称えられたアメリカのソウル歌手アリーサ・フランクリンを取り上げ、その熱唱と共に知られざるエピソードを紐解き、アーティスト・ライターが魅力を語り合う。

### 第239回「今日は一日“ビオラ”三昧」
- 放送日：2月24日
- 放送時間：12:15 - 18:50
- 出演：武内陶子、須田祥子、片山杜秀、SDA48、今井信子、小林萌花
  - 弦楽器の二大スターバイオリン、チェロ、最近見かけなくなった弦楽器ビオラを歴史的な名演から最先端の爆演まで、知られざるビオラの底力を語りつくす。

### 第240回「今日は一日“バンドリ!”三昧」
- 放送日：4月29日
- 放送時間：12:15 - 18:50 19:20 - 21:15
- 番組担当：愛美
- ゲスト：伊藤彩沙、前島亜美、相羽あいな、工藤晴香、伊藤美来、豊田萌絵、進藤あまね、Ayasa、Raychell、進藤あまね、小原莉子
- コメントゲスト：佐倉綾音、三澤紗千香、加藤英美里、日笠陽子、金元寿子、倉知玲鳳、紡木吏佐、上松範康
- メール紹介担当：浅野里香
  - 本来だとこの日は例年「昭和歌謡三昧」を放送しているが、2020年は番組MCの加賀美幸子が高齢になったことによって番組を卒業したことと、新型コロナウイルス感染症拡大の影響で放送が困難と判断されたため、「バンドリ!三昧」に変更となった。
  - アニメ、ゲーム、コミックなど様々なメディアミックス展開を行い、10代20代に好評を博している『BanG Dream!』（バンドリ!）シリーズをテーマに、同作品の音楽の世界を特集。
  - 改正・新型インフルエンザ等対策特別措置法32条に基づく新型コロナウイルス緊急事態宣言を踏まえ、NHKが4月7日以降「外部の出演者による放送センター内スタジオでの収録」を原則見合わせる対応としていた[47] ことを受け、メインMCの愛美と生出演ゲストはNHKスタジオ外からのリモート出演となり、スタジオにメール紹介担当のNHKアナウンサーが待機する態勢で放送された[48]。
  - らじる☆らじる聞き逃しサービス対応第3弾として放送終了後から1週間限定で聞くことができた（radikoは対象外）。

### 第241回「頑張れ!みんな!今日は一日“応援歌（エール）”三昧」
- 放送日：5月4日
- 放送時間：12:15 - 21:15
- 番組担当：永井伸一、中川安奈
- 電話ゲスト：岡本真夜、はなわ、中川翔子、青山テルマ、家入レオ、平原綾香、加藤登紀子
  - リスナーにとっての「応援歌」のリクエストを募集し、その歌を通じてエールを送る特集企画。
  - 新型コロナウイルス緊急事態宣言の発令期間延長に伴う内閣総理大臣記者会見中継実施の関係上『NHKきょうのニュース』が25分拡大したため、事前に発表していた放送時間より25分短縮となった。

### 第242回「今日は一日“家族三世代NHKキッズソング”三昧2020」
- 放送日：5月5日
- 放送時間：12:15 - 21:15（中断あり）
- 番組担当：柘植恵水、新井隆太
- 電話ゲスト：坂田おさむ、横山だいすけ、神崎ゆう子、小林よしひさ、中川ひろたか、新沢としひこ、山野さと子、おねんどお姉さん、たんけんぼくのまち・チョーさん、モンタ、ヒョロリ、アネム、他
  - こどもの日恒例、7回目の“家族三世代NHKキッズソング”三昧。
  - 先述の通り、緊急事態宣言下での外部の出演者の放送センターでの番組収録・生放送を見合わせている状況下での放送となった為、前回までスタジオ進行として出演していた坂田おさむと神崎ゆう子がスタジオ生出演できず、ゲスト出演者として電話でのリモート参加となった。この為、今回はスタジオからは柘植局員に加えて新井隆太局員が進行役として参加。番組内では通常のリクエストに加え、過去6回の放送内で行われたスタジオ生ライブ・公開ライブを振り返る形式が取られた。
  - なお、新規でのスタジオライブが出来ない代わりに、坂田が出演したパートでは電話越しではあるが坂田が生歌を披露する時間が設けられるなど、リモート放送という制約に縛られながらもなるべく例年通りの放送になる様に配慮された編成が取られた。
  - また、電話回線の都合上同時にNHKのスタジオと繋げることができる回線数が最大2回線という制約があった関係で、恒例のキャラクタートークコーナーでは担当声優によるキャラクターの演じ分けと、定期的な電話回線の切替により、例年以上にキャラクターが頻繁に入れ替わる形となった。
  - コロナ禍の影響により満足した放送ができないことを考慮した結果、この年をもって「今日は一日“家族三世代NHKキッズソング”三昧」は一時的に放送休止となった。

### 第243回「今日は一日“ガンダム”三昧Z」
- 放送日：5月6日
- 放送時間：12:15 - 21:15（中断あり）
- 番組担当：里匠、星麻琴
- 電話ゲスト：飛田展男、古谷徹、古川登志夫、池田秀一、恒松あゆみ、鈴村健一、細谷佳正、中村悠一、三木眞一郎、阪口大助、関智一、堀口茉純、森口博子、西川貴教、朴璐美、緑川光、榊原良子
- コメントゲスト：小野賢章、澤野弘之、SUGIZO、小林千晃、PENGUIN RESEARCH、スピラ・スピカ、寺島拓篤、杉田智和
  - 前年に続いて送る「今日は一日"ガンダム"三昧」の第2弾。「2」ではなく「Ζ」である理由は、「機動戦士Ζガンダム」にちなんでいる。今回は全ゲストが電話出演またはコメントでの出演となった。
  - 今回は、声優らが自らの『ガンダム愛』を語る持ち込み企画「オペレーション三昧」のコーナーが設けられ、寺島、堀口、杉田が出演した。
  - 三木眞一郎出演の場面では、『機動戦士ガンダム00』で共演し、2020年4月に亡くなった藤原啓治を偲ぶ場面があった[49]。

### 第244回「今日は一日“Little Glee Monsterと合唱”三昧」
- 放送日：8月10日
- 放送時間：12:15 - 18:50
- 番組担当：Little Glee Monster、赤木野々花
- ゲスト：ニッチェ、アンジェラ・アキ、村上てつや、山村隆太、阪井一生、吉岡聖恵、加藤昌則（指揮者）
  - NHK全国学校音楽コンクール（Nコン）が新型コロナウイルス感染拡大の為、開催を中止した事を受けて放送する、合唱をテーマにした「三昧」の第3弾。今回はLittle Glee Monsterとともに合唱の魅力を送る。

### 第245回「今日は一日“川口アーカイブス・レコード”三昧」
- 放送日：9月21日
- 放送時間：12:15 - 21:15（中断あり）
- 番組担当：矢口清治
- ゲスト：ふかわりょう、渡辺真知子、假屋崎省吾
  - 2018年以来2年ぶりとなる「今日は一日"川口アーカイブス・レコード"三昧」の第2弾。アナログ・レコードの音を楽しむための特番を放送。新型コロナウイルス感染拡大防止措置により、当日はNHKアーカイブスからの非公開生放送を行う。

### 第246回「今日は一日“ショパン”三昧」
- 放送日：9月22日
- 放送時間：12:15 - 18:50
- 番組担当：林田理沙、吉田真人
- ゲストMC：片山杜秀
- ゲスト：角野隼斗、川口成彦、反田恭平
- コメントゲスト：向谷実、小林萌花（BEYOOOOONDS）、粗品（霜降り明星）
  - クラシック音楽の作曲者として必ず名前が挙がるフレデリック・ショパンを取り上げ、リスナーによるショパン作品の投票やピアニストによる生演奏、ゲストによるトークなどで構成する。

### 第247回「今日は一日“音の風景”三昧2020」
- 放送日：11月3日
- 放送時間：12:15 - 21:15（中断あり）
- 番組担当：片桐仁、市川紗椰、井上あさひ
- ゲスト：ヒロシ、土屋礼央、野月貴弘、江﨑文武、宮本靖広、加藤慶、吉田直矢
- リポーター：井上咲楽、佐藤彰（元NHK音響デザイン部）
  - 昨年放送し好評を得た「音の風景三昧」の第2弾。前回より放送時間を拡大した今回は「日本全国を音で旅する」をテーマに放送。
  - 番組内ではラジオ第1『鉄旅・音旅 出発進行! 音で楽しむ鉄道旅』とのコラボ企画として、日本全国の鉄道の音を紹介するコーナーも設けられた。

### 第248回「今日は一日“アイマス”三昧」
- 放送日：11月23日
- 放送時間：12:15 - 21:15（中断あり）
- 番組担当：中村繪里子、後藤康之
- ゲスト：今井麻美、長谷川明子、大橋彩香、福原綾香、原紗友里、山崎はるか、田所あずさ、Machico、仲村宗悟、児玉卓也、小林大紀、関根瞳、近藤玲奈、菅沼千紗
- コメントゲスト：内田雄馬、八代拓、峯田茉優
  - アイドルプロデュースゲーム『アイドルマスターシリーズ』が開始してから15周年を迎えたのを記念し、ゲームやアニメなどで展開されてきた楽曲を放送するとともに、アイドルの声を担当した声優をゲストに招いてその魅力を紹介する。

### 第249回「今日は一日“乃木坂46”三昧」
- 放送日：1月11日
- 放送時間：12:15 - 21:15（中断18:50 - 19:20）
- 出演：佐藤誠太、乃木坂46（吉田綾乃クリスティーを除く全員[注釈 18]）。
  - 2021年に誕生10周年を迎える乃木坂46を特集。現役メンバーによるトークとリクエストされた音楽で構成[51]。
  - 番組放送中、メンバーと電話でつながり、山崎怜奈とは冠番組『山崎怜奈の誰かに話したかったこと。』（TOKYO FM）の生放送でのコラボが実現し[52]、鈴木絢音、弓木奈於とは舞台公演（休憩中）の現場との中継、伊藤理々杏とは舞台公演終了後に現場との中継を行った。

### 第250回「今日は一日“伝説のライブ音源”三昧」
- 放送日：2月11日
- 放送時間：12:15 - 21:15（中断あり）
- 番組担当：村上てつや（ゴスペラーズ）、笹路正徳
- ゲスト：亀田誠治
- コメントゲスト：サンプラザ中野くん、NORA（オルケスタ・デ・ラ・ルス）、鈴木慶一（ムーンライダーズ）、坂崎幸之助（THE ALFEE）、片山杜秀、湯浅学、サラーム海上（音楽評論家・DJ）、ハマ・オカモト（OKAMOTO'S）、TOKU
  - コロナ禍で打撃を受けた音楽ライブの関係者やファンへのエールの意味を込めて、古今東西のライブ音源を集めて放送する。

### 第251回「今日は一日“ヒゲダン”三昧」
- 放送日：2月21日
- 放送時間：12:15 - 21:00（中断あり）
- 番組担当：Official髭男dism、今井翔馬
- ゲスト：金澤ダイスケ（フジファブリック）、上白石萌音、カワムラヒロシ（ギタリスト）、JIRO（GLAY）、工藤大輝・花村想太（Da-iCE）、鈴木愛理、鈴木おさむ、高橋茂雄（サバンナ）、蔦谷好位置、藤あや子
  - Official髭男dismを特集、メンバー4人が生出演し、楽曲に関する思い出を語るほか、リスナーからのメッセージや質問に答える。

### 第252回「今日は一日“ハードロック・ヘビーメタル”三昧VII」
- 放送日：2月23日
- 放送時間：12:15 - 21:15（中断あり）
- 番組担当：伊藤政則、吉田一貴
  - 2015年12月以来約5年ぶりとなる「HR/HM三昧」の第7弾。

### 第253回「今日は一日“東北のうた”三昧」
- 放送日：3月14日
- 放送時間：12:15 - 21:00（中断あり）
- 番組担当：峰竜太、新井恵理那
- ゲスト：大友良英、山寺宏一、マギー審司、岩田華怜、中村一郎、キアヌ咲樹、佐伯悠、前川紘、横川裕子、小山みつな、松田隆行、二代目 藤本琇丈、藤本秀禎、浅野祥、菊地河山、美鵬人子、美鵬マミ、西田和美、西田りさ
  - 東日本大震災発生から10年になったのを機に、これまでの歳月を歌で振り返るとともに、東北へエールを送るリクエストやメッセージを募る。
  - NHK東日本大震災プロジェクトの一環として放送される。

### 第254回「今日は一日“昭和ニッポン歌謡名曲”三昧」
- 放送日：4月29日
- 放送時間：12:15 - 21:15（中断あり）
- 番組担当：逢地真理子、深沢彩子
- ゲスト：小林幸子
  - 2年ぶりの放送となる、昭和の日恒例の「昭和歌謡」シリーズの第12弾。これまで番組担当を務めていた加賀美幸子が高齢により卒業したため、今回から『歌謡スクランブル』の逢地真理子と深沢彩子が担当し、二人による様々な切り口から昭和歌謡の名曲を紹介する。

### 第255回「今日は一日“大黒摩季”三昧」
- 放送日：5月1日
- 放送時間：12:15 - 21:15（中断あり）
- 番組担当：DJ KOO、廣瀬智美、大黒摩季
- ゲスト：相川七瀬、荒牧陽子、上原大史（WANDS）、小柳ゆき、翔子、神野友亜（SARD UNDERGROUND）、當間ローズ、徳永暁人（doa）、中澤裕子、はるな愛、藤原紀香
  - 翌2022年5月にデビュー30周年を迎える大黒摩季の曲を特集。大黒本人とともにそのアーティスト人生や音楽の歴史を紐解きつつ、大黒を慕う各界からのゲストも招く。

### 第256回「今日は一日“スポーツアニメ”三昧」
- 放送日：5月3日
- 放送時間：12:15 - 21:15
- 番組担当：武井壮、副島萌生、澄川龍一（アニメ音楽ライター）
- ゲスト：草尾毅、高橋陽一、三ツ矢雄二、山下大輝
- コメントゲスト：鈴木愛奈、前田佳織里
  - 野球・サッカー・バスケットボールなどのメジャースポーツからスポーツクライミングやサーフィンなどオリンピック・パラリンピックから採用された新競技まで、様々なスポーツを題材にしたアニメのテーマソングを特集する。

### 第257回「今日は一日“ピアソラ”三昧」
- 放送日：5月4日
- 放送時間：12:15 - 21:15（中断あり）
- 番組担当：竹内香苗、小松亮太、斎藤充正（ピアソラ研究家）
- ゲスト：国府弘子、美輪明宏
  - 生誕100年を迎えたアストル・ピアソラに焦点を当て、ピアソラの初期の作品からアレンジ作品、バンドネオン奏者としての活動に至るまで、タンゴの歴史に果たした役割を検証しながら、ピアソラの作品やタンゴの世界を堪能する。

### 第258回「リリー・フランキー&水原希子の「今日は一日“カバーズ”三昧」」
- 放送日：5月5日
- 放送時間：12:15 - 21:15（中断あり）
- 番組担当：リリー・フランキー、水原希子
  - 前年までこの日は「今日は一日“家族三世代NHKキッズソング”三昧」が放送されていたが、満足した放送ができないことを考慮した結果、放送を休止とする措置が取られた。
  - BSプレミアム『The Covers』のスピンオフ企画として放送。番組MCのリリー・フランキーと水原による音楽談義とともに、7年間500曲にも及ぶ番組で披露されたカバー曲を送る。

### 第259回「今日は一日“サッチモ”三昧」
- 放送日：9月20日
- 放送時間：12:15 - 21:15（中断あり）
- 番組担当：吾妻謙
- 解説・選曲：大澤啓（東京大学総合研究博物館特任研究員）
- ゲスト：市原ひかり、春風亭昇太、外山喜雄、森山良子、湯川れい子、渡辺貞夫
  - 2020年東京オリンピック・パラリンピックの特別体制に伴い、例年行われていた7・8月の放送がなかったため、三昧自体が4か月半ぶりの放送。
  - 「サッチモ」ことルイ・アームストロングの生誕120周年と没後50年を記念してサッチモの魅力に迫る。東京大学総合研究博物館所蔵の希少な音源も登場する。
  - 2022年2月11日7:20 - 10:55には、連続テレビ小説『カムカムエヴリバディ』でルイ・アームストロングが取り上げられ話題となったことにちなんで、『朝ドラで注目！サッチモ三昧セレクション』と題してダイジェスト版を放送。

### 第260回「今日は一日“ヴァン・ヘイレン”三昧」
- 放送日：9月23日
- 放送時間：12:15 - 21:15（中断あり）
- 番組担当：高市佳明
- 解説：JUN KAWAI（音楽ライター）
- インタビュー：Tack高橋（プロモーター）、高崎晃（LOUDNESS）、ウイリアム・ヘイムス（フォトグラファー・ディレクター）
  - 2020年10月に死去したエドワード・ヴァン・ヘイレンの没後1年を記念し、彼とそのバンドであるヴァン・ヘイレンの歴史と音楽を紐解く。

### 第261回「今日は一日“松田聖子”三昧」
- 放送日：11月3日
- 放送時間：12:15 - 21:15（中断あり）
- 番組担当：阿部渉
- ゲスト：中川翔子、森口博子、藤井隆、垣花正、小泉今日子（リモート出演）、松田聖子
- コメントゲスト：松本隆、財津和夫、秋元康
  - 松田聖子のデビューから40年の歩みを、本人や聖子にゆかりのある人物からのコメントを交えて紹介する。
  - 当日は続40周年記念アルバムとなる『SEIKO MATSUDA 2021』に収録された、財津による新曲「私の愛」をオンエア、また「心の聖子ソング SWEET 投票」と題してリスナーからの投票で決まった上位30曲のランキングも発表された[53]。
  - 聖子本人は当初はコメントゲストとしてメッセージを寄せるだけだったが、番組終盤でスタジオ出演している。

### 第262回「今日は一日“東京03のラジオコント”三昧」
- 放送日：11月23日
- 放送時間：12:15 - 21:15（中断あり）
- 番組担当：東京03
- ゲスト：戸松遥、豊崎愛生、バカリズム、空気階段、佐藤栞里、岩崎う大、ラバーガール、おおかわら、上田航平
  - ラジオ第一で放送中のコント番組『東京03の好きにさせるかッ!』でオンエアされたコントの中から厳選された25本程度を紹介する。

### 第263回「今日は一日“みんなのうた60”三昧」
- 放送日：1月10日
- 放送時間：12:15 - 21:15（中断18:50 - 19:20）
- 番組担当：阿部渉、林田理沙、井ノ原快彦（後半のみ）
- ゲスト：森山直太朗
- コメントゲスト：小田和正、岡村靖幸、ケラリーノ・サンドロヴィッチ、財津和夫、椎名林檎、谷山浩子、満島ひかり
  - 2021年4月に放送開始60周年となった『みんなのうた』の記念企画『「みんなのうた60」プロジェクト』の締めくくりとなる特番。『みんなのうた』を扱った三昧としては第45回以来4回目となる。視聴者から寄せられた『みんなのうた』への思い出やエピソードを紹介するとともに、これまで放送された楽曲をテーマ別にかけていく。また、番組後半ではプロジェクトのアンバサダーを務めた井ノ原快彦とゲストの森山直太朗がトークを繰り広げる[54][55]。

### 第264回「今日は一日“乃木坂46”三昧 〜第二章〜」
- 放送日：2月11日
- 放送時間：12:15 - 18:50、21:30 - 翌0:00
- 出演：大谷昌弘、乃木坂46（伊藤理々杏・岩本蓮加・田村真佑以外の全メンバーが出演[注釈 19]）
- ゲスト:秋元康(電話出演）
  - 前年に続いて放送する「“乃木坂46”三昧」の第2弾。2月にCDデビュー10周年を迎えることにあわせて、これまでの歩みをメンバーとともに振り返る。今回は18時50分までの第1部と21時30分からの第2部の2部制で放送[57]。
  - 中村麗乃・向井葉月・弓木奈於はリモートでの出演。第2部では弓木の出演している『沈黙の金曜日』（エフエム富士）の生放送でのコラボが行われ、弓木とアルコ&ピースが出演した。

### 第265回「A.B.C-Z10周年！今日は一日“J'sソング”三昧」
- 放送日：2月23日
- 放送時間：12:15 - 21:15（中断あり）
- 出演：A.B.C-Z
- ゲスト[58]：影山拓也・横原悠毅（IMPACTors）（16時頃[59]-17時頃[60]）
- コメントゲスト[58]：KAT-TUN、伊野尾慧、薮宏太、桐山照史、宮近海斗、七五三掛龍也、川島如恵留、松倉海斗、作間龍斗、猪狩蒼弥、岩﨑大昇、那須雄登、浮所飛貴、藤井直樹、正門良規
  - A.B.C-Zがデビュー10周年になったのを記念し、ラジオ第1『A.B.C-Z 今夜はJ's 倶楽部』のスピンオフ特番として放送[1]。新旧ジャニーズ事務所所属タレントの楽曲をかけるとともに、A.B.C-Zのメンバーが知っている他グループのエピソードや、他グループからのメッセージを交えて送る[61]。

### 第266回「今日は一日“昭和ニッポン歌謡名曲”三昧」
- 放送日：4月29日
- 放送時間：12:15 - 21:15（中断あり）
- 番組担当：逢地真理子、深沢彩子
- ゲスト：野口五郎
  - 4月29日から5月5日まで、2019年以来3年ぶりに行われる7日間の連日放送となる。
  - 前年に引き続き放送の、昭和の日恒例となっている「昭和歌謡」シリーズの第13弾で、「昭和ニッポン歌謡名曲」としては2年連続。

### 第267回「今日は一日“プロレス格闘技入場曲”三昧」
- 放送日：4月30日
- 放送時間：12:15 - 21:00（中断あり）
- 番組担当：澗隨操司
- ゲスト：古舘伊知郎、ますだおかだ、倉持隆夫、田中ケロ、木原文人、鈴木修、天龍源一郎、川田利明、永田裕志、宮原健斗、武尊、塚田僚一（A.B.C-Z）、卜部功也
- コメントゲスト：スタン・ハンセン、ドリー・ファンク・ジュニア、大仁田厚、長与千種、小橋建太、ジェイク・リー
  - 13年ぶり2回目となるプロレス・格闘技の入場曲の三昧。この年新日本プロレス・全日本プロレス創設50周年の節目を迎えることや、6月に東京ドームで開催予定の那須川天心と武尊の一戦を控え、往年の名曲から最新曲まで取り上げるとともに、生放送で様々な対談を送る。

### 第268回「今日は一日“BTS”三昧」
- 放送日：5月1日
- 放送時間：12:30 - 21:00（中断あり）
- 番組担当：古家正亨、武内陶子
- ゲスト：内村光良、坂本美雨、塚地武雅（ドランクドラゴン）、西田尚美、YOU、高橋芳朗、望海風斗（Bonus Editionのみ）
  - 人気K-POPグループであるBTSの魅力に迫る。第1部では時間ごとにメンバーピックアップし、第2部では「“あなたの運命を変えた”BTSソング」トップ20を発表する。
  - 番組の中では坂本が楽曲のカバーをスタジオ生ライブで行うほか、内村が自身のライブでパロディをしたいきさつを語る[62]。
  - 好評だったため、9月23日には「今日は一日“BTS”三昧 Bonus Edition」を放送、「BTSの過去、現在、未来」をテーマとしたトークを行った。

### 第269回「今日は一日“吹奏楽”三昧」
- 放送日：5月2日
- 放送時間：12:20 - 21:15（中断あり）
- 番組担当：山田朋生
- ゲスト：国塩哲紀（東京都交響楽団芸術主幹）、山岡ゆり、上野耕平、黒岩洋輔（コルネット奏者）、丸谷保敬、かみじょうたけし、梅津有希子（ライター・高校野球ブラバン応援研究家）、こぱんだウインズ
  - 飛び石連休の谷間ということもあり、珍しい平日の放送。吹奏楽・ブラスバンドをテーマにした三昧は2016年11月の「“吹奏楽”三昧リターンズ」以来3回目。
  - 番組内では上野がコンサートマスターを務める吹奏楽団「ぱんだウインドオーケストラ」からの派生室内楽編成ユニット「こぱんだウインズ」による生演奏を交えつつ、前年12月に死去した吹奏楽指揮者の丸谷明夫の追悼企画として長男の保敬を迎えて送るコーナーや、高校野球でのブラバン応援を特集するコーナーも設ける。

### 第270回「今日は一日“ABBA”三昧」
- 放送日：5月3日
- 放送時間：12:30 - 21:15（中断あり）
- 番組担当：LiLiCo、DJ OSSHY
- 解説：山本さゆり
- コメントゲスト：川上麻衣子、濱田めぐみ、ハラミちゃん、山寺宏一、Little Glee Monster、和田唱（TRICERATOPS）
  - 2021年に40年ぶりに再結成し、人気が再燃しているABBAを特集する。

### 第271回「今日は一日“ラブライブ!”三昧3」
- 放送日：5月4日
- 放送時間：12:30 - 21:15（中断あり）
- 番組担当：Liella!（伊達さゆり、Liyuu、岬なこ、ペイトン尚未、青山なぎさ）
- ゲスト：新田恵海、内田彩、三森すずこ、飯田里穂、Pile、楠田亜衣奈（以上μ's）、逢田梨香子、諏訪ななか、小宮有紗、小林愛香、降幡愛（以上Aqours）、大西亜玖璃、久保田未夢、村上奈津実、指出毬亜、田中ちえ美、小泉萌香、内田秀、法元明菜（以上虹ヶ咲学園スクールアイドル同好会）
- コメントゲスト：伊波杏樹、斉藤朱夏、櫻川めぐ
  - 2019年10月以来3年ぶりとなる「"ラブライブ!"三昧」の第3弾で、『ラブライブ!シリーズ』からμ's、Aqours、放送当時テレビアニメ第2期が放送中の虹ヶ咲学園スクールアイドル同好会、そしてEテレでテレビアニメが放送されている『ラブライブ!スーパースター!!』のLiella!メンバーとともに振り返る。
  - 途中では事前に収録したAqours2年生による座談会と、A-RISEの綺羅ツバサ役を務めた櫻川めぐのコメントが放送された。

### 第272回「今日は一日“ミスチル30周年”三昧」
- 放送日：5月5日
- 放送時間：12:30 - 21:15（中断あり）
- 番組担当：高橋茂雄（サバンナ）・新井恵理那（以上第1部）、鹿野淳（第2部）
- スタジオゲスト：京本大我（SixTONES）・杉山勝彦・森田恭子（以上第1部）
- コメントゲスト：KAN・中島健人（SexyZone）・藤井フミヤ（以上第1部）
  - 2019年8月放送の第226回「今日は一日“Mr.Children”三昧」に続く第2弾。千葉放送局が制作を担当[63]。
  - 放送日はMr.Childrenが30周年を記念したライブツアー中のため、第1部では「ライブで聴きたいミスチルソング」のリクエストを募集し、出演者が思い描くライブを楽曲順に30曲発表する「ミスチル妄想セットリスト」のコーナーも行う。
  - 第2部では、デビュー前からMr.Childrenの4人を取材してきた音楽ジャーナリストの鹿野淳が、「Mr.Children30年史」と題して数々の名曲と共に独自のエピソードを交える。

### 第273回「今日は一日“沖縄ソング”三昧」
- 放送日：5月15日
- 放送時間：12:15 - 21:00（中断あり）
- 番組担当：稲塚貴一、きゃんひとみ
- インタビュアー：屋良歩
- レポーター：寺内皓大
- スタジオゲスト：島袋寛子、晃（フィンガー5）、夏川りみ、具志堅用高
- 事前収録ゲスト：ジョージ紫・Chris（紫）、HY
- コメントゲスト：ORANGE RANGE、BEGIN、森山良子、ネーネーズ、ディアマンテス、Anly、三浦大知、ほか
- 電話ゲスト：藤木勇人（志ぃさー）、川田広樹（ガレッジセール）
  - この日沖縄の本土復帰から50年になったのを記念し、沖縄にゆかりのある楽曲をテーマに特集[64]。

### 第274回「今日は一日“山下達郎”三昧」
- 放送日：6月25日
- 放送時間：12:15 - 21:00（中断あり）
- 番組担当：山下達郎、杉浦友紀
- ゲスト：竹内まりや、Vaundy、松尾潔
- コメントゲスト：JQ（Nulbarich）、ハマ・オカモト（OKAMOTO'S）、KinKi Kids、星野源
  - 2011年以来2度目となる、山下達郎の楽曲を特集。11年ぶりのニューアルバム『SOFTLY』を山下本人が語り尽くすほか、リスナーからのリクエストも募集し、その音楽の世界を味わい尽くす[65]。

### 第275回「今日は一日“ユーミン”三昧」
- 放送日：7月18日
- 放送時間：12:15 - 21:15（中断あり）
- 番組担当：小山径
- ゲスト：ビビる大木、千秋、佐野史郎、清塚信也、清水ミチコ、石川ひとみ
- コメントゲスト：秋元康、薬師丸ひろ子、原田知世、松任谷由実
  - 7月5日にデビュー50周年を迎えた松任谷由実を特集。リスナーからのリクエストで決定する「三昧で聴きたい心のユーミンソング」トップ50を紹介するとともに、ゆかりのある人物をスタジオゲストに招き、スタジオライブとして清塚による「春よ、来い」のピアノ生演奏、石川による荒井由実名義の楽曲「まちぶせ」の生歌唱を送る。また、松任谷本人を含む各種メッセージも紹介する[66]。

### 第276回「今日は一日“川口アーカイブス・レコード”三昧」
- 放送日：11月3日
- 放送時間：12:15 - 21:15（中断あり）
- 番組担当：矢口清治、満津岡信育（音楽評論家）
- ゲスト：平野レミ、村上てつや（ゴスペラーズ）
- コメントゲスト：シシド・カフカ、田島貴男（Original Love）、Megu（Negicco）
  - 2020年以来2年ぶりとなる「今日は一日"川口アーカイブス・レコード"三昧」の第3弾。2018年の第1弾以来となるNHKアーカイブスからの公開生放送も行う。

### 第277回「今日は一日“KinKi Kids”三昧」
- 放送日：11月23日
- 放送時間：12:15 - 18:50、21:30 - 翌0:00
- 番組担当：高山哲哉
- ゲスト：KinKi Kids（堂本光一、堂本剛）、りんたろー。（EXIT）、シュウペイ（ぺこぱ）
- コメントゲスト：秋元康、市村正親、織田哲郎、久保田利伸、斎藤工、坂崎幸之助・高見沢俊彦（THE ALFEE）、竹内まりや、武部聡志、堂島孝平、DREAMS COME TRUE、中村アン、西川貴教、Perfume、前田美波里、マシコタツロウ、松下洸平、松本隆、ムロツヨシ、ももいろクローバーZ、森山直太朗、山下達郎、吉田拓郎
  - この年デビュー25周年を迎えたKinKi Kidsを特集。KinKi Kidsの2人をゲストに迎え、楽曲のリクエストに応えるとともに、リスナーからのメールやツイート、ゆかりのアーティストやクリエイターからのメッセージを紹介する。

### 第278回「今日は一日“花の82年組”三昧」
- 放送日：12月30日
- 放送時間：10:00 - 18:50（中断あり）
- 番組担当：クリス松村、上野速人
- ゲスト：早見優、堀ちえみ、売野雅勇
  - 1982年にデビューした「花の82年組」のアイドルの楽曲を特集。今なお一線で活躍するアイドル本人もゲストに招く。

### 第279回「今日は一日“back number”三昧」
- 放送日：1月8日
- 放送時間：12:15 - 21:00（中断あり）
- 番組担当：向井慧（パンサー）、鈴木愛理
- ゲスト：back number
- コメントゲスト：小林武史、福原遥、松田元太（Travis Japan）、橋口洋平（wacci）
  - 2022年度下期の連続テレビ小説『舞いあがれ!』の主題歌を担当するなど活躍しているback numberを特集。直近のツアーで清水依与吏が語った「あなたの人生にとって意味のあるバンドになりたい」という言葉を受け「あなたの人生にとって意味のある1曲」、また3月から初の5大ドームツアーを行う事から「思いよ届け！ドームで聴きたいあの1曲」のリクエストを募集する。
  - 今回はラジオ第1で放送されていた『うたことば』のパーソナリティだった向井と過去同番組でback numberを特集した回に出演した鈴木、そしてスタッフが再集結、千葉放送局の制作で送る[67]。

### 第280回「今日は一日“演歌”三昧」
- 放送日：5月3日
- 放送時間：12:15 - 21:00（中断あり）
- 番組担当：伍代夏子、稲垣秀人
- ゲスト：山本譲二、長山洋子、石原詢子、岩本公水、大石まどか、多岐川舞子、みずき舞（以上第1部）、青山新、おかゆ、工藤あやの、松阪ゆうき（以上第2部）
- コメントゲスト：北島三郎、坂本冬美、藤あや子、香西かおり、島津亜矢、北山たけし
  - 昭和・平成・令和と時代を超えて歌い継がれてきた演歌の名曲を送る。
  - 2023年4月よりラジオ第1で放送されている『ふんわり』水曜担当の伍代と稲垣が担当する。

### 第281回「今日は一日“山下達郎”三昧 レコード特集2023」
- 放送日：5月4日
- 放送時間：12:15 - 21:30（中断あり）
- 番組担当：山下達郎、杉浦友紀
- ゲスト：EPO、クリス松村、渋谷龍太（SUPER BEAVER）
- コメントゲスト：鈴木雅之、菅田将暉、Taka（ONE OK ROCK）、松本潤
  - 前年6月以来3度目の「“山下達郎”三昧」。今回は、デビュー当初の1976年〜1982年に発表されたアルバム8作品を、最新リマスターしアナログ・レコードとカセットテープ（「TATSURO YAMASHITA RCA/AIR YEARS Vinyl Collection」）で2023年5月から発売するのを記念し、その作品を山下自らが9時間かけて解説する[68]。

### 第282回「今日は一日“長渕剛”三昧」
- 放送日：5月5日
- 放送時間：12:15 - 21:30（中断あり）
- 番組担当：池田達郎
- ゲスト：遠山大輔（グランジ）、麗奈、後藤輝基（フットボールアワー）、遠藤章造（ココリコ）、伊嵜充則
- インタビューゲスト：長渕剛
- インタビュアー：二宮直輝
  - 日本を代表するアーティストである長渕剛を特集。番組では「三昧で聴きたい長渕ソングTOP50」を発表したほか、長渕への2時間のロングインタビューも放送した。
  - 番組中に緊急地震速報が発生し、令和5年奥能登地震関連のニュース挿入で中断箇所があったため救済措置として『らじる☆らじる』の聞き逃しサービス限定で完全版を配信した。
  - 6月25日と7月2日の2週にわたり、14時台にラジオ第1にて、二宮の進行で本番組を振り返る『もう一度！“長渕剛”三昧』が放送された。

### 第283回「今日は一日“昭和ニッポン歌謡名曲”三昧」
- 放送日：7月17日
- 放送時間：12:15 - 21:15（中断あり）
- 番組担当：逢地真理子、深沢彩子
- ゲスト：小柳ルミ子、世良公則
  - 「昭和歌謡」シリーズの第14弾で、「昭和ニッポン歌謡名曲」としては3年連続。ただし、この年の4月29日は通常編成だったため、この日の放送に振替となった。

### 第284回「今日は一日“バート・バカラック名曲”三昧」
- 放送日：10月9日
- 放送時間：12:15 - 21:15（中断あり）
- 番組担当：パトリック・ハーラン
- 解説：加羽沢美濃、坂口修（音楽プロデューサー、バート・バカラック研究家）
- ゲスト：菊地成孔、野宮真貴
- コメントゲスト：ディオンヌ・ワーウィック、キャロル・ベイヤー・セイガー、ダニエル・タシアン(ソングライター、プロデューサー)、朝妻一郎
  - この年の2月に94歳で死去したバート・バカラックを特集。様々な音楽家に影響を与えたバカラックの功績を振り返りながら、名旋律を送る。

### 第285回「今日は一日“aiko”三昧」
- 放送日：11月3日
- 放送時間：12:15 - 21:15（中断あり）
- 番組担当：aiko、中村慶子
- ゲスト：ヒロ寺平、布川ひろき（トム・ブラウン、電話出演）、有野晋哉（よゐこ）、和田唱（TRICERATOPS）、大貫亜美（PUFFY）、ハイヒール モモコ、天童よしみ、杉浦友紀
- コメントゲスト：川澄奈穂美、立川談春、中島早貴、優香、いとうあさこ
  - 2023年7月にデビュー25周年を迎えたaikoを特集。リクエストに応えながらaiko本人と25年に渡って生み出された楽曲の魅力に迫りつつ、ファンのリスナーや著名人とともにこれまでを振り返る。
  - aikoは17時より出演。このため最初の4時間は中村と寺平の進行で放送した。

### 第286回「今日は一日“NHK Classic”三昧」
- 放送日：11月23日
- 放送時間：12:15 - 21:15（中断あり）
- 番組担当：上野耕平、市川紗椰、岩槻里子
- 解説：片山杜秀
- ゲスト：吉松隆、江﨑文武、鈴木愛理、The Rev Saxophone Quartet、洗足学園音楽大学 AQUA Woodwind Quintet、東京音楽大学 Dudes Brass Quintet、武蔵野音楽大学 Glassy Saxophone Quartet
- 中継ゲスト：加藤昌則、多久潤一朗、南紫音、佐藤晴真、竹内夢
  - 2023年11月に渋谷各所で開催の「NHK Classic Fes.2023」との連動企画。NHK-FM『×（かける）クラシック』MCの上野と市川の進行の元、現在放送されているクラシック音楽番組の魅力を紹介するほか、この日NHKホールで開催のイスラエル・フィルハーモニー管弦楽団の演奏会やClassic Fes.会場（渋谷ストリーム）からの生演奏も送る。

### 第287回「今日は一日“ディズニー”三昧」
- 放送日：12月9日
- 放送時間：12:15 - 22:00（中断あり）
- 番組担当：浅倉大介、中川翔子
- ゲスト：生田絵梨花、尾上松也、松井玲奈、屋比久知奈、山寺宏一、ゆめっち（3時のヒロイン）
  - ウォルト・ディズニー・カンパニーの創業100周年を記念し、ディズニー作品の楽曲を特集。ディズニーを取り上げるのは2014年12月の「今日は一日“ウォルト・ディズニー アニメ音楽”三昧」以来。番組進行は大のディズニーマニアの浅倉と『塔の上のラプンツェル』ラプンツェルの日本語吹き替えを担当した中川が担当[注釈 20]。

### 第288回「今日は一日“ボカロ”三昧」
- 放送日：2月12日
- 放送時間：12:15 - 21:15（中断あり）
- 番組担当：藤田咲（メインMC）、松丸亮吾（第1部サブMC）、山之内すず（第2部サブMC）、野原梨沙（進行）
- コメンテーター：小林オニキス
- ゲスト：伊東歌詞太郎、kz（livetune）、syudou、じん、DECO*27
  - VOCALOIDに代表される音声合成ソフトを使用した「ボカロ曲」を特集。『初音ミク』の音声データを担当した藤田をメインMCに迎え、ボカロPやボカロファンのタレントと共にその世界を届ける。

### 第289回「梶裕貴の今日は一日“声優”三昧」
- 放送日：5月3日
- 放送時間：12:15 - 18:50
- 番組担当：梶裕貴
- ゲスト：佐々木望、林ゆうき、浦和希、福山潤、宮野真守
  - ラジオ第1『梶裕貴のラジオ劇場』のスピンオフ特番として放送。声優を中心に取り上げた三昧としては2014年の「“歌う声優”三昧ツヴァイ!」以来約10年ぶりとなる。今回はアニメソングやキャラクターソング、声優が歌っている曲のリクエストに応えながら、梶とゆかりのある声優とのトークや、『ラジオ劇場』で放送されたドラマの振り返りなどで構成する。

### 第290回「今日は一日“竹内まりや”三昧 2024」
- 放送日：10月14日
- 放送時間：12:15 - 18:50
- 番組担当：萩原健太、廣瀬智美、竹内まりや
- ゲスト：杉真理
- コメントゲスト：杏里、さかいゆう、Superfly、角野隼斗、早見沙織、藤原聡（Official髭男dism）
  - 2018年11月以来6年ぶりとなる「“竹内まりや”三昧」で、前年2023年にデビュー45周年を迎えた竹内のデビューから最新アルバムまでその魅力を明らかにするとともに、「あなたの"かけがえのないもの"は？」をテーマにリスナーからのメッセージを募集する。

### 第291回「今日は一日“川口アーカイブス・レコード”三昧」
- 放送日：11月4日
- 放送時間：12:15 - 18:50
- 番組担当：矢口清治、満津岡信育（音楽評論家）、高山哲哉
- ゲスト：南野陽子
  - 2022年以来2年ぶりとなる「今日は一日"川口アーカイブス・レコード"三昧」の第4弾で、今回もNHKアーカイブスからの公開生放送を実施。

### 第292回「世界に羽ばたけ!今日は一日“ボーイズグループ”三昧」
- 放送日：1月3日
- 放送時間：12:15 - 18:50
- 番組担当：髙塚大夢（INI）
- ゲスト：八村倫太郎・桑山隆太・古幡亮 （WATWING）、安井謙太郎・長妻怜央（7ORDER）、WILD BLUE、平野宏周
- コメントゲスト：TAKERU（ONE OR EIGHT）、MAZZEL、IMP.、NEXZ、DXTEEN、超特急、TAKI・MAKI（&TEAM）、後藤威尊（INI） 
  - 日本を拠点にアジアや世界を目指す、人気ボーイズグループの楽曲を特集。リクエストに応えながら、各グループのメンバーが生出演・コメント出演する。

### 第293回「今日は一日「庵野秀明の世界」三昧」
- 放送日：2月11日
- 放送時間：12:15 - 18:50
- 番組担当：宮﨑あずさ、氷川竜介（解説MC）、池田瑛紗・井上和・賀喜遥香（乃木坂46、ゲストMC）
  - 『ふしぎの海のナディア』放送35周年、『新世紀エヴァンゲリオン』放送30周年を記念し、両作品を監督した庵野秀明による作品を、音や音楽に焦点を当てて特集する[69]。

### 第294回「今日は一日サザンオールスターズ三昧」
- 放送日：3月9日
- 放送時間：13:00 - 18:00
- 番組担当：市川紗椰、杉浦友紀、小貫信昭
- コメントゲスト：いとうあさこ、せいや（霜降り明星）、SOTA（BE:FIRST）、ファーストサマーウイカ、藤波朱理、R-指定（Creepy Nuts）
  - 1978年のデビュー以来長きにわたって活動を続けてきたサザンオールスターズの楽曲をデビュー当時から最新アルバムまでオンエアし、その魅力を探る。サザンを扱った三昧は2017年8月の「夏だ! サザンだ! 今日は一日“桑田佳祐”三昧」以来で、今回は「みんなのベスト紅白」と連動した企画として放送。

### 第295回「世界に羽ばたけ!今日は一日“ボーイズグループ”三昧」
- 放送日：4月29日
- 放送時間：14:00 - 18:00
- 番組担当：吉田仁人（M!LK）
  - 1月に放送した「“ボーイズグループ”三昧」の第2弾。今回もボーイズグループの楽曲をリクエストに応えながら生放送で紹介する。

## 派生番組
- とことん○○（2011年4月から2015年3月まで放送されていた平日深夜放送のスピンオフ番組）
- アニソン・アカデミー（「"アニソン”三昧」企画からのスピンオフ）
- 今日は一日"民放ラジオ番組"三昧〜#このラジオがヤバい〜（2019年5月6日[注釈 21]にNHK・民放連共同ラジオキャンペーンのスペシャル番組として放送。当番組のフォーマットを用いているが、放送時間帯は夜のみ）
- BTS三昧 Bonus Edition（2022年9月23日にラジオ第1で放送。「BTS三昧」が好評だったことから企画された約3時間の特別編で、当日は一般参加者も加わったスペシャル座談会も放送した）。
- ディスカバーシリーズ（カーペンターズ以外はFMで生放送）
  - ディスカバー・マイケル（2019年度）
  - ディスカバー・ビートルズ（2020年度・2023年度）
  - ディスカバー・クィーン（2021年度）
  - ディスカバー・カーペンターズ（2022年度。ラジオ第1）